# Gusle

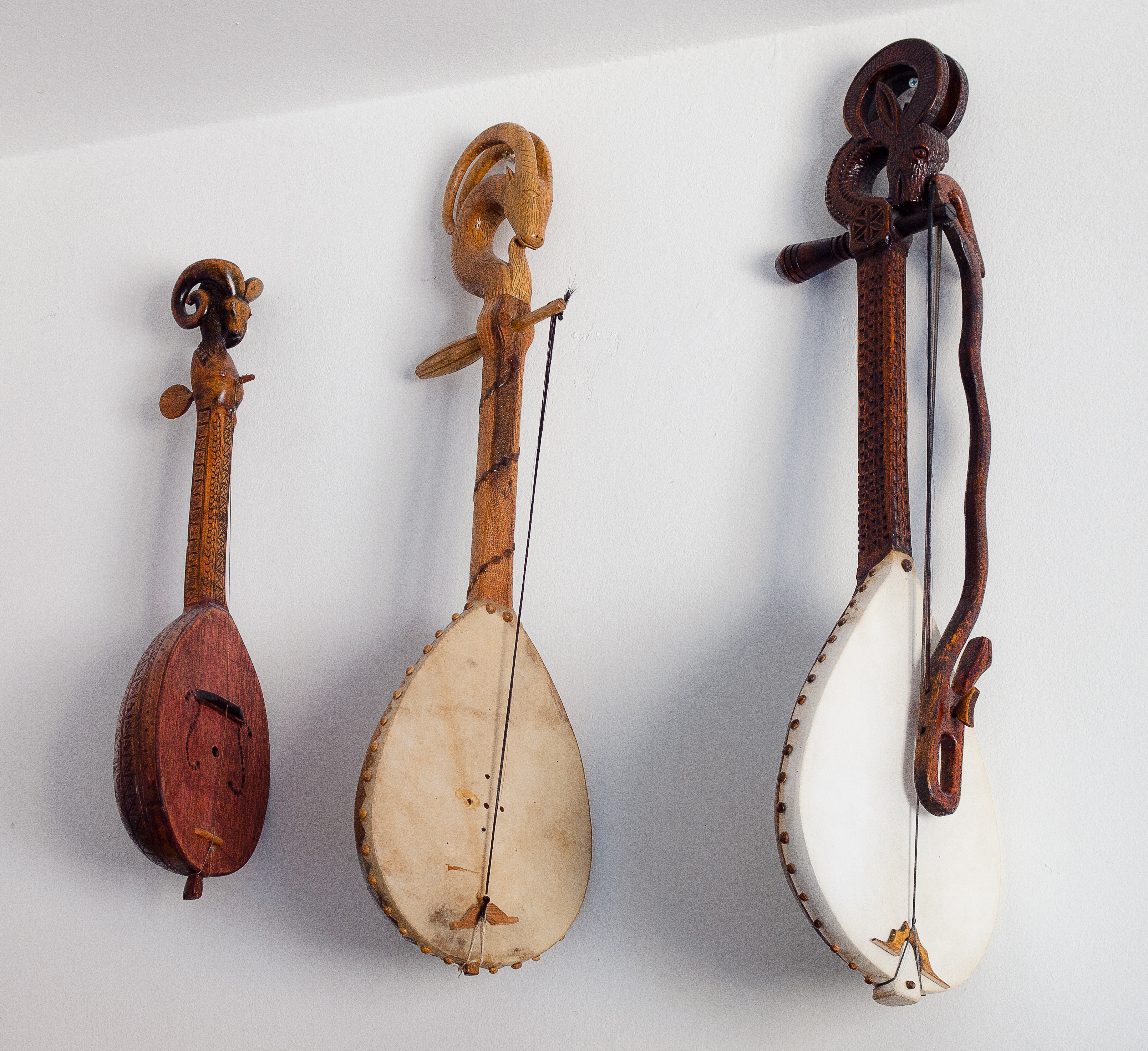
Unterschiedliche Guslen-Typen

Die Gusle (serbisch-kyrillisch Гусле; auch Gusla, Mehrzahl Guslen; albanisch Lahuta) ist ein aus dem Balkanraum stammendes, traditionelles Streichinstrument. Zur Gruppe der Chordophonen-Instrumente gehörend, ist sie als Schalenhalslaute, die mit einer Rosshaarsaite mit einem einfachen Bogen gestrichen wird, ein ursprünglicheres Saiteninstrument der Folklore und Volksmusik. Der birnenförmige, idealerweise aus Ahornholz gefertigte Resonanzkörper ist mit Tierhaut bespannt. Den Kopf der Gusle schmücken zumeist stilisierte Tiermotive wie Steinbock- oder Pferdekopf, in neuerer Zeit aber auch Falken, Adler oder Porträts historischer Persönlichkeiten. Ornamentik und Material der Gusle entstammen der Hirtenkultur. Sie ist eines der ältesten Solo-Musikinstrumente der Balkanhalbinsel und hat sich in ihrer ursprünglichen Form und Spielweise bis heute unverändert erhalten (Hörbeispiel Gusleⓘ).

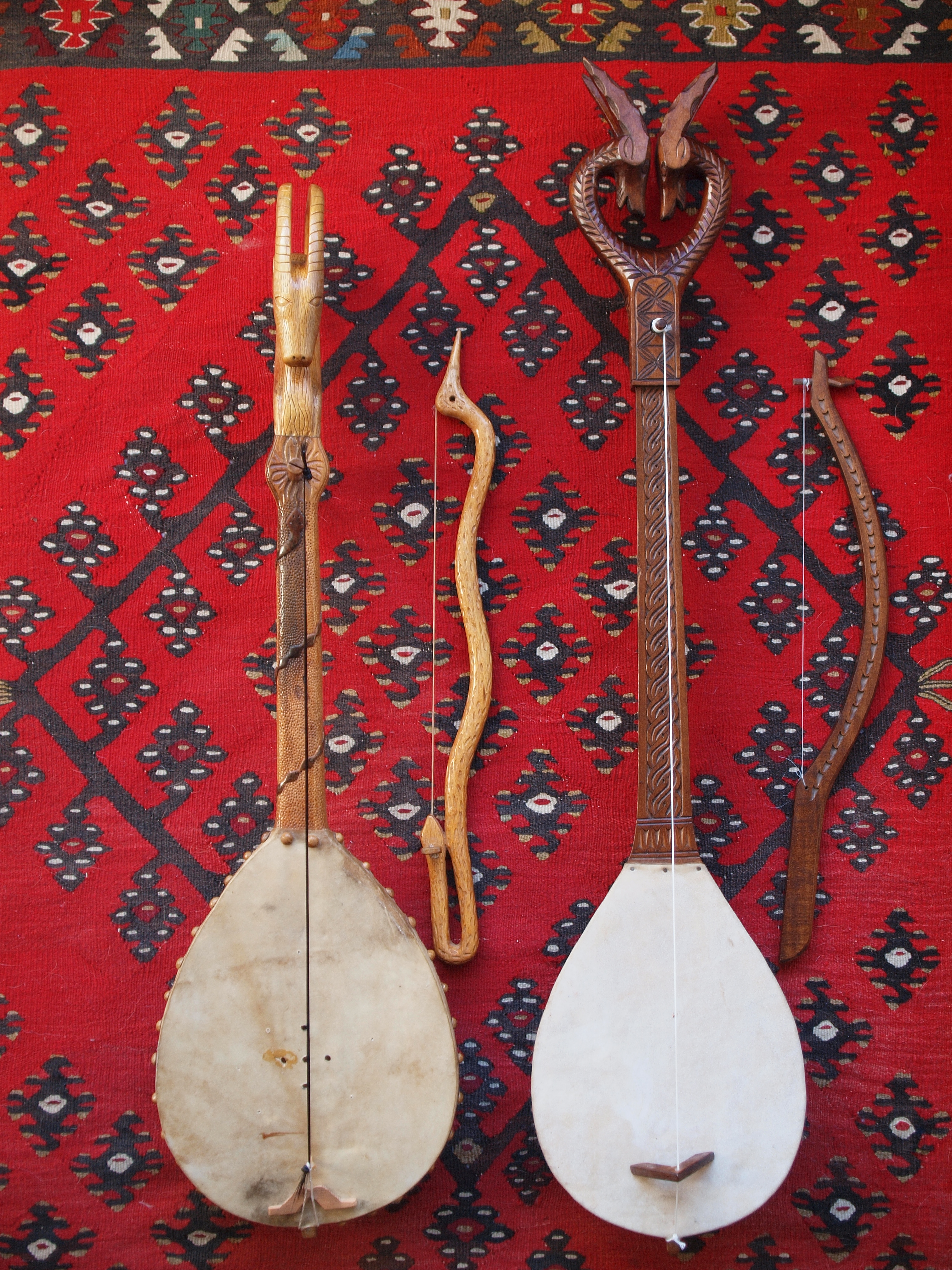
Traditionelle Guslen mit typischer Ornamentik: Steinbockkopf und Schlange

Die Gusle ist das Instrument des epischen Sängers der Balkanhalbinsel in Albanien, Bosnien und der Herzegowina, Kroatien, Montenegro und Serbien, der Guslar (Guslari) respektive albanisch Lahutar genannt wird. Der Guslar singt und begleitet sich selbst auf seiner Gusle. Während die ehemals nur mündlich tradierten, klassischen Epen heute aus dem breiten verschriftlichen Kontext der Volkspoesie entstammen, so bleibt die musische Komponente im Guslenspiel der überlieferten Praxis treu, in der selbst während der heute wichtigen Wettbewerbsdarbietungen die musikalische Improvisation, vergleichbar der Praxis im Jazz, in seiner tradierten Überlieferung dominantes Prinzip geblieben ist.
Erst mit der Niederschrift der epischen Lieder durch Vuk Stefanović Karadžić (ab 1814) begann die eigentliche Verschriftlichung der mündlichen Dichtung, deren heutiges Repertoire überwiegend diesem Korpus entstammt und die klassische Anthologie (in einem konfuzianischen Sinne) Mündlicher Literatur serbischer Sprache beinhaltet. Diese Epen sind von der slawischen und albanischen Bevölkerung nicht als Medium der Kunst verfasst worden, sondern sind vielmehr ein komplexes Ausdrucksmedium, das in großer Tiefe die lange kulturelle Geschichte zusammenfasst. In ihren ältesten Formen entstammen sie dem Mittelalter und tragen in sich selbst noch heidnisch-animistische Vorstellungen, die so auffällig in der Volkskultur der Südslawen hervorsticht. Die Epen summieren dabei mehrere Jahrhunderte der historischen Realität und spiritueller Bedürfnisse. Die aus Ahornholz gefertigte Gusle selbst symbolisiert dabei gleichfalls die Vermittlung mit dem Ahnenkult und ist auch an sich das Emblem des Epischen Gesangs sowie in ihren Heimatländern ein Symbol der nationalen Identität.
Aus Anschauungen zur stilistischen Methodik der damals noch stark präsenten mündlich tradierten Volksepik bei illiteraten christlichen und muslimischen Guslenspielern Montenegros und Südwestserbiens entwickelten Milman Parry und Albert Bates Lord die Grundlage der Oral Poetry-Theorie im Kontext der Homerischen Frage. Dadurch wurden die patriarchalischen Regionen Jugoslawiens, in denen sich das Guslenspiel bis über die zweite Hälfte des Zwanzigsten Jahrhunderts in seiner ursprünglichen Art erhalten hatte, als „episches Laboratorium“, Ausgangspunkt in der Untersuchung poetischer Sprache und Nutzung von substituierbaren „Formeln“ oraler Dichtung, die zu einer neuen, global rezipierten literaturwissenschaftlichen Richtung – Orale Literatur – wesentliche Impulse sowie eine komparative Methodik in der Untersuchung oraler Dichtung in der epischen Literatur der Antike, im byzantinischen Griechisch, Altenglisch und Altfranzösisch lieferten.
Gesang in Begleitung der Gusle ist Teil des immateriellen Kulturerbes der Menschheit.

## Etymologie
Das Wort Gusle stammt vom altslawischen Wort „gosl“ für Faser. Das altslawische Stamm-Morphem gǫdsli (russisch gúsli, slowakisch husle, tschechisch housle) wird mit guditi, oder gudalo in Verbindung gebracht. Die genau Herkunft der Nominationen der verwandten Begriffe gusle, gadulka, gudok und gudalo, letzterer als die Bezeichnung für den Bogen der gusle könnte nach Walther Wünsch auch eine genauere Zuordnung in der Entwicklungsgeschichte der Gusle beleuchten.
Im Sprachgebrauch der Südslawen existiert neben dem femininen Pluraletantum „gusle“, das sich als Lexem durchgesetzt hat, noch das ältere „gusli“, welches sich im Gebiet des mittleren Drinalaufs, um Arilje sowie in ganz Montenegro findet. Dabei findet sich die Nutzung der Morpheme /e/ und /i/ im Sprachgebrauch ein und desselben Sprechers, alternierend kann es daneben auch im Liedtext oder der Alltagssprache angewendet werden. Die singuläre Form „gusla“ findet sich nur in Ostserbien, westlich des Timok, um Niš, Ivanjica, sowie in der Gegend des Zlatibor. Auf Korčula ist nur „gusla“ in Gebrauch. In die Europäische Literatur wurde der Ausdruck „gusle“ von Alberto Fortis eingeführt.
Das albanische Lexem lahuta bezeichnet allerdings auch ein anderes Instrument, eine Art Laute mit acht Saiten, die mit Federkielen angerissen werden. Das albanische lahuta geht wie auch das deutsche Laute auf Arabisch al-’ud zu ud (Holz, Instrument aus Holz, Zither, Laute) zurück.
Die Gusle ist im serbo-kroatischen Sprachgebrauch als Gusle dagegen ein feminines Pluraletantum (Serbokroatisch Gusla/Gusle, serbisch-kyrillisch Гусла/Гусле; albanisch bestimmt lahuta, unbestimmt lahutë).

## Bauweise und Teile

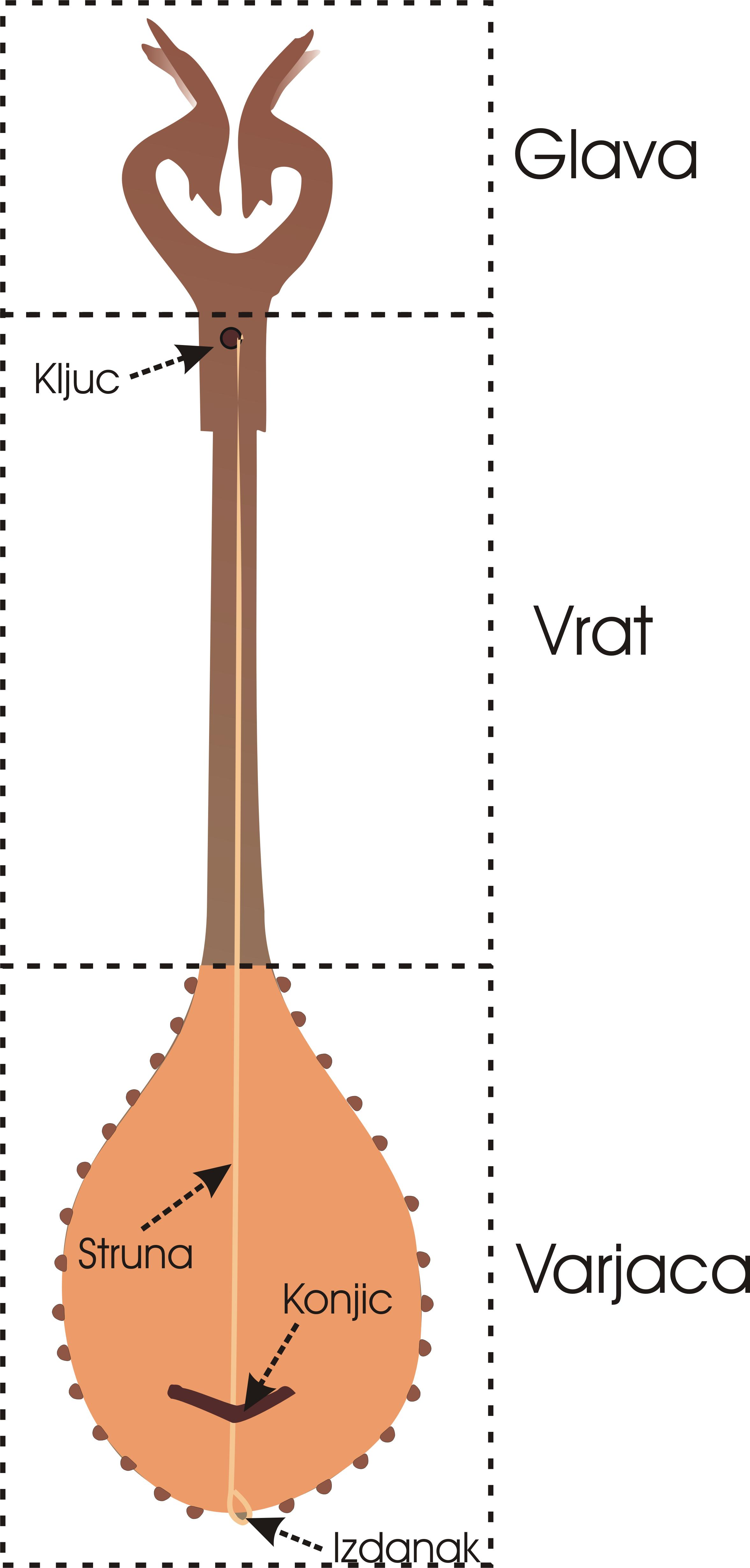
Aufbau, Namen nach der Muzička Enciklopedija, Leksikografski zavod FNRJ, 1958

Eine Gusle besteht aus dem Hals (Držak), dem Kopf, dem Wirbel (Rukuć oder Klin) und dem Resonanzkasten (Varnjačka).
Die dicken Saiten der Gusle setzen sich aus bis zu 30 Rosshaaren zusammen, einem relativ ungewöhnlichen Material für die Besaitung eines Instruments. Die Rosshaare reißen leicht, so dass man das Instrument vorsichtig stimmen und spielen muss. Die Saitenlage ist bei der Gusle ähnlich wie bei der Gadulka und der Lijerica.
Die Gusle ist ähnlich zur Gadulka konstruiert, unterscheidet sich von dieser aber durch einen engeren und erheblich längeren Hals. An Stelle des hölzernen Resonanzbrettes ist bei der Gusle eine Haut gespannt.
Die Saiten der Gusle sind viel zu weit vom Hals entfernt, um sie auf den Hals herunterdrücken zu können. Der Klang der Gusle ist im Gegensatz zur Gadulka oder der Lijerica, welche einen violinenartig Klang haben, sehr orientalisch geprägt.
Der Klangkörper ist mit einer dünnen Tierhaut bespannt, was zum charakteristischen Klang der Gusle beiträgt. Die Gusle wird mit einem großen, hölzernen Rosshaarbogen gestrichen, es kann jedoch auch ein normaler Violinenbogen verwendet werden.
| Deutsch        | Albanisch | Bosnisch | Kroatisch | Serbisch |
| -------------- | --------- | -------- | --------- | -------- |
| Gusle          | lahuta    | gusle    | gusle     | gusle    |
| Resonanzkasten | trupi     |          | varljača  | varjača  |
| Hals           | qafa      |          | vrat      | vrat     |
| Kopf           | koka      |          | glava     | glava    |
| Wirbel         | kurriz    |          |           | ključ    |
| Saite          | korda     |          |           | strune   |
| Steg           | shala     |          |           | konjić   |
| Bogen          | harku     |          |           | lučac    |

### Ornamentik

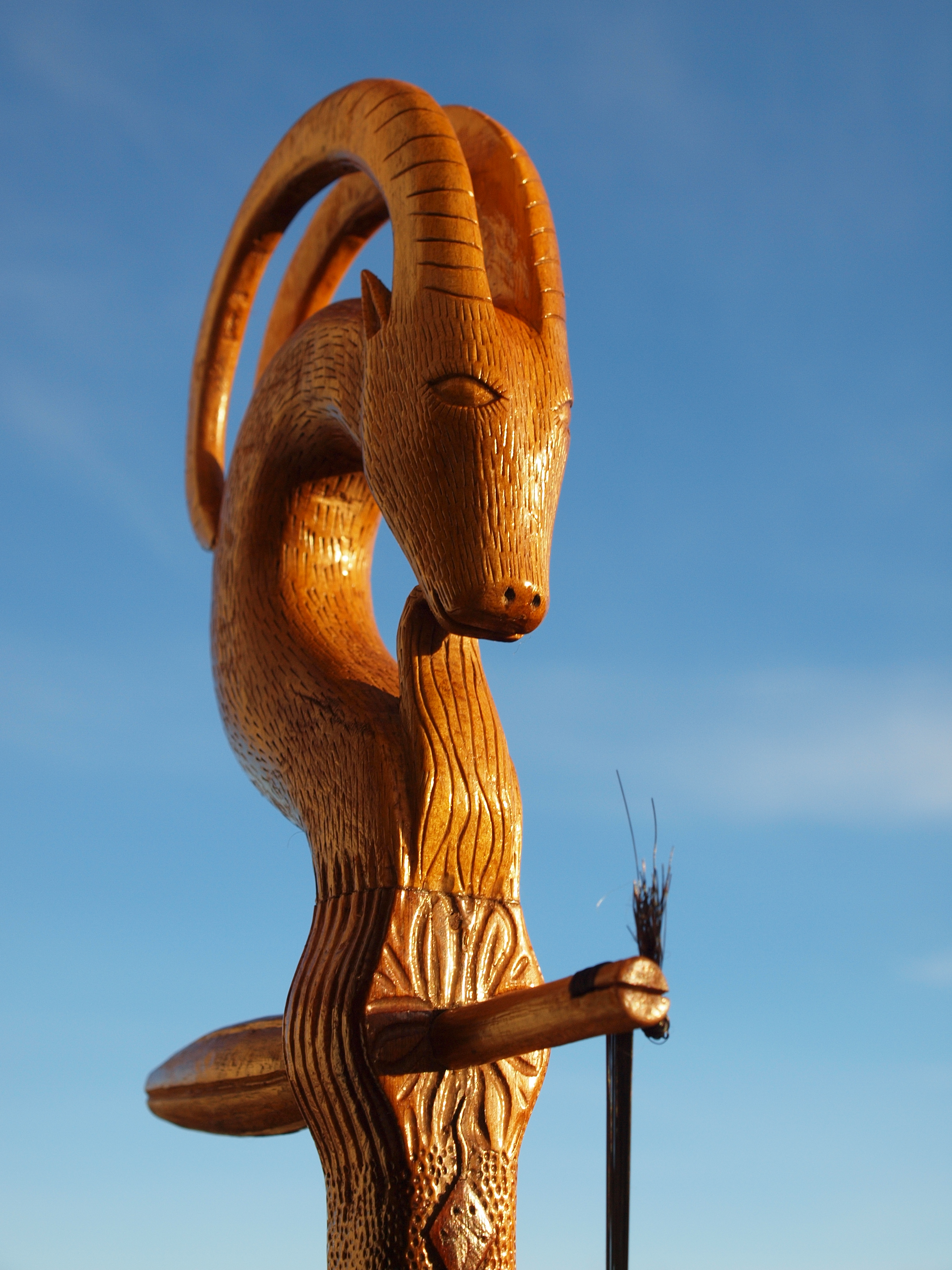
Steinbockkopf einer Gusla aus Montenegro

Sie ist wohl das am kunstvollsten verzierte balkanische Musikinstrument. Am Kopf des Steges sitzt meist ein aus Holz geschnitzter Tierkopf wie Ziegen-, Widder- oder Pferdekopf, Vögel wie Adler oder aber auch anthropomorphe Figuren. Der Steg selbst ist mit reichlichen Mustern verziert, manchmal auch von in das Holz geschnitzten Schlangen umrankt. Die einzelnen Ornamente wie der Steinbock, der als Symbol absoluter Freiheit, oder das Emblem der Schlange für die Gefahr des Bösen, sind Motive der Volkskultur, in denen heidnisch-animistische Vorstellungen ihren Ausdruck finden.
Die Rückseite des Klangkörpers trägt aufwändige Blumenmuster wie Häufig das Ornament des Baumes des Lebens sowie Rosetten und Flechtmuster. Auch die Streichbögen sind häufig ornamental gestaltet, dann zumeist in Form einer gewundenen Schlange. Neuere Guslen hatten insbesondere bis in die Zeit der Transitionsphase im Übergang von sozialistischen- zu demokratischen Gesellschaften häufig Staatsembleme als Motiv. In Montenegro wird der früher am häufigsten genutzte Typ des Steinbockkopfes mittlerweile von Adler- oder Falkensymbolen abgelöst.

### Materialien

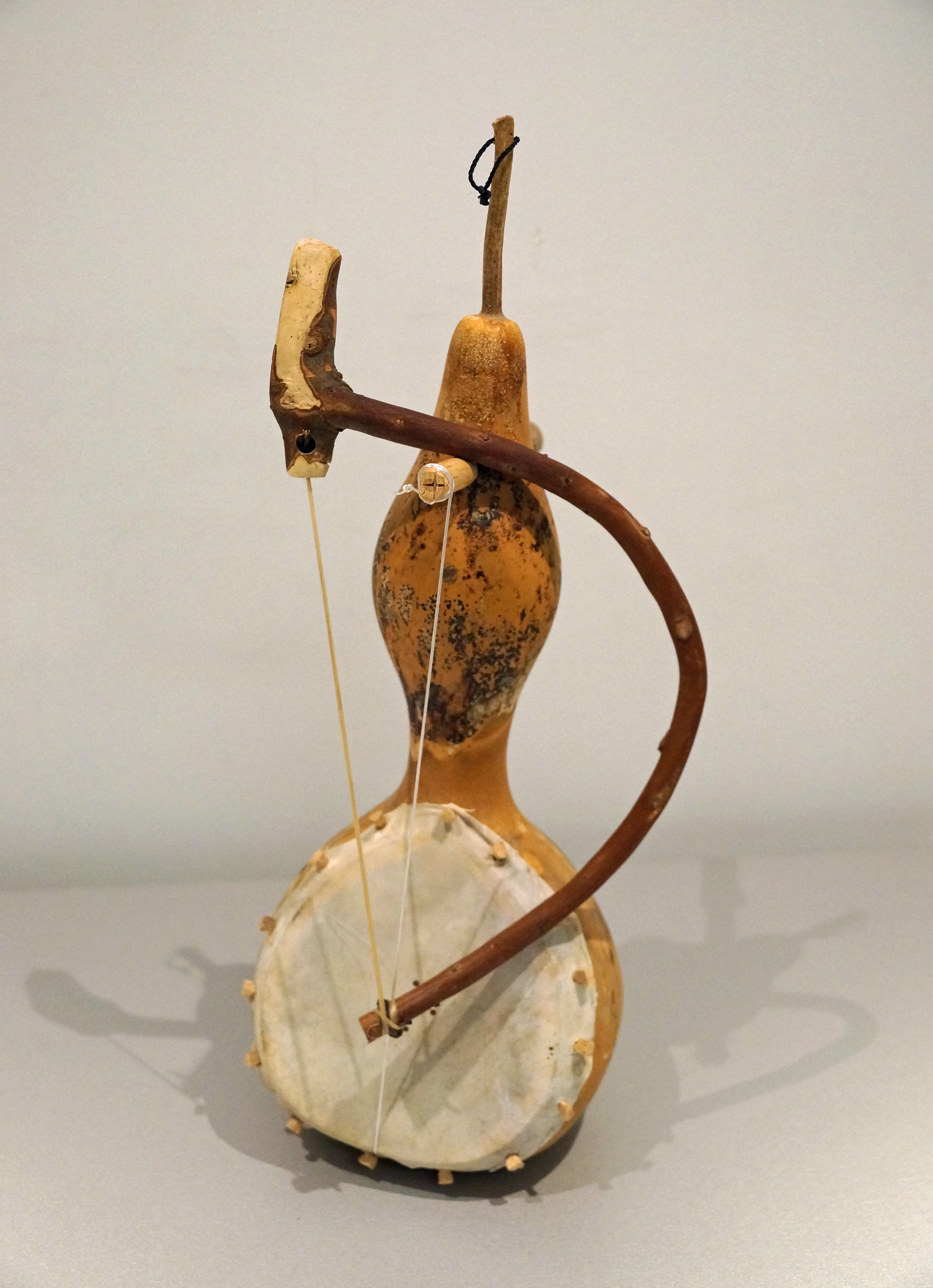
Aus Kürbis gefertigte, einfache Lahuta aus Nordalbanien

Verschiedene tradierte Materialien der Gusle sind 30–40 durchgekämmte Rosshaare für den Streichbogen. Der Bogen selbst wird aus gut getrocknetem Hartholz, zumeist Äste der Kornelkirsche, erstellt. Resonanzkasten und Hals werden aus einem Stück Holz geschnitten. Dabei wird bestenfalls ein Viertel Baumstamm verwendet, bei der die Gusle nur aus dem weniger spröden Splintholz gefertigt wird. Unter den verwendeten Bäumen, die Klangholz liefern, ist hierfür Ahorn geschätzt, und zwar als sogenanntes džever javor (deutsch Riegel-Ahorn, englisch: curly maple) oder belo javorje drvo (weißes Ahornholz), das vom Bergahorn und in Bosnien, Montenegro, Südwestserbien und Albanien auch vom Griechischen Ahorn stammt. Die Nutzung von Riegel-Ahorn (=Bergahorn) findet sich gleichfalls parallel im Geigenbau. Auch taucht in den Liedern in den Anfangszeilen bei heutigen Vorträgen oft die Beschwörung Gusle, die aus Ahornholz gefertigt (gusle moje, drvo javorovo) auf. Dem Ahorn kommt dabei in seiner Funktion als Klangholz auch noch eine kultische Symbolik hinzu, da er weiterhin für in Bestattungsriten als Sargmaterial genutzt ist. Weiter können aber auch noch Kiefer, Eiche, Walnuss und Maulbeerbaum verwendet werden.
Der Guslenkörper wird anders als bei Violinen aus einem Stück gefertigt, indem auf einem etwa 10 cm dicken Werkholz die Konturen der Gusle mittels einer Schablone aufgetragen wird und die Instrumentenform mit Tischlerwerkzeugen herausgearbeitet wird. Bei der Tiefe des Resonanzkörpers werden etwa 8 cm gewünscht um den bevorzugten Klang zu erhalten. Klassischerweise ist die Länge des Resonanzkörpers gleich der Länge des Abstandes des Halses bis zum Wirbel, also in etwa 30 cm zu 30 cm. Die Breite des Resonanzkörpers ist meist etwas über 20 cm und die Länge des Bogens sollte in etwa 40 cm erreichen. Je nach Verzierungen des Kopfes erreichen Guslen Gesamtlängen zwischen zumeist 65 und 90 cm.
Die Hautdecke ist an den Rändern des Resonanzkastens aufgespannt und erhält zumeist einige Resonanzlöcher. Als Decke verwendet man Ziegen-, Schaf-, Hasen- und Eselfell, wobei die Haut von Zicklein allgemein als die beste gilt. Die Decke wird im klassischen Guslenbau durch Holznieten gespannt, die im Resonanzkörper herausgearbeitet wurden. Seltener werden dazu auch Nägel verwendet.

#### Griechische und Bergahorne

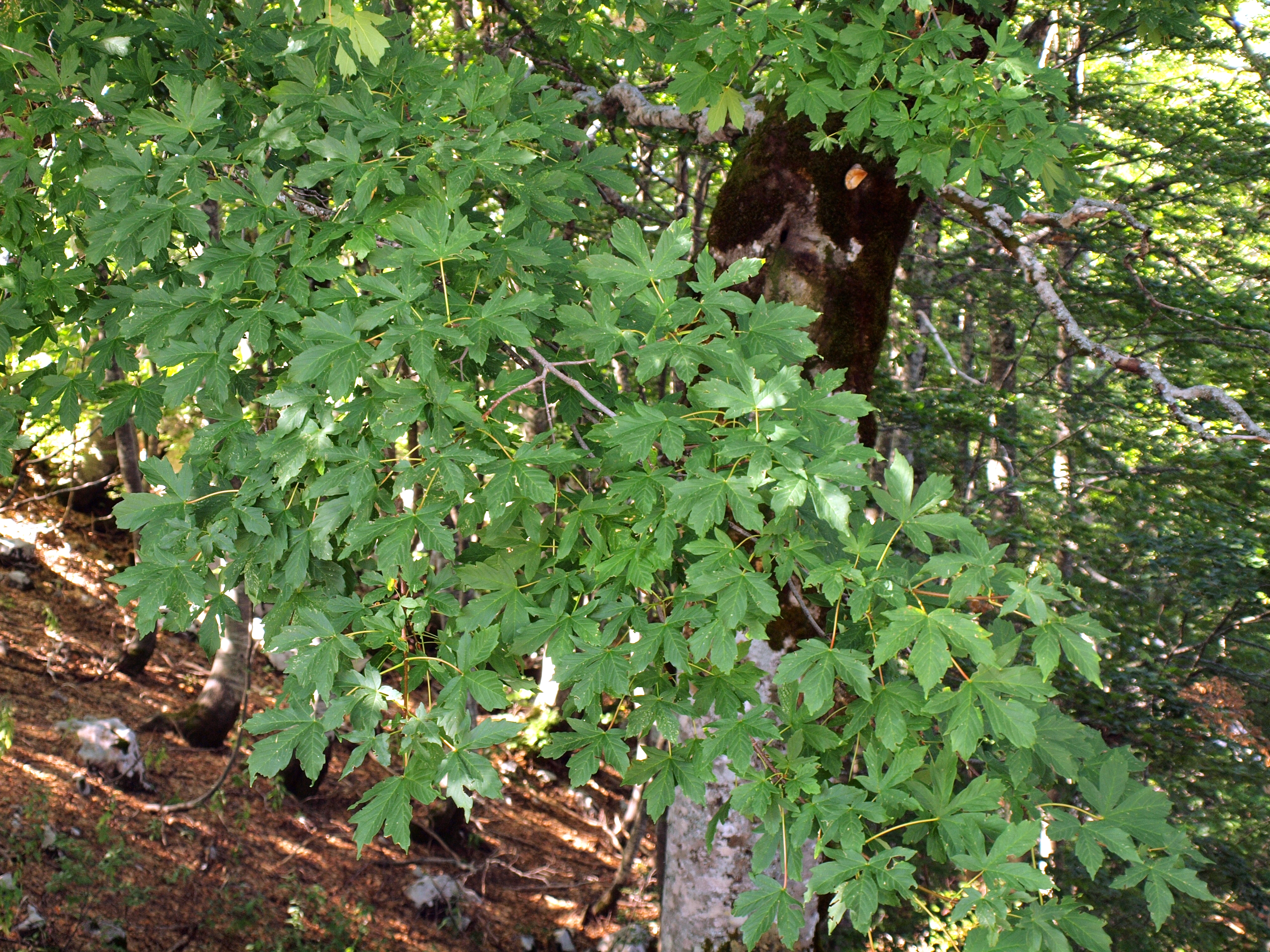
Griechischer und Berg-Ahorn liefern Holz, das als Riegel-Ahornholz (džever javor) bezeichnet Höchstpreise im Musikinstrumentenbau erzielt.

##### In Kult und Brauchtum
Dem Ahorn kommt in der Volkskultur der Südslawen allgemein eine höhere kultische Bedeutung, sowie sakrale Verehrung zu, als dies in Mitteleuropa der Fall ist. Ahornbäume sind bei den Südslawen Träger heidnisch-animistischer Vorstellungen des Baumkultes, die so auffällig in der Volkskultur der Südslawen hervorstechen.
Im Ahornbaum als Emblem des Ahnenkultes sitzt im Volksglauben der Südslawen auch der zeitweise Wohnort der Seele. Wie es in vielen Kulturen ein weitverbreiteter Brauch ist, in die Rinde eines Baumes religiöse Symbole einzuschneiden, so hat auch das Einschneiden kultischer Ornamentik in die Gusle eine spirituelle Funktion, die sie als Objekt kultischer Verehrung auszeichnet.
Ein anderer Bedeutungspunkt ergibt sich aus dem Volksglauben an die Waldgeister der Vilen, die auf Bäumen geboren, und auch am häufigsten auf Bäumen oder in deren Nähe gesehen werden, auch die Seelen von Bäumen sind. Im Volksglauben ist das Leben der Vilen mit dem Baum, den sie bewohnen, unlöslich verknüpft. Vernichtet man den Baum, so lässt die Vila ihr Leben. Als Vorstellung von der „Baumseele“ dient die Rhetorische Figur „gusle moje, drvo javorove“ („Oh meine Gusle, Holz des Ahornbaumes“), als Mantra vom Guslaren oft schon in der ersten Liedzeile gesungen, unterstreicht sie den Zusammenhang spiritueller Funktion der Gusle, die den Guslar zum Vermittler mit dem Ahnenkult bestimmt.
Der sakrale Charakter findet sich häufig auch in Liedern der zehnsilbigen serbo-kroatischen Volksepik, wie im Gesang Ženidba voivoda Pavla. Hier wird durch Bilder von symbolischen Handlungen und Plätzen die Geschichte einer tragischen Hochzeitsreise erzählt, in der sechs Wälder zu durchqueren sind: „drei Tannenwälder und drei Ahornwälder“. In der patriarchalischen zehnsilbigen serbo-kroatischen Volksepik tragen die immergrünen Tannen einen sakralen Charakter als Bäume des Lebens und manchmal als tragische Verbindungen zur Jugend und insbesondere als Sinnbild einer jungen schönen Frau; dagegen suggerieren der Ahorn in seiner Nutzung als Sarg und als Gusle auch eine doppeldeutige Andeutung als Emblem des Todes. Diese Doppeldeutigkeit erfüllt sich in der Geschichte in der Reise unter den Bäumen des Lebens und des Todes, als die Braut auf der Fahrt zu ihrem Bräutigam in einem der Ahornwälder stirbt und dabei im Tode ausruft, das der Bräutigam ihr nicht vom Schicksal vorgesehen wurde.
Die Signifikanz animistischer Bilder von Ahornbäumen in der Wiederherstellung einer patriarchalischen Ordnung taucht beispielhaft in der im 18. Jahrhundert in der Bucht von Kotor niedergeschriebenen feudalen langzeiligen Bugarštica Sultana Grozdana i Vlašić Mlađenj auf. Hier wird die unrealistische Liebesaffäre eines christlichen Ritters und einer türkischen Sultanin in einem Rosengarten Konstantinopels erzählt, in der die Janitscharen nach Aufdeckung der Affäre diesen an einen Ahornbaum erhängen. Die Geschichte kulminiert in den letzten wenigen Zeilen, als des Sultans Tochter ihre Haare in Trauer abschneidet und um ihn vor der Sonne zu schützen sein Gesicht damit bedeckt, bevor sie sich am selben Ahornbaum aufhängt:
Sultana Prezdana i Vlašić Mlađenj

Brzo meni ufatite Mlađenja, mlada Vlašića,

I njega mi objesite o javoru zelenomu,

                                              Mladoga Mlađenja!

Brže sluge ošetaše po bijelu Carigradu,

I oni mu ufitiše Mlađenja, mlada Vlašića,

                                              Te Careve sluge,

I njega mi objesiše o javoru zelenomu,

A to ti mi začula Prezdana, lijepa sultana,

                                              Lepa gospoda,

U ruke mi dofatila svilena lijepa pasa,

Ter mi brže ošetala put javora zelenoga,

                                              Prezdana gospođa.

Tu mi bješe ugledala Mlađenja, mlada Vlašića,

A đe mi on visi o javoru zelenomu,

                                              Vlašiću junaku,

Ona bješe obrrezala sve svoje lijepe us kose,

Ter h bješe stavila Mlađenju na bijelo lice,

                                              Vlašiću junaku,

Da mu ne bi žarko sunce bijelo lice pogdilo.

Pak se bješe uspela na javoru zelenomu,

                                              Prezadana gospođa,

Tu se bješe zamaknula zu Mlađenja, mlada Vlašića,

                                              Prezadana gospođa.

Tuj mlađahni visahu o javoru zelenomu.
Prezdan the Sultan's Daughter and Vlašić Mlađenj

Young Vlašić Mlađenj swiftly seize,

And hang him from the maple green

                                              Young Mlađenj!

So swift they walked through the Imperial City,

Young Mlađenj Vlašić they did seize,

                                              Those Sultan's vassals,

And from the maple green they hanged him,

When Prezdana fair had heard of this,

                                              Fair Lady,

She took a lovely, silken sash,

And walked so swift toward the maple green,

                                              The Lady Prezdana.

And Vlašić Mlađenj saw she there,

As from the maple green he hung,

                                              Vlašić, the fine hero.

And off she cut her fine, fair hair,

And placed it over Mlađenj's face,

                                              Heroic Vlašić's

Lest burning sun disfigure it.

And she climbed up the maple green,

                                              The Lady Prezdana,

And there fell limp beside Young Mlađenj,

                                              The Lady Prezdana.

So Young from maple green they hung.
Ein weiteres Element der epischen Verwendung dieses Emblems des Ahorns findet sich als häufiges formelhaftes Element eines vertrockneten Ahornbaumes (javor suhi), der gelbe Blüten trägt. Im Motiv des Wunderzeichens eines blühenden vertrockneten Ahorns werden in der epischen Tradition Anklagen zum Tod durch ein Wunder abgewehrt. Durch die Verkörperung des Ahorns im Ahnenkult und der Verwendung als Guslenmaterial hat dieser epische Kontext des wundersamen Erblühens die Macht Menschenleben in Extremsituation zu retten.

##### Im Handwerk und der Forstindustrie
Das Holz von Griechischem- und Bergahorn hat im Guslenbau die weitaus größte Bedeutung. Beispielsweise fertigt der zurzeit bekannteste Gusleninstrumentenbauer Slobodan Benderać Guslen einzig aus Ahornholz, wobei er insbesondere Hochgebirgsherkünfte aus dem Volujak-Gebirge an der Grenze zwischen Montenegro und Bosnien bevorzugt. Wie die montenegrinische Zeitung Vijesti berichtete, ist bei den Holzunternehmen und Holzfällern der Region Kolašin die Fällung von Griechischen Ahornen für im eigenen Guslenbedarf, wie für den Export an ausländische Sägewerke, die Klangholz für den Geigenbau beziehen, von besonders hohem Interesse, das sich durch die hohen Preise die dafür mitunter gezahlt werden, erklärt. Wie die Tageszeitung weiter berichtete, hatte die Polizei dabei selbst einen Versuch illegal im Urwald des Nationalparks Biogradska gora Griechische Ahorne zu schlagen vereitelt. Dabei wird ein säbelwüchsiger Stamm, der als sogenannter džever javor = Riegel-Ahorn (oder džever stablo = Riegelholzstamm) bezeichnet wird, am meisten geschätzt. Wie die Zeitung in einem anderen Beitrag berichtete waren diese Riegel-Ahorne wegen ihrer Maserung in der Eignung für Musikinstrumente so begehrt, dass selbst schwer zu erreichende Standorte wie im hochalpinen Durmitor noch vor dem Zweiten Weltkrieg massiv übernutzt wurden.
Da Griechische Ahorne und Berg-Ahorne die am höchsten bewerteten Hölzer der Dinariden sowie mit die teuersten europäischen Hölzer liefern, halten sich auch bei den einheimischen Legenden das bis zu 60.000 Euro/m³ gezahlt werden sollen. Da reelle Preise für Riegel-Ahornholz zwischen 7.000 und 11.000 Euro/m³ liegt, geht damit eine Übernutzung der natürlichen Bestände durch die lokale und oft unbeschäftigte Gebirgsbevölkerung in Montenegro, Serbien und Bosnien einher.

### Varianten

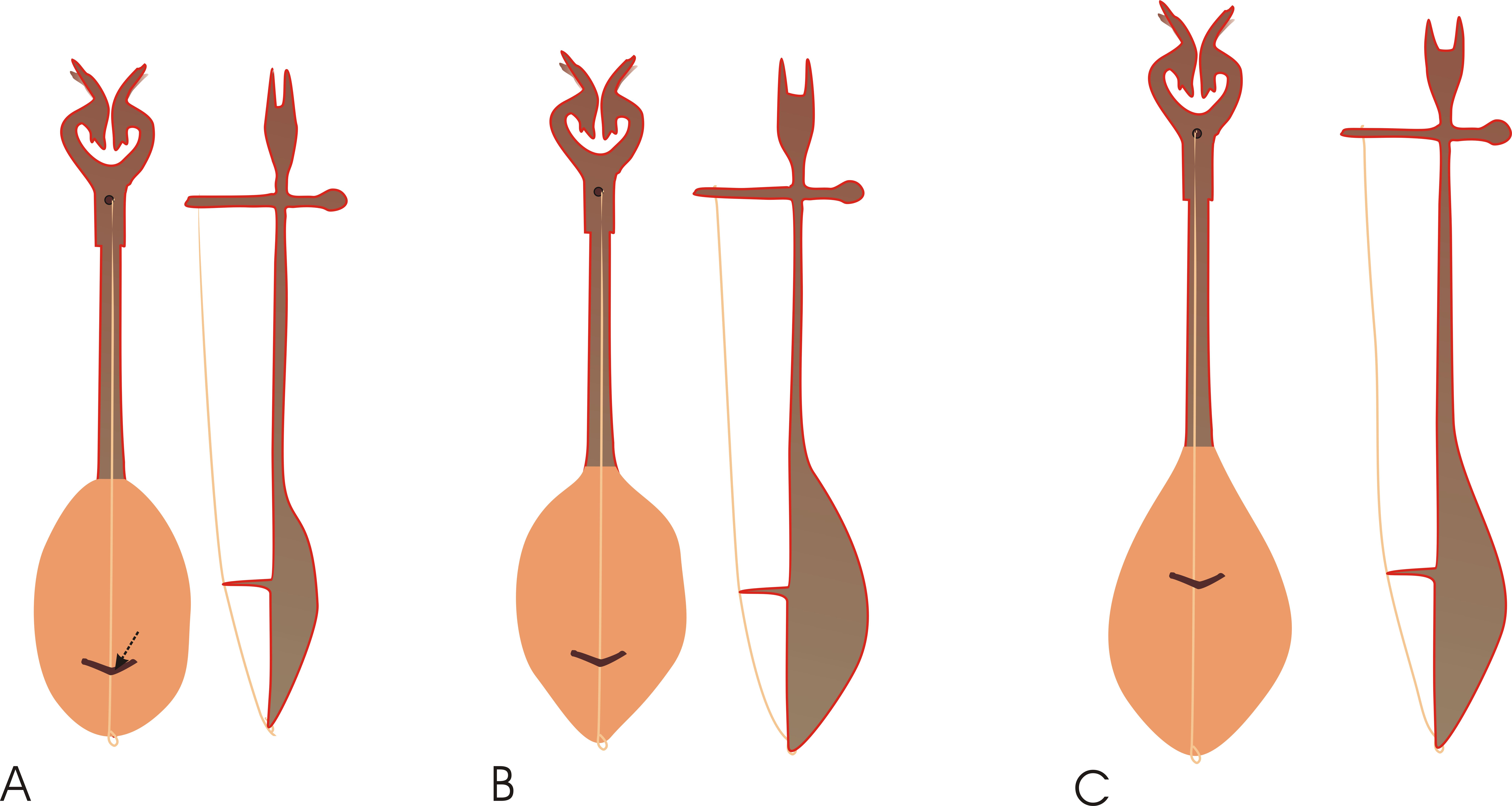
A) Serbischer, B) Bosnischer, C) Montenegrinischer Typ

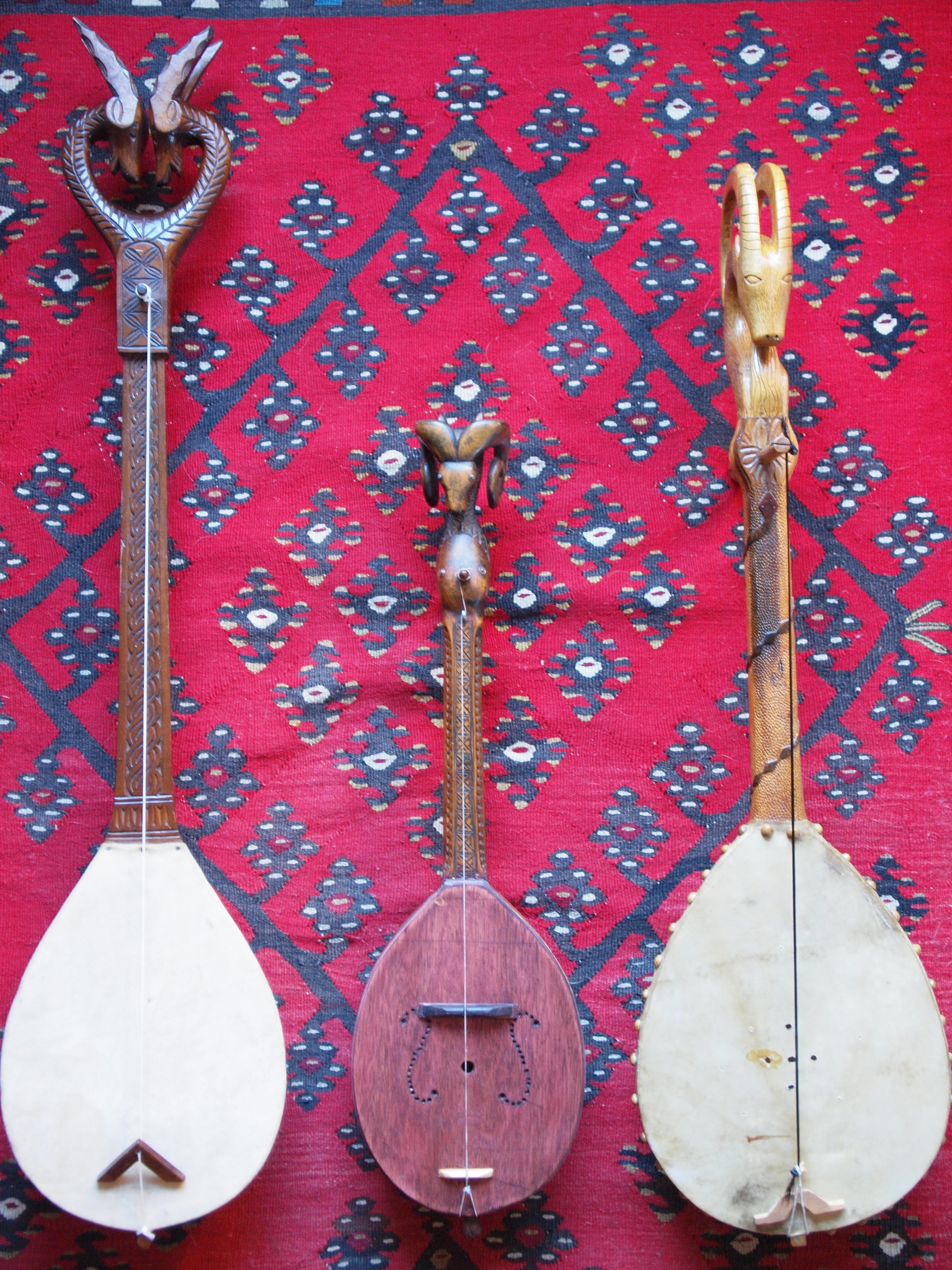
Außen große birnenförmige Resonanzkörper mit langen Wirbeln – montenegrinisch-herzegowinischer Typ; Mitte kleiner rhombischer Resonanzkörper mit kurzem Wirbel – serbischer Typ (ursprüngliche Lederbespannung wurde durch Holzdecke ersetzt)

Walther Wünsch hat auf den Varianten der Form des Resonanzkörpers, sowie der Größe der Guslen einen serbischen, bosnischen und montenegrinischen Guslen-Typ unterschieden. Letzteren wurden von ihm die Varianten der dalmatinischen und herzegowinischen Gusle mit zugeordnet.
Einen reinen Typ gibt es dabei nicht, da alle Formen untereinander vermischt sind.
Die Unterschiede der drei Typen finden sich in der Form des Resonanzkörpers, Ton und der Spielart:
- Serbischer Typ – aus der Umgebung von Kruševc, nach Kraljevo, Čаčak, bis Užice und Bajina Bašta; Resonanzkörper mit rhombischer Form; eher klein. Wird mit verschränkten unteren Beinen, niedrig sitzend und zwischen den Knien haltend gespielt. Es handelt sich eher um ein einfacher gestaltetes Instrument, das auch nur einen vergleichsweise schwachen, rauen, ungepflegten Klang von geringer Wandelbarkeit erzeugt.

- Bosnischer Typ – von Višegrad bis Sarajewo; ähnlich dem serbischen Typ, insbesondere in der Größe; Resonanzkörper von deltoider Form. Hauptunterschied ist die Tiefe des Resonanzkörpers, die durch den ungemein hohen Korpus zumeist auch mit zahlreichen allegorischen Schnitzereien übersät ist.

- Montenegrinisch-Herzegowinischer Typ – aus der Herzegowina, Bucht von Kotor, Dalmatien und Montenegro; Resonanzkörper leicht gerundet, birnenförmig und nur flachem Resonanzkasten; groß. Gilt als der beste und schönste Typ. Heute bei den meisten professionellen Guslaren vorgefunden. Wird in höherer Sitzhaltung mit verschränkten Knien und an diese gelehnt gespielt. Der Montenegrinische Typ hat einen dünn ausgeschabten Resonanzkasten, in dem rückseitig oft ein Schallloch eingearbeitet ist. Als klanglich bester Typ mit hellen, gepflegten und tragendem Klang.

Zweisaitige Guslen sind in Nordwestbosnien, Norddalmatien und der Lika selten im Gebrauch. Sie wurden von Matia Murko, im Weiteren noch in Westdalmatien, sowie in Serbien in Ćuprija, in der Gegend von Niš und Pirot, beschrieben, wobei er angab, dass Bettler das Instrument spielen. Sie sollen auch in Syrmien, der Slavonska Krajina sowie der Batschka als Gege verbreitet gewesen sein. Namen und Gegend der letztgenannten Angaben werden den Übergangstypen zwischen Gusle und Lirica zugeordnet. Dabei erzeugt die zweite Saite einen Bordun-Ton, die Melodie wird auf der ersten, einen höheren Ton erzeugenden Saite gespielt. Die zweisaitige Gusle ist im Prinzip der einsaitigen gleich; sie wird aber ausschließlich dann gespielt, wenn dazu lyrische Lieder gesungen werden, die heiter sind und zu denen getanzt wird.

## Funktionsweise und Spielarten

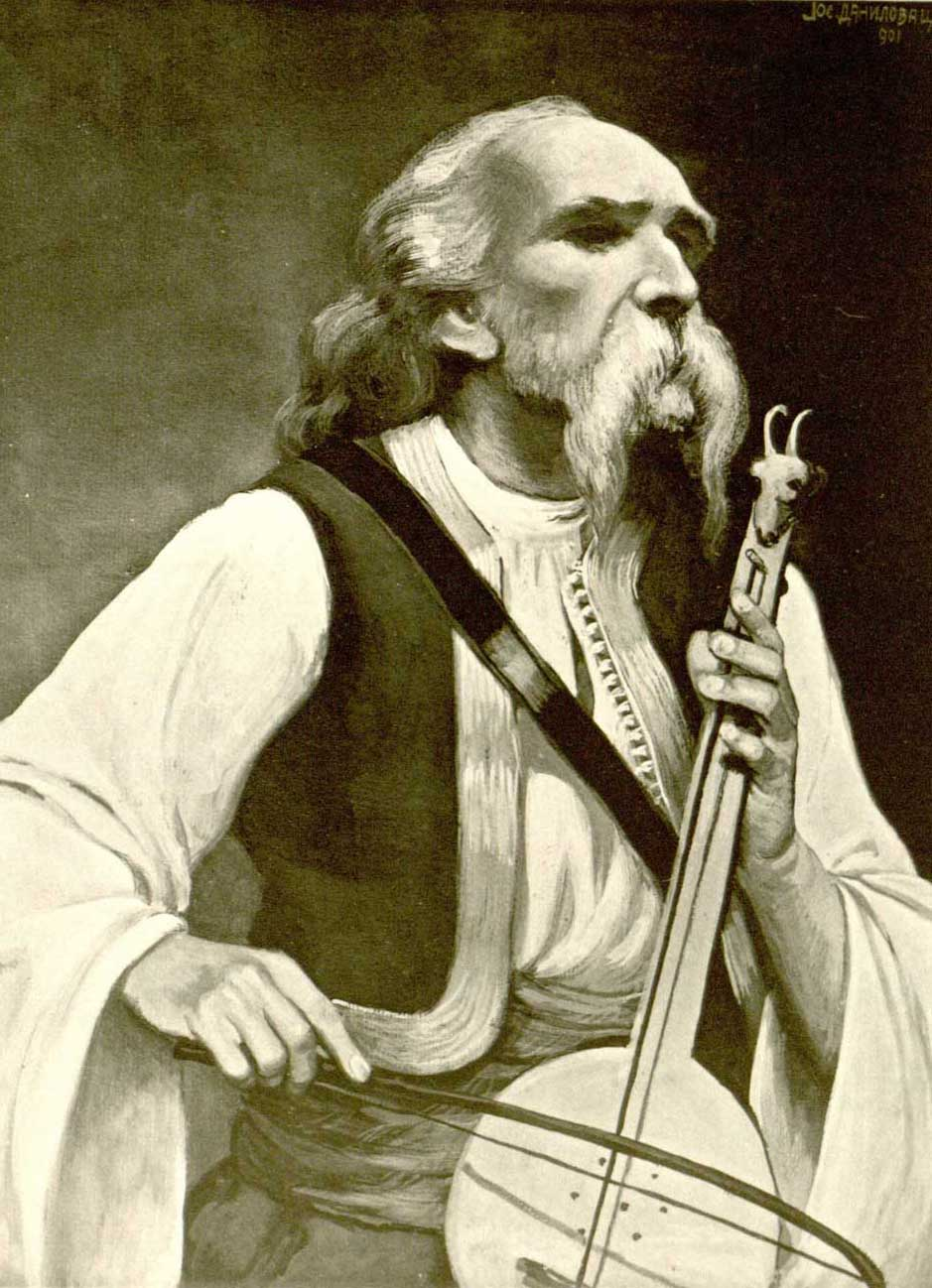
Filip Višnjić, ein blinde Seher, verkörpert bis heute die allgemeine Vorstellung des Guslaren im Zeitalter Vuk Karadžićs.

Die Funktionsweise der Gusle ist eine einfache und natürliche, die sich dem physiologischen Bau des menschlichen Körpers anpasst. Die Bogentechnik der rechten Hand ist nicht für Dynamik, sondern ausgeglichen, der Bogen streicht die Gusle in einem wenig ausgeglichenen non legato.
Beim Spiel wird die Gusle im Sitzen zwischen den Knien gehalten oder auf den Oberschenkeln aufgestellt. Oft wird auch der untere Teil der Schienbeine gekreuzt, so dass der Klangkörper zwischen den Unterschenkeln Halt findet und man somit eine sehr bequeme Spielhaltung hat.
Die einzelnen Finger der linken Hand schnellen von der Flanke gegen die griffbrettlose Gusle und verkürzen die Guslesaite nur in der Luft, ohne die Saite niederzudrücken. Die Grifftechnik bewahrt somit eine altslawisch-westasiatische Technik. Da die einzelnen Finger nicht ausgebildet werden, ergeben sich eine Reihe von Tönen, die aus dem natürlichen Verlauf der anschlagenden Finger entstehen. Der Einzelton ist nicht scharf umrissen, klar und eindeutig lokalisiert, sondern irrational, nicht erfassbar, ein unkörperlicher Bestandteil größerer Einheiten. Dem Guslaren ist der Einzelton als selbständiges Element im klassischen Musiksinne nicht bedeutend, sondern er erfasst ihn in seiner funktionellen Bedeutung innerhalb der Melodielinie. Deshalb spielt eine genaue Intonation keine Rolle, wie auch die Intonationsschwankungen in der Stimme. Beides begründet sich nicht aus Unmusikalität, sondern liegt im Interesse der epischen Charakteristik.
Selbständiges Instrumentenspiel schaltet der Sänger nur beim Vor-, Nach- und Zwischenspiel ein. Zum Vorspiel gehört auch das Einstimmen der Saite auf die Tonhöhe der Gesangsstimme, worauf ein freies Ausspielen der Finger folgt. Diese instrumentale Einleitung dient einmal dazu, die Finger des Spielers geschmeidig zu machen und durch figurative Steigerungenen, durch schnelleres Spiel dem Sänger und die Zuhörer über den Alltag hinweg in die heroische Stimmung zu versetzen. Für gewöhnlich beginnt der Sänger nicht gleich mit seinem Epos, sondern leitet seine Erzählung mit einer kurzen Erzählformel ein.

### Tonsystem

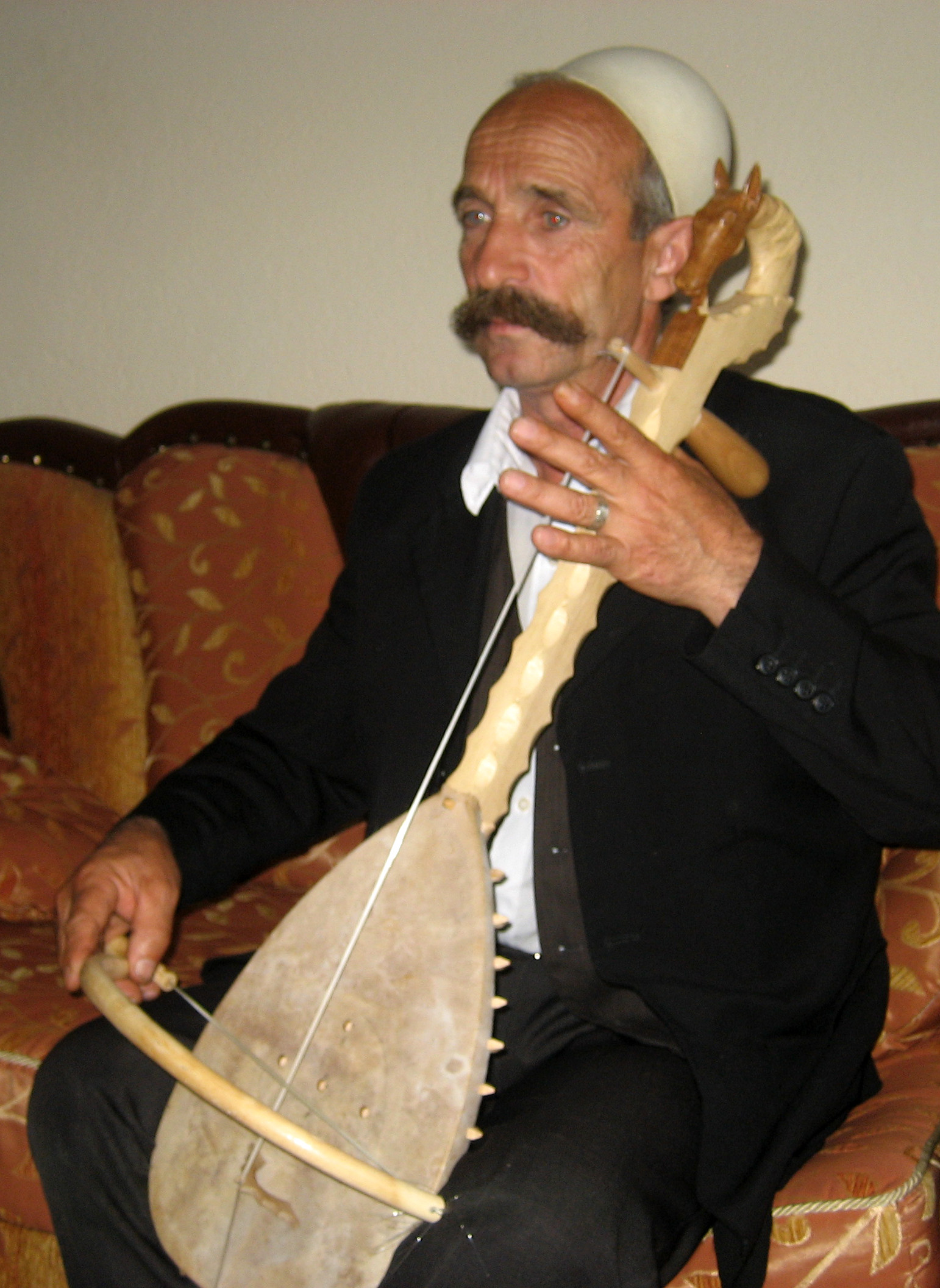
Spielhaltung und Griff eines Lahuta spielenden Albaners aus dem Kosovo. Die Gusle/Lahuta hat fünf Töne, drei Haupttöne und zwei Nebentöne. Haben die Haupttöne einen ungefähren Umfang von einer kleinen Terz, beträgt der Gesamtumfang des Tonsystems mit den zwei Nebentönen nahezu eine Quarte.

Das Tonsystem der Gusle hatten zuerst Gustav Becking im Jahr 1933 und Walther Wünsch im Jahr 1937 notiert.
Später notierte Béla Bartók auch die Tonaufnahmen aus der Perry-Lord-Sammlung in Harvard.
Becking und Wünsch stellten ein System von fünf Tonstufen auf, die innerhalb der Reichweite einer Quarte miteinander in funktionaler Beziehung stehen. Die erste Stufe ist der Ruhe- bzw. Ausgangston, nach dem die Gusle gestimmt wird, der jedoch selten gebraucht wird. Die zweite Stufe, die Finalis, steht zur ersten Stufe, dem tiefsten Ton, im Intervall einer großen Sekunde. Die dritte Stufe, die Nebenfinalis, die zur Finalis einen Abstand von einer kleinen Sekunde aufweist, leitet von der ruhigen Rezitation zur Emphase über oder umgekehrt. Der höchste Ton, von Becking „heroischer“ Ton genannt, bildet mit der ersten Stufe eine Quarte. Neben diesen fünf Stufen verwendet der Guslar verschiedene Zwischenstufen, die nicht genau notierbar sind und dazu dienen, verschiedene Effekte zu erzielen. Nur in seltenen Fällen hebt der Sänger seine Stimme in eine Höhe, die über dem Ton der heroischen Stufe liegt; ebenso fällt er selten unter den Ausgangston.
Die Fünf Noten der Gusle werden mit Griffen von vier Fingern ohne den Daumen gespielt. Die Griffe der Finger an der Saite werden während des gesamten Spiels und Gesangs nicht verändert (so zumindest in der klassischen Technik), die mit den Fingern erzeugten Töne bleiben damit während des Spiels immer gleich. Die Hand hält die Gusle immer unterhalb des Wirbels, die Finger greifen von dieser Position auf die Saite, was die natürliche und bequemste Haltung während des Vortrages ist. Die Platzierung der Fingerstops auf der Saite sind nicht markiert, noch zeigen die Töne rationale Ganz- und Halbtöne.
Alle Noten werden während der Rezitation genutzt, doch sind nur vier davon Haupttöne, während der Ringfinger immer eine subordinierte Funktion besitzt. Der Effekt irrationalen Töne im Guslenspiel erscheint bei an europäischer Musik geschulten Hörern als Effekt von einem verstimmten Musikinstrumentes; diese irrationalen Töne sind demgegenüber aber aufs engste mit dem epischen Vortrag abgestimmt und gehören zwingend zum epischen Stil des Guslaren. Jede Anpassung der aus der Volkstradition hervorgegangenen Skalen der irrationalen Töne durch Ersatz von Intervallen mit diatonischen Skalen degradiert den Charakter des Instrumentenvortrags. Nur im klassischen Vortrag bleibt er eine Rezitation heroischen Inhalts (von Robert Lachmann wurde eine solche diatonische Modifizierung als Degradation des Epischen Sängers zu einem „Dorftenor“ bezeichnet).
Das Tonsystem ist damit von dem der klassischen europäischen Musik grundsätzlich unterschieden; alle vier Intervalle und fünf zum Gesang verwendete Töne kommen in der europäischen Musik nicht vor. Allerdings bedarf es nur geringer Grenzverschiebungen, um sie in eine Reihe von Ganz- und Halbtönen zu verwandeln und dadurch dem modernen System anzugleichen. Musikalisch ausgebildete Guslaren nutzen heute vereinzelt auch chromatische Skalen.
Die für die einzelnen Finger verschiedenen physiologischen Bedingungen des Greifens wirken sich in der ungleichmäßigen Anordnung der Töne aus. Dem, vom Standpunkte der Akustik, der Schwingungszahlen und Saitenlängen völlig irrationalen Tonsystem passt sich der Gesang an. Insgesamt ist damit in der Praxis insbesondere bei den montenegrinischen Guslaren ein vormittelalterliches System erhalten geblieben, dessen Spielweise von Gustav Becking als auch vor tausend Jahren identisch mit der heutigen Praxis angenommen wird.
Die Stimmung der montenegrinischen Gusle liegt relativ hoch. Die leere Saite entspricht einem zu hoch intonierten eingestrichenen c. Der vom Zeigefinger gegriffene Ton liegt ungefähr 3/4 Ton höher auf d. Der Mittelfinger legt sich unmittelbar neben den ersten, es ergibt sich dadurch als nächster Ton ein zu niederes es. Der Ringfinger lässt gemäß seiner andersartigen Greifbewegung einen kleinen Zwischenraum zum zweiten und einen großen zum vierten Finger. Er teil ein zu niederes e ab. Der kleine Finger berührt die Saite ungefähr auf dem Tone f.
Daraus ergibt sich die Leiter c – d – es – e – f. Die Abstände in Ganztönen sind 3/4 – 1/3 – 1/2 – 2/3.
e hat, da er vom ungelenken Ringfinger gegriffen wird, besonders schwankende Intonation. Die wichtigen Intervalle sind d-f und es-f, die einer ziemlich reinen kleinen Terz und einem zu großen Ganzton entsprechen.
Die musikalische Funktion der Töne ist im Guslensystem unvertauschbar. Die leere Saite (c) ist in den instrumentalen Vor-, Zwischen- und Nachspielen wichtig. Im Gesang wird sie aber nur gelegentlich als Unterstufe der Fianlis, und ohne ausgesprochene Charakteristik verwendet.
Der nächsthöhere Ton, d, als zweiter, vom Zeigefinger gegriffene Ton der Leiter, ist der häufigste, und der eigentliche Grundton. Er bildet die Finalis der weitaus meisten Kadenzen, ist der Ton der schlichten Erzählung, der Ruhe, von dem die großaufgebauten Steigerungen den Ausgang nehmen und zu dem auch die aufgeregtesten Partien immer zurückkehren. Wird d als Charakterton im Vers gespielt, so ist dieser Vers piano gespielt.
Auf dem darüber liegenden es (Mittelfinger), der Nebenfinalis, werden einzelne Kadenzen beendet. Becking nennt diesen Ton den Überhöhungston. Was d mit ruhigem Ausdruck vorträgt, gibt es nachdrücklicher, erregter, in jedem Falle lauter, durchweg vergleichsweise in mezzoforte wieder. Verse die mit es bestimmt werden, werden oft mit d-Versen abgewechselt, was oft in langen Reihen von Gegensatzpaaren von Normalton und Überhöhungston führt.
e der Ton des Ringfingers ist ein unselbständiger Füllton zwischen den Nachbarfingern, der kein eigenes Gesicht hat und niemals in der Finalis auftritt. f ist dagegen der Ziel- und Sprungton aller Steigerungen, die in ihm gipfeln. Ausdauer und Nachhaltigkeit der Erregung hängen von der Dauer wie lange f bestimmender Ton bleibt ab. Kadenzen bildet er jedoch nicht, sie klingen stets ab. f ist dabei der lauteste, der Forteton im Guslenspiel. Piano kommt nie mit f vor. Als sogenannter „heroischer Ton“ werden alle heldenhaften Passagen von f vertreten.

### Musikalische Verwendung und Gesang
Die Funktion der Gusle besteht nicht nur in der Unterstützung des Gesangs, sondern auch im Zuliefern einer Präludie sowie von Zwischenspielen. Die kurze Ouvertüre ist allen orientalischen Musiken bekannt, die sowohl die Zuhörer, als auch den Sänger auf den Geist des kommenden episch-Rezitativen Vortrages einstellt. Die Zwischenspiele sind in aller Regel kurz und sollen die metrischen Trennungen betonen, zumeist zwischen zwei Versen und geben dem Sänger Zeit um Luft zu holen. Beim Vortrag wird die Gesangsstimme hoch angespannt und ist verstellt («Stimmverstellung»). Es ist ein Merkmal magischer Beschwörung die in Gottesdiensten aber auch weltlichen Liedern Eingang gefunden hat. In dieser wie in anderen Beziehungen geht die epische Rezitation wie sie von balkanischen Guslaren dargeboten wird auf rituelles Chanting (oder dem Teamim) zurück. Andere gemeinsame Elemente sind die enge Bindung der musikalischen Struktur an den Text, die strikte Limitierung auf wenige melodische Wendungen und Kadenzen, sowie insbesondere das nur ein Vortragender epischer Sänger oder Priester eine große Gruppe Zuhörender verzaubert (Walther Wünsch spricht hierbei davon, „die Zuhörer im heldischen Sinn erzieherisch zu beeinflussen“). Grund- und Ursituation der südslawischen mündlich tradierten Epik sind Einheit von singendem und zugleich musizierendem Guslar und seinem jeweiligen Zuhörerkreis, dessen Personen aus innerer Beteiligung ihm verbunden sind. Dabei besitzt der Guslar in der Form des Berichtens und Erzählens, in der Handlungsführung weitgehend improvisatorische Freiheit. Er passt gleichsam die jeweilige Gestaltung des epischen Stoffes den bevorzugten Interessensgebieten seines Publikums an und bereichert damit deren Phantasie. Vielmals verweilt er bei Einzelheiten, spinnt Gleichnisse aus, fügt Gedanken, Episoden, Schilderungen und Betrachtungen ein, um für das ihm gespannt lauschende Publikum die Lösung der Geschichte über Stunden hinweg hinauszuzögern. So unterbrachen frühere Guslaren bei einem besonderen Höhepunkt selbst den Liedvortrag, die dann am nächsten Tag wiederaufgenommen wurde (u. a. so bei Avdo Medjedović). Der tradierte illiterate Guslar kannte demnach nicht Lieder, sondern nur Stoffe, stilistische Kunstgriffe, Standardausdrücke und typische formularische Phrasen, die er nach Bedarf ordnet und umordnet und als Gedächtnisstützen elementare Hilfsmittel des epischen Gesangs bilden. Im dinarisch-montenegrinischen Heldengesang ist diese klassische Grundform des balkanischen Heldenliedes am besten erhalten. Es ist ein rezitativischer Gesang von sehr beschränktem Tonumfang, bei dem Gesang und Deklamation eine künstlerische Einheit bilden und beide sich dem eigentlichen Zweck des Heldenliedes unterordnen.
Beim Vortrag des Heldenliedes deckt sich die Instrumentenmelodie durchweg mit dem Gesang. Stimme und Gusle musizieren also im Einklang. Die begleitende Gusle hat die Funktion, die Tonhöhe zu halten; daher deckt sich auch die Instrumentalstimme prinzipiell mit dem Gesang. Das Tonsystem selbst ergibt sich aus der natürlichen Grifftechnik der linken Hand. Eine genaue Intonation wird nicht angestrebt; wie die Textgestaltung, so lässt auch die musikalische Form der schöpferischen Improvisation freien Raum. Durch die besondere Spieltechnik ergeben sich geringe Abweichungen. Das Epos, das eine Dauer von bis zu zwei Stunden und länger haben kann, ist aus zehnsilbigen sich nicht reimenden Versen aufgebaut. Jeder Silbe entspricht ein verzierter oder nichtverzierter Einzelton auf der Gusle.
Als Beispiel für die Thematik der Lieder, können einige Verse aus dem Epos „Mijat, der Hajduke“ dienen:
Ins Gebirge zog der Hajduk Mijat,

Nach den grünen Bergen zog er hin,

Schutz sucht er vor Ljubović, dem Beg.

Schwarze Erde sättigt seinen Hunger

Und den Durst stillt er mit Blütenreif,

Bis der Held versammelt hat die Schaar.

## Epischer Vortrag

### In der überlieferten Tradition

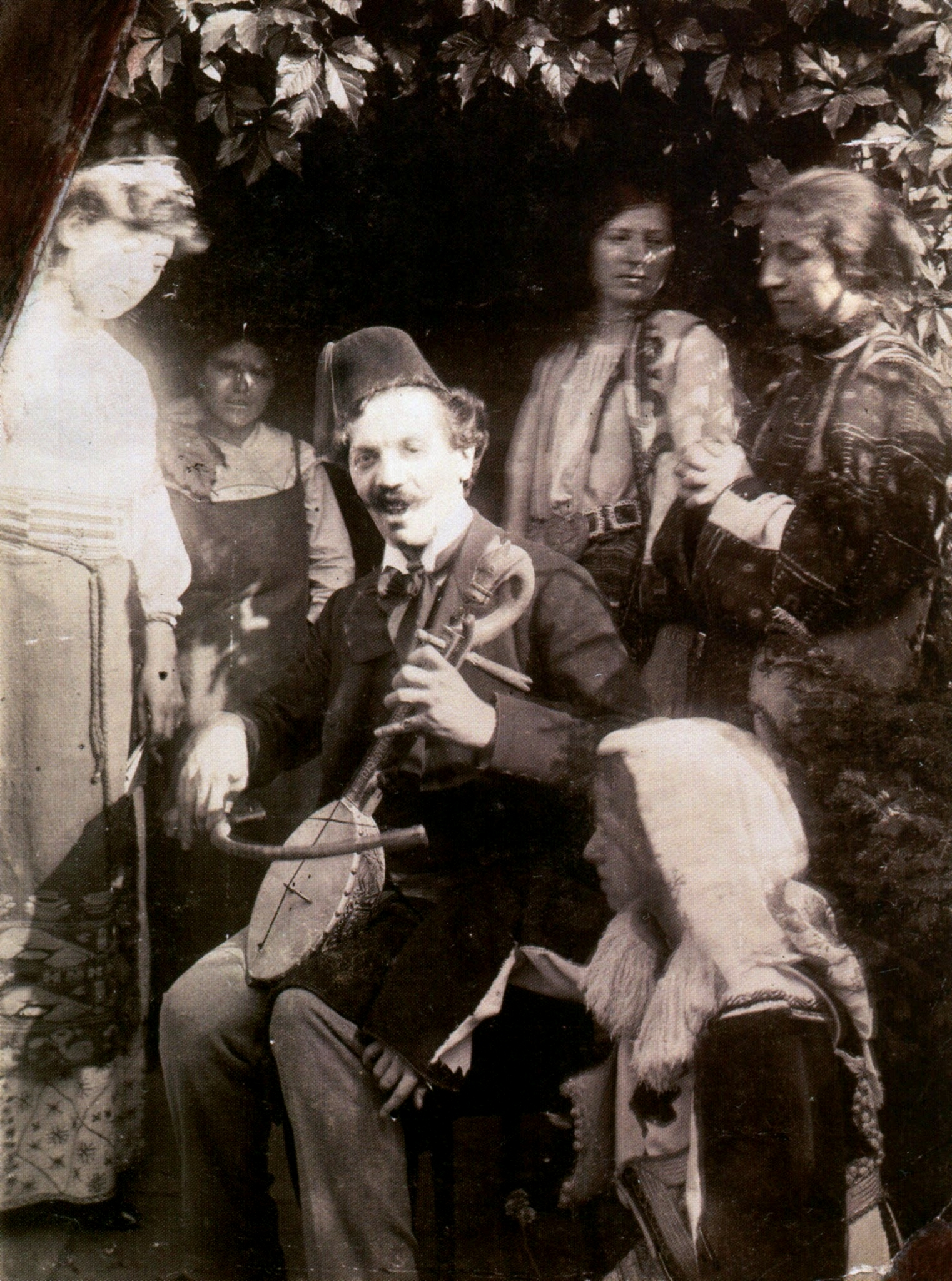
Guslar im Garten von Nadežda Petrović, 1906. Als Archetyp spielt ein Guslar im Fez vor den Schwestern Nadeždas. Dara, die eine Blinde mimt, kniet und führt.

Der Guslenvortrag hat sich in den Jahrhunderten nicht geändert. Für den Guslar ist im Vortrag des epischen Oratoriums praktisch immer die Tenorlage erforderlich (bis heute sind nur wenige Frauen als Guslaren bekannt geworden). Große orale Poeten wie Filip Višnjić oder Tešan Podrugović konnten ihre Zuhörer durch ihr besonderes Talent, wie Leopold Ranke bemerkte, bis zu Tränen rühren. Dies wurde vor allem durch die Fähigkeit das nationale Gefühl und den Geist der Epen zu vermitteln erzielt. Das Abstimmen der Kommunikation zwischen Guslar und Publikum wird im Guslenvortrag durch die Erzählung eines geschichtlichen Höhepunkte in der kollektiven Nutzung epischer Sprache, in dem bekannte formularische Ausdrücke aus einer breiten Auswahl an einfachen Elementen der Genschichtenerzählung die mit mehreren moralischen Konzepten biblischer, feudaler oder patriarchaler Herkunft vermischt werden, erreicht.
Bis heute ist es üblich, dass das Publikum bestimmte Zeilen oder Melodien durch Akklamation begleitet. Eine typisch symbolische Handlung beim Guslenvortrag ist das der Guslar vor und oft auch nach seinem Spiel die Gusle dem Publikum wie ein geweihtes Objekt entgegen reicht und sich diesem dabei verbeugt. Das Publikum versucht bei Konzerten auch oft durch Zurufe ein Zugabe eines bestimmten Epos, oder zu einer bestimmten epischen Gestalt.
Dass der Vortrag der Guslaren einen besonderen Eindruck erzeugt und erzeugen soll, belegen auch Beobachtungen moderner, westeuropäischer Zuhörer. Gabriella Schubert berichtet, dass sie häufig beobachtete, wie Zuhörer Tränen in den Augen hatten sowie dass sie selbst einen nachhaltigen Eindruck mitnahm.
Die Wirkungsweise wird nach Schubert durch mehrere Faktoren gesteuert:
- Epische Formen vermitteln an sich Monumentalität. Mit gehobener Stimme, in Festkleidung und in feierlich-ritualisierter Haltung und Stimmung wendet sich der epische Sänger an seine Zuhörerschaft.
- Im Heldenlied werden Erinnerungen an schicksalhafte historische Ereignisse und historische Persönlichkeiten zu einem prototypischen heroischen Menschenbild vertieft.
- Die Suggestivität der Vortragsweise ergibt sich aus der Kombination von Sprechgesang und Begleitspiel. Sprechgesang und vorgetragener Inhalt sowie die damit zusammenhängende Stimmungslage des Vortragen, zwischen getragen und schwermütig sowie dramatisch und spannungsgeladen gleicht dem deklamatorischen Gebet von Geistlichen der orthodoxen Kirche.
- Der Sänger sitzt aufrecht mit erhobenem Kopf und einem in die Ferne oder Höhe gerichteten Blick. Walter Wünsch spricht in diesem Zusammenhang von dem „montenegrinisch-dinarischen Herrenguslar“.

Schubert berichtet, das sie 1988 von dem fünfzigjährigen Guslaren Vojislav Janković aus Drušići bei Cetinje in Montenegro mitgeteilt bekam, das ein Guslar nur dann über Helden und Heldentaten eindrucksvoll berichten kann, wenn auch er selber eine stolze, heldenhafte Positur annimmt. Gedanklich dringe er in die Welt der von ihm besungenen Helden vor und nehme Kontakt zu ihnen auf, um daraus Inspiration für seinen Vortrag zu schöpfen. Er erlebe die von ihm besungenen Heldentaten und erleide die sich mit ihnen verknüpften tragischen Schicksale.

### Moderne Entwicklung
Bis heute dominiert die Gusle als Soloinstrument, das in zahlreichen Folklore-Vereinen gepflegt wird und oft nur von Autodidakten erlernt wird. Guslen werden in Serbien jedoch auch an Musikschulen unterrichtet.
Nur selten gab es Versuche, die Gusle mit klassischer Musik wie dem Streichquartett zu verbinden. Am erfolgreichsten war dabei die Arbeit … hold me, neighbour, in this Storm … von Aleksandra Vrebalov mit dem Kronos Quartet, die von der Carnegie Hall in Auftrag gegeben wurde.
Auch andere junge Musiker versuchen sich an der Etablierung der Gusle in der Weltmusik-Szene. Darunter der Multiinstrumentalist Slobodan Trkulja der beispielsweise die Gusle in ein Arrangement im Stück Svadbarska (dt. Hochzeitslied) integrierte, wie es beispielhaft mit der Band Balkanopolis auf der EXPO in Shanghai 2010 live aufgeführt wurde.
Nachdem Bojana Peković 2012 als weibliche Guslarin die serbische Version von Who’s got Talent gewonnen hatte, in dem sie neben klassischen serbischen epischen Guslenliedern ihr Instrument weiterhin in moderne Arrangements eingebunden hatte, konnte sie als junge Frau mit Gusle sowohl den neotraditionellen Strömungen in der Guslen-Folklore, als auch den vermeintlich nationalistisch gesinnter Folklore ablehnenden pro-westlichen urbanen Bevölkerungsschichten einen Diskurs im Gender-Kontext traditioneller Musik abringen. Eine Weiterentwicklung im Guslenspiel Bojana Pekovićs erfolgte durch Integration der Gusle in kammermusikalische Arrangements mit dem Cellisten Aleksandar Jakovljevic sowie dem Harmonisten Nikola Peković. In dieser Kombination erreichten sie auf dem jährlichen Akkordeon-Festival in Castelfidardo den zweiten Platz in der Kategorie Weltmusik. Ende Oktober 2015 veröffentlichte Bojana zusammen mit ihrem Bruder Nikola ihre erste CD mit modernen Einspielung zur Gusle im serbischen Major-Label PGP-RTS. Neben der Vertonungen eines Gedichtes von Jovan Jovanović Zmaj findet sich darin unter anderen auch ein von Matija Bećković für den Anlass geschriebenes Poem.
Ivana Žigon als Dramaturgin und Regisseurin am Nationaltheater Belgrads, setzte die Gusle exponiert in einem musisch-szenischen Werk auf großer Bühne ein. Dabei verband sie die Gusle wohl auch erstmals im Repertoire mit dem Ballet, indem die Guslarin Bojana Peković in Njegoš nebom osijan, dem musisch-szenischen Werk Žigons anlässlich des zweihundertsten Geburtsjahres von Petar II. Petrović-Njegoš, nicht nur die Ballettstücke des Oratoriums, sondern auch die Zwischenszenen in untypisch lyrischer Weise begleitete. Mit der traditionell patriotischen Intonation des Oratoriums, in der die Gusle zudem wenig innovative choreographische Einfälle begleitete, hat das Feuilleton der Aufführung aber künstlerische Relevanz abgesprochen.
In Stojite Galije Carske einer weiteren dramaturgischen Arbeit Ivana Žigons anlässlich des hundertsten Jahrestages des Beginns des Ersten Weltkrieges verkörperte Bojana Peković wiederum als Guslarin die Nationalfigur Serbiens. Mehr als die vorhergehende Arbeit an Njegoš nebom osijan wurde Stojite Galije Carske zu einem großen Erfolg für Žigon, dem sowohl Publikum als auch Feuilleton zugeneigt waren und in der insbesondere Bojana Peković in der Rolle der Nationalfigur Serbiens ein Großteil der Aufmerksamkeit galt. Žigon bekam für diese Regie auch auf dem Moskauer Film- und Theaterfestival «Золотой витязь» (Goldener Ritter) unter Beisein des Moskauer Patriarchen Kyrill I. durch den Regisseur Nikita Michalkow (der als Zar Nikolaus II. im Werk selbst als Darsteller beteiligt war) den Regiepreis überreicht. Aus dieser Arbeit Žigons wurde eine Zwischenakt dem Gedenken der russischen Krankenschwester Darja Aleksandrovna Korobkina gewidmet und als gesonderte musikalisch-szenische Interpretation der Sopranistin Marijana Šovran und der Guslarin Bojana Peković veröffentlicht.
Diesem typischen Vortrag epischer Gesangskunst als Bestandteil des Geschichtsbewusstseins auch zu Ereignissen der neueren Geschichte hatten schon der amerikanisch Gräzist Milman Parry und weitere Literatur- und Altertumsforscher sowie Ethnologen des zwanzigsten Jahrhunderts einen Großteil der Forschungsergebnisse zur Oral Poetry-Theorie verdankt. So wurden die Ereignisse im Attentat von Sarajewo noch 1961 vor ethnologischen Feldforschern von jugendlichen Jugoslawen in dörflichen Gegenden Bosniens vorgetragen, und selbst Schallplatteneinspielungen des Sarajevski atentat in Einspielung von Radoman Zarubica vom Zagreber Major-Label Jugoton waren auch 1961 noch populär.
Im sozialistischen Jugoslawien lehnten sich die Guslaren thematisch an Vorgaben der realsozialistischen „Klassengesellschaft“, indem die führende Nomenklatur, wie der damalige kommunistische Präsident Josip Broz Tito, in auffallender Weise besungen wurden (u. a. Titov put u Indiju dt. Titos Reise nach Indien). Daneben waren es Geschehnisse aus dem Partisanenkrieg (Ranjenik na Sutjesci oder Po Stazama Krvavijem – Sutjeska – Guslar Branko Perović), oder auch für einen jugoslawischen Guslar ein so ungewöhnlicher Topoi wie das Kennedy-Attentat in Dallas (Smrt u Dalasu), die nur zwischenzeitlich tradierte Themen der Türkenkriege „verdrängen“ konnten.

## Geschichte

### Herkunft und Verbreitung

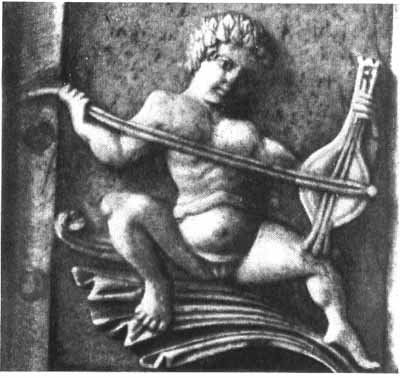
Byzantinische Elfenbeinschnitzerei des 10. Jahrhunderts mit einer der frühesten Darstellungen der byzantinischen Lyra

#### Byzantinisch-Islamische Vermittlung

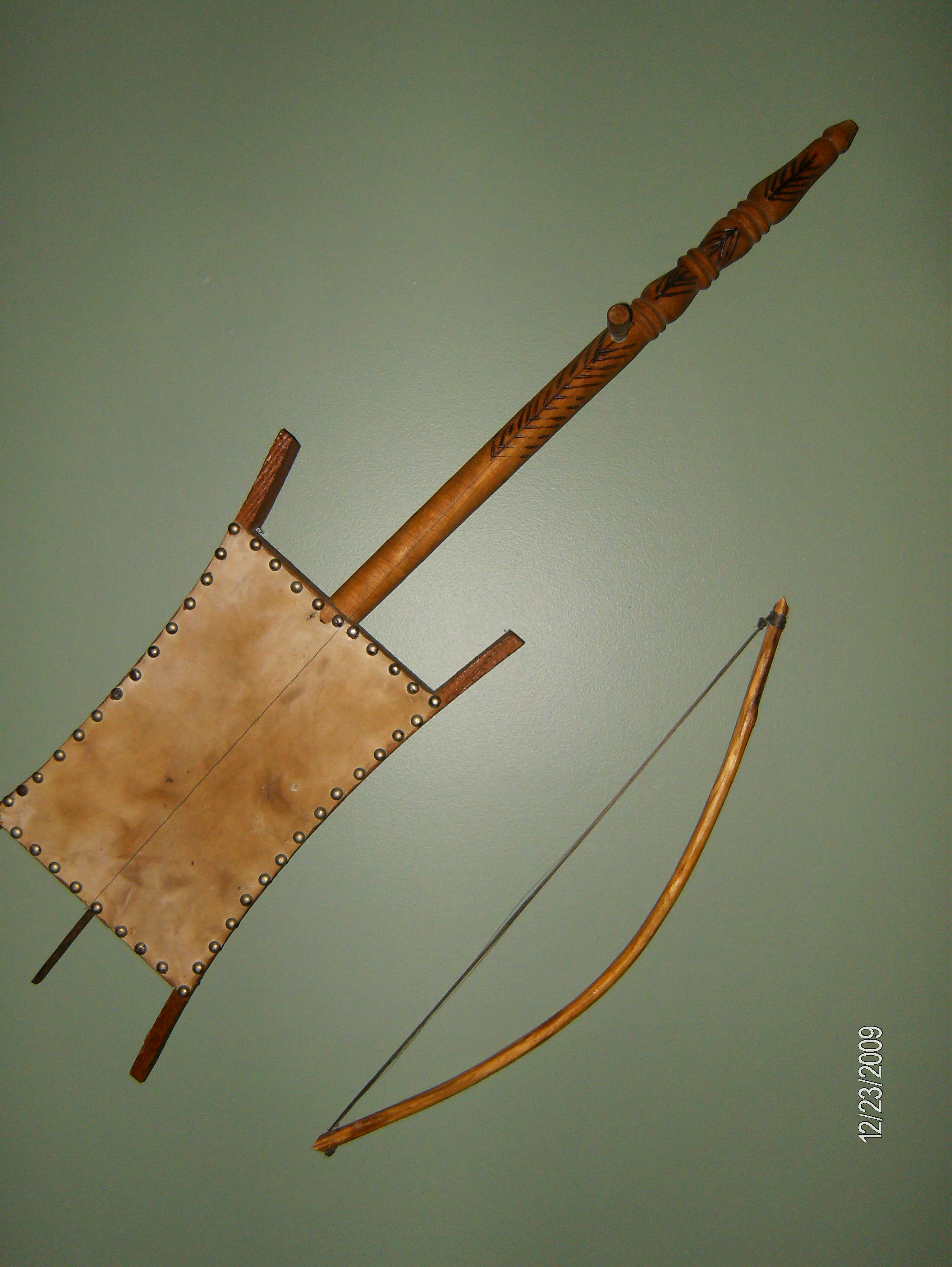
Arabische Rabābah

Die Gusle gehört wie die Lauten Kopuz und Barbat zu den Instrumenten des 1. Jahrtausends n. Chr., deren Heimat Zentralasien ist und stammt aus der großen Masse der älteren vorderasiatischen Halslauten, die auch in der persischen und indischen Musikkultur verbreitet sind. Zur Zeit des Eindringens der Slawen auf die Balkanhalbinsel und unter dem Einfluss der islamischen Kultur im 10. Jahrhundert n. Chr. kam die Gusle, als eines der exportierten Kulturgüter des Orients, nach Europa.
Für die orientalisch-asiatische Herkunft spricht die Spielsaite aus Rosshaaren und der primitive Bogen, der die zweite Entwicklungsstufe des Streichbogens konserviert. Auch die Bedeckung des schalenförmigen Korpus mit Tierhaut entspricht asiatischem Brauch.
Eine weitere Vermittlung über Byzanz und die Byzantinischen Lyra hat daraus abgeleitet die Gusle entstehen lassen, die in alle Länder der Balkanhalbinsel verbreitet wurde.
Nach Walter Wünsche ist die Gusle aus dem mittelalterlich-byzantinischen Instrumentarium hervorgegangen. Als Altform europäischer Streichinstrumente, was für Spielweise wie Form des Instrumentes gilt, fehlen jedoch jegliche literarische und ikonographische Quellen, die mehr über den Ursprung des Instrumentes berichten könnten. Als Instrument ist die Gusle nicht vielfältig verwendbar und ihre unmittelbare Funktion in der Begleitung des Epischen Gesangs hat über die notationlose Überlieferung im Bereich der Bauern und Hirten Montenegros in einer Epischen Welt, die in einer besonderen Gesellschafts- und Geschichtslage lebendig war, kaum Anlass gegeben, das Musikinstrument in den Vordergrund zu stellen oder über dessen Herkunft zu berichten. Sie ist auch nur für einen kleinen Umkreis im Südosten Europas ein Symbol, in dem sie als altes, jedoch nicht primitives Instrument gilt. Nach Wünsch ist die Guslenepik aufgrund der Ergebnisse von Alois Schmaus, und damit auch gleichlautend zur Theorie Svetozars Koljevićs zur Entstehung der Epischen Volksdichtung im Deseterac, jünger als die mittelalterlich-höfische Kunst, für die Wünsch die Möglichkeit sieht, dass die mittelalterliche Epenkunst in die verkleinerte Welt der Bauern und Hirten transponiert wurde (Albert Bates Lord sieht dies konträr und nimmt an, dass die Deseterac-Dichtung der Guslen-Barden und auch die Fünfzehnzeilige Langdichtung der Bugarštice parallel gepflegt wurden). Wünsch nimmt ebenso an, dass der mittelalterliche Spielmann die Hirten und Bauern seine Kunst gelehrt und ihnen auch die Gusle übergeben hatte. Insbesondere ist diese Eignung der Gusle für die epische Begleitung aus deren Baumaterial und -form abzuleiten. Die Klangqualität des Streichens vom Rosshaarbezug des Bogens über die Spielsaite der Gusle aus demselben Material ist für das Untertönen langer Rezitation besonders geeignet. Es entsteht zusammen mit einer eigenen Stimmgebung ein homogener Klang.
Sowohl Bauform als auch Spieltradition verweisen auf ihre Herkunft von der „Poetenfiedel“ der arabischen Beduinen Rabābah, von der vermutlich auch die Imzad der Tuareg und die äthiopische Masinko abstammen.
Die arabische und balkanische Praxis des Rezitativen Gesangs ist in einer auffälligen Ähnlichkeit von Form und Gebrauch der respektiven Instrumente Rabābah und Gusle verbunden. Die Fidel wurde daher ursprünglich wohl von wandernden Völkern aus Zentralasien bis in den Balkanraum getragen und hat sich in seiner ursprünglichen Spielpraxis überliefert, während die Araber diese für ihre eigenen Bedürfnisse abgewandelt haben.
Aus dem lyrischen Charakter der Dichtung die zur Rabābah rezitiert werden, setzt sich dessen Gebrauch von den epischen Gesängen die mit der Gusle begleitet werden ab. Im Instrumentenspiel entfällt bei der heutigen typischen urbanen Spielpraxis der Rabābah zudem die Nutzung des Mittelfingers, der im Guslenspiel dagegen einen der Haupttöne bildet. Durch urbane Anpassung des aus einem ehemaligen dörflichen Milieu stammenden Instruments entfiel die Nutzung des Mittelfingers bei der Rabābah schon vor dem 10. Jahrhundert, was nach Robert Lachmann als letzter Zeitpunkt völliger Übereinstimmung von Rabābah und Gusle angenommen werden kann.

### Literarische und bildliche Überlieferungen

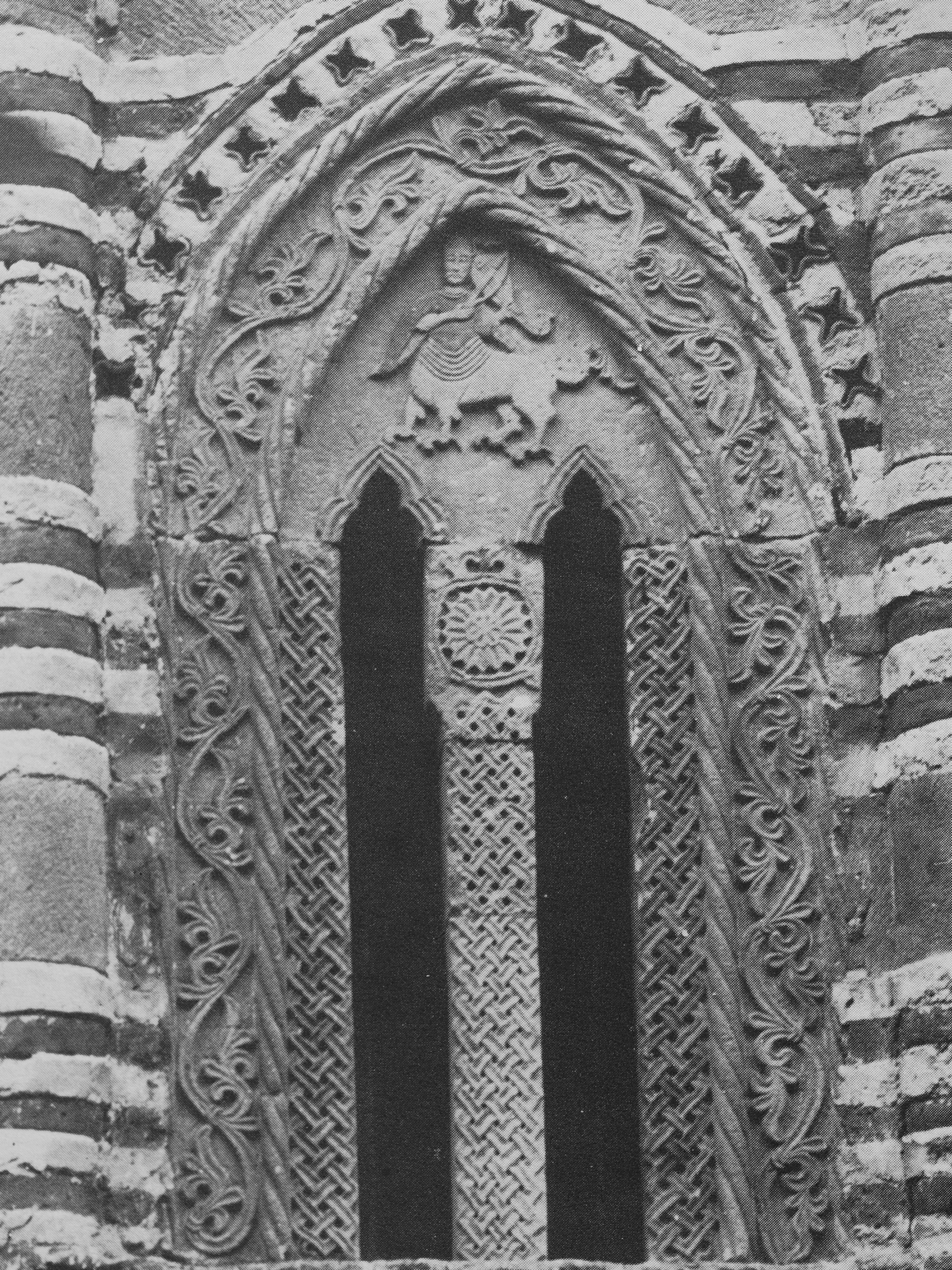
Biforium Kloster Kalenić, Cheiron die Gusle (Rebec) spielend, um 1410.

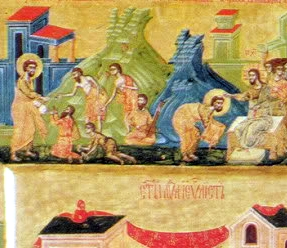
Ikone des Heiligen Lukas mit der Darstellung eines Guslaren im oberen Mittleren Bildfeld, Svetoslav Avsalom, Kloster Morača 1672–1673

Zwar wurde schon von den Byzantinern aus der ersten Hälfte des 7. Jahrhunderts von Musikanten bei den Südslawen berichtet, erste schriftliche Zeugnisse zur Nutzung der Gusle sind jedoch erst aus dem frühen 14. Jahrhundert überliefert. In der Regierungszeit Stefan Uroš III. Milutins berichtete Teodosije über epische Gesänge klassischer antiker Stoffe und Nutzung von Trommeln und Guslen am Hofe des serbischen Königs.
Die zehnsilbigen serbischen epischen Volksgesänge integrierten in den nachfolgenden Jahrhunderten in ihrem Kern im Wesentlichen die Erzählungen zur Kosovoschlacht zu einem praktisch zusammenhängenden Volksepos. Mit serbischen Barden verbreitete sich dieses Genre über die zentraldinarischen Länder bis nach Ungarn und Polen. Serbische Guslaspieler wurden in der frühen Neuzeit selbst namentlich bekannt. So berichtete der ungarische Lautenspieler Tinódi, dass Dimitrije Karaman der beste darunter war. Diese Form des Instrumentenspiels wurde danach gemeinhin auch als „Serbischer Stil“ referenziert (im 17. Jahrhundert als modi et styli Sarbaci geführt.) Auch das bedeutendste epische Werk der Gattung der Bugarštice, dem Vorläufer der Zehnsilbigen Volksepik, Makro Kraljević und sein Bruder Andrijaš. die 1555 in einer Erzählung des kroatischen Dichters Petar Hektorović auftaucht, wird diese Rhapsodie des Fischers Paskoje Debelja als ein Gesang nach sogenannter „Serbischer Manier“ bezeichnet.
Erste bildliche Darstellungen der Gusle sowie des Guslenspiels lassen sich zu Anfang des 15. Jahrhunderts festhalten. Im Kloster Kalenić findet sich in der Lünette des Biforiums an der nördlichen Außen-Konche der Klosterkirche ein Flachrelief mit der Darstellung des Kentauren Cheiron, der anstelle einer Lyra entweder die Gusle, oder die Rebecspielt. Eine menschliche Figur eines sitzenden Guslenspielers findet sich als Holzschnittbild an der Türe des Klosters Slepče bei Bitola in Makedonien. Auch sie wird ins 15. Jahrhundert datiert.
Eine Darstellung eines Guslars der eine Gusle spielt ist auf der Ikone des Lebens des Heiligen Lukas im Kloster Morača abgebildet. Ihre Entstehung datiert 1672–1673.

### Regionen der balkanischen Heldenepik
Die Möglichkeit einer gemeinsamen historischen Grundlage der Epik des südosteuropäischen Slawentums ist zwar denkbar, jedoch unterscheiden sich die einzelnen Epen der verschiedenen slawischen Völker wesentlich. Dabei ist das Heldenlied neben der Bedeutung des geschichtlichen Erlebens am Balkan Landschaftsgebunden. Die epische Landschaft zwingt die Menschen in den Bergwäldern oder Hochebenen zu einem Zusammenschluss im Sinne einer Sippschaft oder eines Familienstates. Die Landschaft bildet den epis chen Mensch und sein völkisches Leben. Nach Walter Wünsch ist das Bedürfnis oder die Berechtigung eines Heldengesanges als völkisch-gemeinschaftlichem Erziehungsmittel bei Menschen notwendig, die unter gewissen Voraussetzungen innerhalb einer besonders gestaltenden Umwelt leben. Damit ist die Epik am Balkan dort am längsten lebendig, wo der Bauptungskampf – entweder gegen machtfremde Wirtschaftsinteressen oder gegen die Gewalten der Natur – zu gemeinsamer Abwehr zwingt. Damit ist die soziologische und wirtschaftliche Gestalt der Menschen der epischen Landschaft bedingt. Als Merkmal des Erhaltungstriebs und enge Blutsverwandtschaft bilden sie einen wesentlichen Marker für die völkische Zugehörigkeit in der das epische Lied nicht allein ästhetischen Zwecken, sondern vornehmlich erzieherische und ethische Aufgabe in der Bewahrung von Tradition und Volkstum übernimmt, sowie die einzelnen Volksstämme im Kampfe gegen eine feindliche Umwelt zu bestärken. Die Epische Tradition konnte sich auch nur über längere Zeit in einer Hirtenkultur der Clans der Bergländer behaupten, da staatliche Ordnung in bäuerlichen Kulturen in fruchtbaren Tiefländern die Sippenschaft durch dörfliches Bauerntum ersetzte und die Epik dort nicht als Bestandteil der Volkstradition überdauerte. Für Montenegro stellte Wünsch die Einheit von Landschaft und Lebensstil der Menschen als Grund für den Weiterbestand der Kunst des Heldengesangs zu Gusle bis in die Gegenwart hinein heraus.
Allgemein wird die Gusle von ihrem Zentrum im montenegrinisch-dinarischen Gebiet in Nordalbanien, Kosovo, Südwest-Serbien, Süd-, Mitteldalmatien und Bosnien-Herzegowina sowie vereinzelt in Mittelwest-Bulgarien gespielt. Herzland des Gusle-Spiels wie der trochäischen zehnsilbigen Volksepik (deseterac) waren die ehemaligen patriarchalischen Stammesgebiete der dinarischen Hochländer der Herzegowina, Montenegros und Nord-Albaniens. Ihre Blüte erlebte diese Volksepik in der illiteraten Lebenswelt der Hirten, wie auch der Outlaws zwischen dem 16. und 19. Jahrhundert. Selbst bis in die erste Hälfte des 20. Jahrhunderts fanden sich illiterate Guslenspieler in den rückständigeren Regionen des Hochkarstes in authentischer Form.

#### Montenegro als Herzland archaischer Liedtraditionen

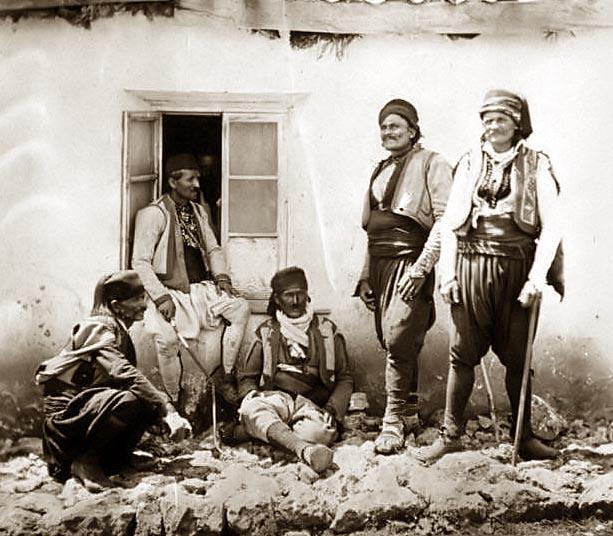
Montenegriner zwischen 1855 und 1865

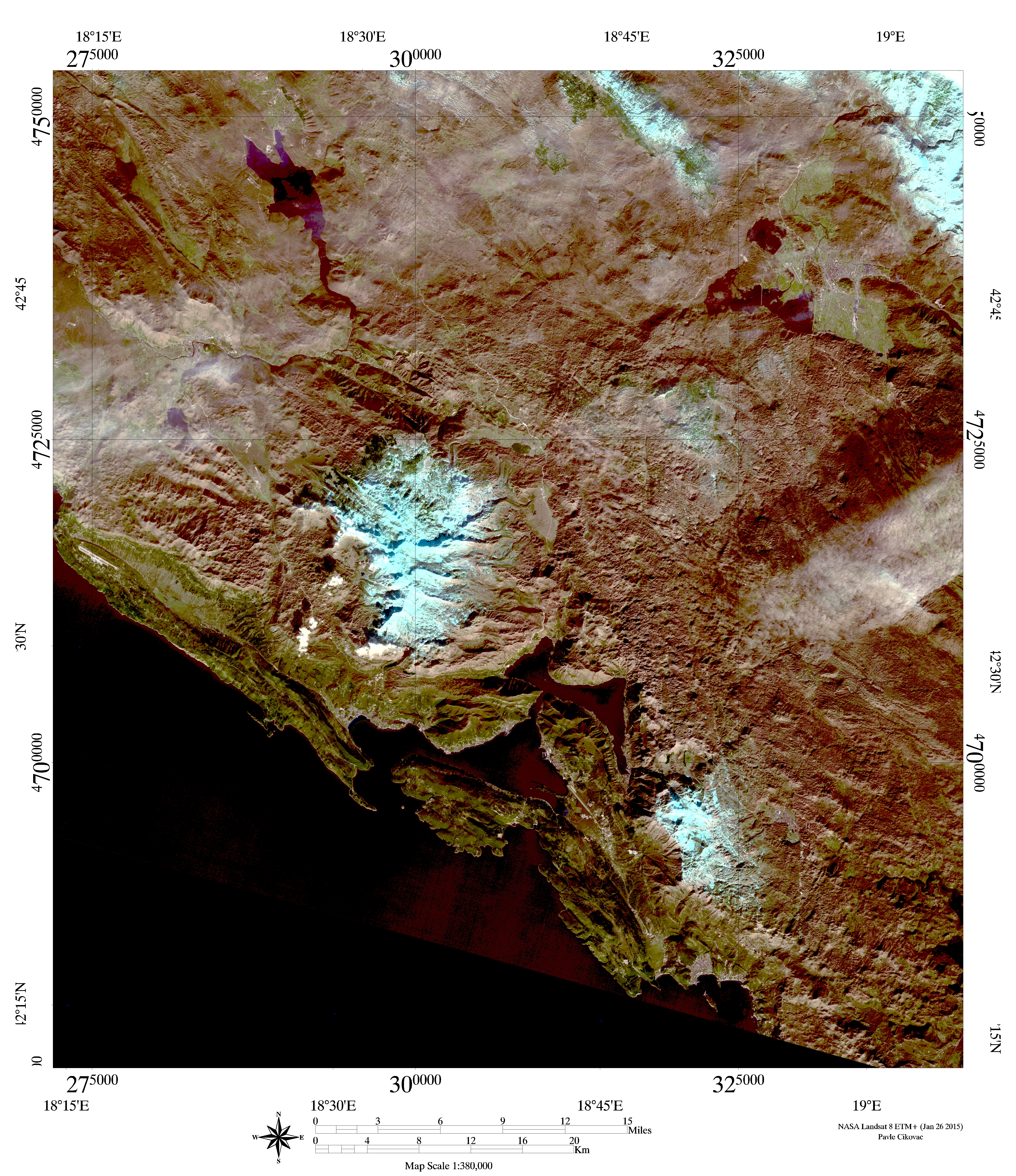
In der Katunska Nahija zwischen Risan und Nikšič liegt die Stammesregion der Cuce, in der von Matija Murko Anfang der 1930er vergleichsweise die absolut meisten Guslaren Jugoslawiens gezählt wurden. Nordwestlich der Cuce finden sich die Banjani, von denen ebenso ein Großteil der bekanntesten ehemaligen sowie heutigen Guslaren entstammen.

Spezifische naturräumliche Gegebenheiten wie die historischen Umstände hatten eine jahrhundertelange Isolierung des Montenegrinischen Hochlandes und die langsame Evolution der dortigen Kultur bewirkt. Der Clan bildete die grundlegende Zelle der Gesellschaft, was Vuk Karadžić bildhaft illustrierte: keine Stadt, kein Markt, im ganzen Land gibt es nichts. Spuren des Feudalismus hatten sich in dieser Region bis zur Hälfte des 19. Jahrhunderts gehalten, bis zu dessen Ende die Herdentierhaltung weiterhin die allgemeine wirtschaftliche Grundlage der Bevölkerung blieb. Dies rührte, neben den naturräumlichen Grundlagen, in direkter Funktion aus den nicht endenden Kriegen und sich als ethnologische Manifestation im Heldenbild der Montenegriner niederschlug. Die mündliche Tradierung war mit dem festen Kanon der Tradition verbunden, was deren lange Fortdauer und minimale Veränderung begünstigte. Im Gedächtnis prägten sich Befunde über die Vorfahren über mehrere Generationen ein. Montenegro entwickelte sich so zu einer „Schatzkammer“ sehr archaischer folkloristischer Formen.
Eine erste wesentliche Modernisierung fand in den 1870er Jahren nach dem Berliner Kongress statt, der Übergang der Agrar- zu einer Industriegesellschaft vollzog sich aber noch bis zum Zweiten Weltkrieg. Schulen wurden in der Zeit erstmals eingeführt, eine kostenlose Schulbildung erfolgte ab 1907. Anfang des 20sten Jahrhunderts wurden nur 15 % der Montenegriner zur städtischen Bevölkerung hinzugezählt, wobei der Begriff Stadt mit starken Vorbehalten zu sehen ist. Der überwiegende Teil des isolierten Berglandes haftete an seiner archaischen Gesellschaftsordnung bis über die Mitte des 20sten Jahrhunderts, als große Bevölkerungsteile Analphabeten blieben. Die Gusle hatte in der patriarchalischen montenegrinischen Dorfgesellschaft nicht nur eine erhöhte symbolische Stellung, sie war neben der Flinte auch dessen kulturologisches Charakteristikum, das praktisch in keinem Hause fehlte:

„Đe se gusle u kuću ne čuju, tu je mrtva i kuća i ljudi”

„Wo die Gusle in einem Haus nicht zu hören ist, da sind Haus und Mensch tot.“

Erst Petar Perunović Perun, der wie viele weitere bekannte Guslaren Jugoslawiens aus der Nahija Banjani oder auch der Katunska Nahija (wie Branko Perović), in der alten Herzegowina (Stara Hercegovina) und dem alten Montenegro (Stara Crna Gora) stammte, der als erster montenegrinischer Guslar eine formale Schulbildung besaß und auch Grundschullehrer war, modernisierte durch seine an einer Musikschule erworbene klassischer Musikbildung den tradierten epischen Vortrag, in dem er erstmals moderne Elemente einer westeuropäischen musikalischen Stimmbildung nutzte.
Nachdem Alberto Fortis aus dem dalmatinischen Hinterland Guslen-Gesänge der Morlaken, einem damaligen Exonym für die slawische Bevölkerung des dinarischen Hochkarstes im venezianischen Dalmatien, in seinem Viaggio in Dalmazia veröffentlicht hatte, wurden diese Gesänge bald zu einer intellektuellen Sensation im aufgeklärten Europa, die ein romantisches Faible für solcherart Volkspoesie entwickelt hatte. Goethe lernte Fortis Version der Hasanaginica 1774/75 als Gesang aus dem Morlackischen kennen und seine eigene Übersetzung wurde Anonym als Klaggesangs der Frauen von Hasan Aga. 1778 in Herders Volkslieder als aus dem Morlackischen stammend, veröffentlicht. Spuren dieses „sentimentalen Morlackismus“ Intellektueller gegenüber der epischen Dichtung der Südslawen fanden sich noch im Zwanzigsten Jahrhundert bei Rebecca West (Black lamb and Grey Falcon) und insbesondere in Milman Parrys Homer-Forschung. Der psychologischen Dimension der durch die epischen Tradition mitbestimmten heidnischen Lebensideals bei Bergbewohnern der Dinariden widmete letztendlich der Ethnologe und Geograph Jovan Cvijić eine ausführliche, zum ethnologischen Standard gewordenen Profil-Studie, die seit ihrer ersten französischen Ausgabe (1917) bis heute auch die geisteswissenschaftliche Auseinandersetzung im Problemfeld der westbalkanischen Gewaltbereitschaft stellt. Die dichterische Idealisierung der dinarischen Volksepik, erlebte so eine späte politische Idealisierung, in der Cvijić den „jugoslawischen Idealmenschen“ im sogenannten Dinarischen Typ (Dinarski tip) als besonders wehrhaften, freiheitsliebenden und in seiner unverfälschten Tradition existierenden Bergbewohner als Träger der jugoslawischen Ideologie definierte. Im Innenleben und der psychologischen Charakterisierung der Helden in den besonders umfangreichen Epen des Starac Milija und ihrer Darstellung von Impulsivität fand Cvijić im Epos Milijas Ženidba Maksima Crnojevića eine geeignete Illustration der Theorie.

#### „Episches Laboratorium“ der Homer-Forschung

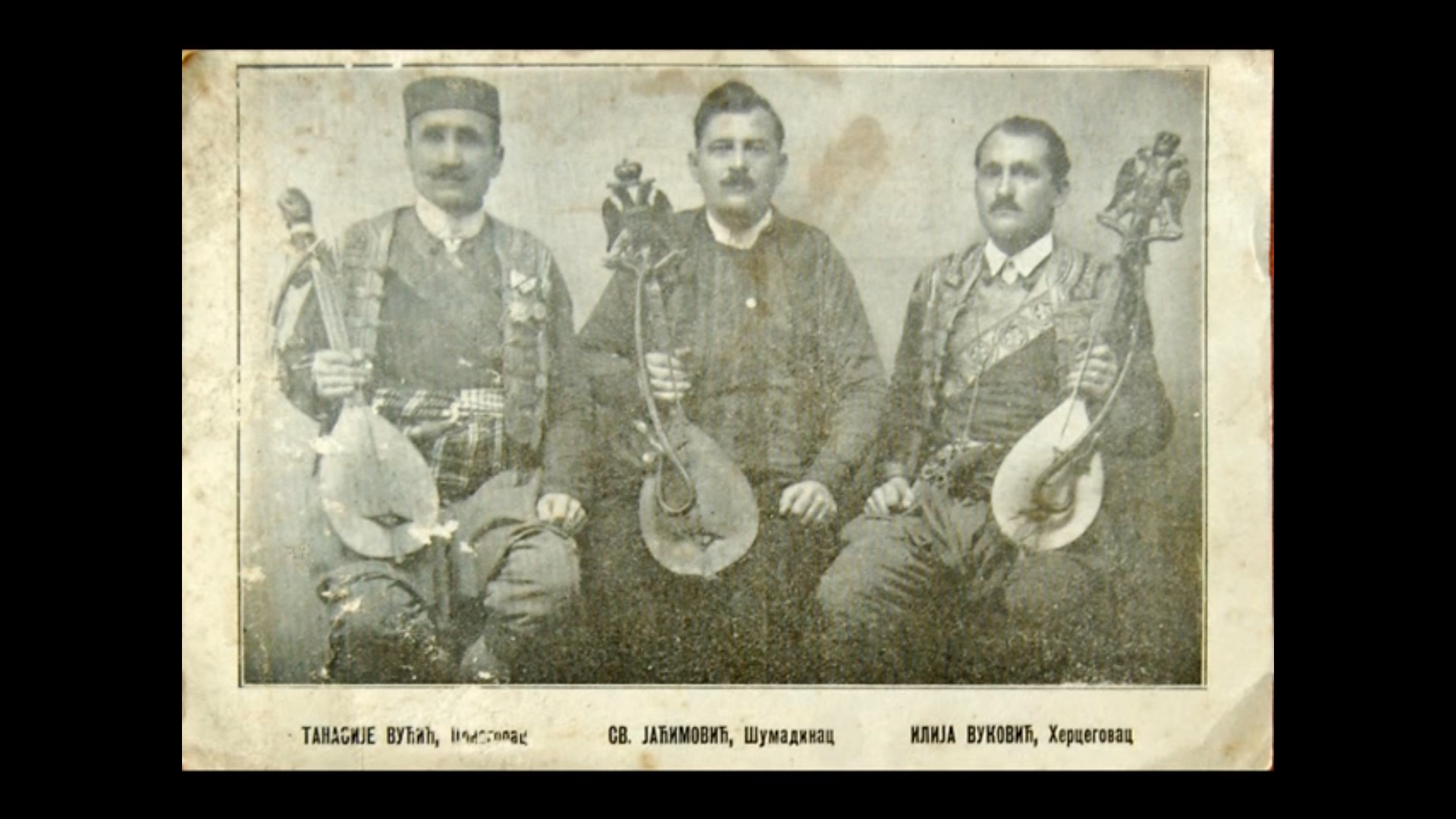
Drei Teilnehmer der Guslaren-Sängerwettbewerbe in den 1920er Jahren. Links der Montenegriner Tanasije Vučić der von Gerhard Gesemann in Berlin auf Schallplatte aufgenommen wurde.

Musikologische- und literaturhistorische Wissenszweige wurden durch die Untersuchung sowohl der musikalischen Funktion der Gusle in der Erzählung von Epen als auch der Art und Entwicklung oral tradierter Verse im Genre der serbokroatischen Epen nachhaltig bereichert. Die Guslaren standen so auch am Anfang die zur Erkenntnis führte, dass die mittelalterliche Entwicklung der Europäischen Literatur aus dem Vermächtnis der Literatur der klassischen Antike und den mündlichen literarischen Strömungen des Mittelalters entstanden ist. Dabei ist die oral tradierte Heldenepik ein gemeinsames literarisches Erbe das über große Regionen von Europa über Klein- und Vorderasien bis Zentralasien und China verbreitet ist.
Stand die musikologische Untersuchung lange im Schatten der literaturhistorischen Beschäftigung mit der südslawischen Heldenepik, so steht in aktuellen Bezügen die musikologische Richtung insbesondere im Hinblick auf musikpädagogische sowie folklorebewahrende Ausrichtungen von Kultur- und Ausbildungsinstitutionen in den betreffenden Ländern im Vordergrund.
Im 20. Jahrhundert wurde die südslawische Epik insbesondere an den Forschungseinrichtungen in Berlin, Prag sowie insbesondere in Harvard ein zentrales Studienobjekt zur Oral Poetry aber auch im musikologischen Sinne und der Funktion der Gusle als einem der ältesten weiter genutzten Streichinstrumente überhaupt. In der Erforschung des Liedgutes der Guslaren wurde 1912 und 1913 mit der grammophonischen Aufnahme von Guslaren durch Matija Murko in Bosnien und der Herzegowina begonnen. Gerhard Gesemann erfasste 1928 im Lautkabinett der preußischen Staatsbibliothek den Guslaren Tanasije Vučić, der durch seinen Sieg beim zweiten Sängerwettbewerb der Guslaren in Jugoslawien bekannt geworden war. Diese Aufnahmen wurden 1933 durch Roman Ossipowitsch Jakobson im Versbau des Desterac im serbokroatischen Heldenlied phonologisch, sowie von Gustav Becking musikalisch entschlüsselt.
Aus Anschauungen zur stilistischen Methodik und formelhaften Sprachtechnik der mit der Gusle begleiteten mündlich überlieferten serbisch-kroatischen Helden-Epik wurden wesentliche Rückschlüsse in der literaturgeschichtlichen Forschung zur Homerischen Frage gewonnen. Insbesondere Milman Parry und Albert Lord sammelten dafür in den 1930er Jahren die letzten Originalbelege von zumeist illiteraten Guslaspielern Jugoslawiens. Aus den Tonaufnahmen dieser Forschungsreisen entstand in der Harvard University das „Millman Parry Archiv“, die wichtigste Tonaufnahmen-Sammlung Südslawischer Heldenlieder, die dort von Béla Bartók 1940–1942 auch überhaupt erstmals musikalisch transkribiert wurden.
War für die europäische Literatur- und Altertumsszene des 19. Jahrhunderts die Entdeckung der Guslaren eine der großen unbeantworteten Rätsel der Literaturgeschichte, so bedeutete die Beobachtung und Analyse von deren Rezitations- und Sprachtechnik eine wesentliche Hilfe zur Klärung der Autorenschaft von antiken Epen wie Ilias und Odyssee. Auch der englische Altertumsarchäologe Sir Arthur Evans beobachtete die Guslaren während des herzegowinischen Aufstandes 1875.

## Volkshistorisches und -sprachliches Zeugnis

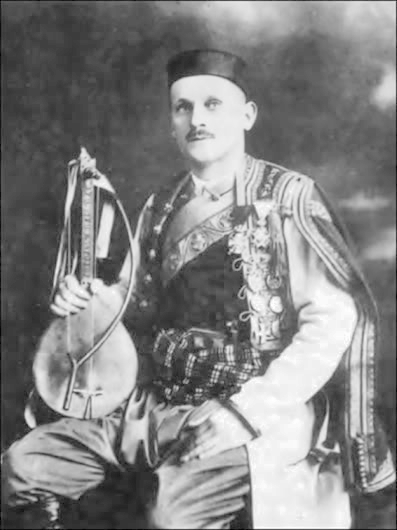
Petar Perunović Perun (1880–1952), spielte zur Moralunterstützung der Soldaten in den Balkankriegen und rekrutierte im Ersten Weltkrieg Freiwillige in den USA

Als Begleitinstrument des epischen Gesangs hat die Gusle eine wesentliche Bedeutung in der Tradition Mündlicher Literatur, deren Anfänge auf der Balkanhalbinsel auf die Epen Homers zurückgehen. Die orale Poesie der Südslawen existierte dabei insbesondere in drei, von unterschiedlichen literarischen Kontexten, in überwiegend rural geprägten geographischen Regionen des Balkans: im litoralen Dalmatien mit seiner reichen Renaissance-Literatur, mit einem starken italienischen Einfluss; in Serbien, in dem die mittelalterliche Literatur noch bis ins Achtzehnte Jahrhundert weiterbestand; in Montenegro, in dem die russische Literatur, im spezifischen die der russischen Klöster, zumindest in einem kleinen Zirkel der Elite, einflussreich war. Selbst die frühesten Verschriftlichungen des epischen Gesangs im Sechzehnten Jahrhundert zeigen dabei jedoch eine schon entwickelte stilistische Ausformung, die auf ein früheres Entstehungsdatum der oralen Dichtung Rückschließen lässt. Albert Bates Lord nennt dafür hypothetisch einen so frühen Ursprung wie die Zeit der Differenzierung der Südslawen von Ost- und Westslawen. Während die Renaissanceliteratur in Dalmatien in ihrer elitären Form als Verlängerung der Italienischen Renaissance keinen Einfluss auf die Tradition der mündlichen Dichtung ausübte, so zeigten andererseits die dalmatinischen Dichter ihre Kenntnis der traditionellen Volksdichtung, wie in Ivan Gundulićs Osman, ohne dabei jedoch das Metrum der Epen oder die Sprache zu imitieren. Im Achtzehnten Jahrhundert begannen Kunst- als auch Volksdichtung sich gegenseitig zu beeinflussen und ineinander zu fließen. Dagegen blieb die von illiteraten Sängern ausgeübte Volksdichtung in Montenegro noch bis ins Zwanzigste Jahrhundert erhalten, indem die Abgeschiedenheit des Montenegrinischen Hochlandes solche orale Literatur- und Liedtraditionen noch bis Anfang der 1960er Jahre konservierte.

„Преживели после Косовског боја, повлачећи се у природне тврђаве Херцеговачко – Црногорске планине, понели су са собом ову кодирану поруку а гусле су биле и остале тај спајајући елемент, који је поруку сачувао, пренео и окупио… У недостатку споменика од гвожђа и камена, гусле су те које преносе јединствено укрштање елемената словенске митологије, хришћанских веровања и историјских догађаја”

„Die Überlebenden nach der Schlacht auf dem Amselfeld hatten, als sie sich in die natürliche Festung des herzegowinisch-montenegrinischen Gebirges zurückzogen eine kodierte Nachricht mit sich genommen und die Gusle war und ist dieses verbindende Element, das diese Nachricht aufbewahrt, übertragen und gesammelt hat… in Ermangelung an Denkmälern aus Eisen und Stein, war und ist die Gusle die, die die einmalige Verbindung von Elementen slawischer Mythologie, christlichen Glaubens und historischer Ereignisse weitergibt.“

In den Überlieferung der Epen findet sich nach dem Historiker Milorad Ekmečić in einer Kultur wie der serbischen, die lange ohne Schulen und Bücher als okkupierte Gesellschaft existierte, das wesentlichste Element eines nationalen historischen Bewusstseins: Sie sind die am meisten geglückte künstlerische Leistung ihrer Zeit, eine Quelle des klarsten Ausdrucks der Volkssprache, und sie sind darüber hinaus zu aller erst die mündliche Überlieferung der Geschichte eines Volkes mit einer über verschiedene feindliche Imperien verstreuten Gesellschaft…
Auch der australische Historiker Christopher Clark, der zum Anlass des 100-jährigen Ausbruchs des Ersten Weltkrieges in Die Schlafwandler eine weltweit vielbeachtete Veröffentlichung zu den Ursachen des Krieges herausgab, stellt die Guslenlieder im Kontext für die Bedeutung der Überlieferung innerhalb der serbischen Volksgeschichte heraus: Diese Lieder stellten in den Dörfern, Städten und Märkten ein erstaunlich Enges Band zwischen Dichtung, Geschichte und Identität her. So stellt Clark fest, dass die Lieder die …zu der einsaitigen Gusla gesungen wurden, in denen Sänger und Zuhörer von neuen die großartigen archetypischen Momente der Serbischen Geschichte durchlebten ein typisches Phänomen der serbischen Kultur und Kennzeichen des Freiheitskampfes von jeder Fremdherrschaft waren, in denen Ein fiktives Serbien, das in eine mythische Vergangenheit projiziert wurde… wieder zum Leben erweckt werden sollte.
Eine literarische Illustration dazu findet sich in Ivo Andrićs Roman Die Brücke über die Drina, in der ein Guslar, Symbol des Widerstandes, die Erinnerung wachhält. Selbst moderne Autoren haben in der eigentümlichen Begegnung im Guslenspiel diese unmittelbare Wirkung historischer Rückschau hervorgehoben, wie der amerikanische Poeta laureatus Charles Simic: Nach einer Weile begann das Poem und das archaische, von einer anderen Welt zu stammende Instrument, mich und jeden anderen zu erreichen. Unser anonymer poetischer Vorfahre wusste genau was er tat. Dieses dickköpfige Dröhnen mit der sublimen Lyrik des Poems berührte den ursprünglichsten Punkt unserer Psyche. Die alten Wunden waren wieder geöffnet.
Im soziokulturellen Kontext kam der Gusle und der mit ihr vorgetragenen Epen, insbesondere bei den Serben, die Funktion einer kulturellen Waffe zu, die sich als essentieller Bestandteil deren Kultur seit der nationalen Wiedergeburt aus der Sklaverei durch den Islam im 19. Jahrhundert herausgefiltert hatte.
Dabei lag die Bedeutung der Verschriftlichung der oral tradierten Dichtung durch Vuk Karađić in das erst kürzlich reformierte kyrillische Alphabet, in der Monumentalisierung der Volksliteratur, die nach Tomislav Longinović als: Vision der Vergangenheit konstant die Gegenwart überwältigt und die Zukunft nach Rückwärts richtet.
Auch nach der Befreiung vom osmanischen Joch (1816), blieb der Diskurs über die Fremdherrschaft und die Beherrschten eine grundlegende Motivation der Guslaren. Als agnostische Vision verbanden die Guslaren in den Epen eine rituelle Katharsis von der kollektiven Last, in der weiterhin vom verletzten, jedoch gleichzeitig heroischen Volk gesungen wurde. Damit war diesen Epen die endlose Wiederholung des rituellen Opfers der Gestorbenen der Niederlage in der Schlacht auf dem Amselfeld eingeboren, welches auch nach Erlösung von der islamischen Dominanz die männliche Bevölkerung genau vorbereitete, diesen Tod im Leben für das Land auch weiterhin zu verwirklichen. Grundsätzlich blieb diese Version der Narration von patriarchalen Vorstellungen von Dominanz und Unterwerfung in ruralen patriarchalischen Schichten der Dinarischen Hochländer weiter bestehen, während gebildetere Stadtschichten die Epen als eine Quelle von Stolz und Identität betrachteten.
Die slawische bäuerliche Bevölkerung, die am Rande der nationalen Entwicklungen verblieb, sah in den Epen auch weiterhin eine Hoffnung, sich aus ihrer Rückständigkeit zu befreien.
Mit Ausbruch der Balkankriege nahmen zahlreiche der aus dem bäuerlichen Milieu stammenden Soldaten der serbischen Armee ihre Gusle auf die Schlachtfelder gegen die Osmanen mit. Damit kehrte die Gusle in den Kontext der historischen Ereignisse zurück. Im Ersten Weltkrieg spielten nicht nur später bekannte Guslaren wie Petar Perunović Perun als Soldaten in den Gefechtspausen für die Soldaten in den Gräben während der Schlacht von Cer, Schlacht an der Kolubara, Schlacht am Kajmakčalan, am Veternik in der Schlacht am Dobro Polje, Guslenspieler begleiteten selbst den Rückzug der serbischen Armee über Albanien nach Griechenland. Petar Perunović Perun, der noch an der Salonikifront für die Soldaten spielte, wurde für die Rekrutierung von Auslands-Serben in die Vereinigten Staaten beordert, wo er unter anderen auch vor den Physikern Nikola Tesla und Mihailo Pupin mit der Gusle für die Unterstützung der Entente in Makedonien warb. Die Soldaten führten die Guslen in den Krieg und brachten sie auch mit den Verwundeten wieder nach der Vertreibung in die Heimat zurück. Im Ethnographischen Museum Belgrad finden sich Guslen die in den Balkankriegen und Ersten Weltkrieg von den serbischen Truppen getragen wurden. Ein besonderes historisches Instrument ist die Gusle eines Invaliden, die dieser in der Französischen Militärbasis Bizerta in Algerien aus einem Soldaten-Helm gefertigt hatte und die sich heute im Ethnographischen Museum Belgrads als besonderes historisches Exponat des Ersten Weltkrieges findet. Die Gusle sollte die Moral der Soldaten festigen. Guslaren wie Petar Perunović spielten selbst an vorderster Front. Selbst Tesla, der Perunović 1916 in New York hörte, war vom Epischen Vortrag Stari Vujadin durch Perun emotiönal ergriffen und wandte sich, nachdem dieser den Vortrag beendet hatte, mit: Die Gusle ist die allergrößte Kraft um die Seele eines Serben zu erobern. Auch Pupin als weiterer bedeutender serbischer Emigrant pflegte seine Erinnerungen an die Epische Kraft der Guslenvorträge und bestellte ein Basrelief mit dem Thema des Guslaren Filip Višnjić, deren Replik er später zum 100-Jahr-Gedenken des Todes Višnjić dem Gymnasium in Bijelina vermachte.
In Montenegro erlebte die epische Schaffenskunst ebenfalls durch die historischen Ereignisse des Ersten Weltkrieges und insbesondere durch die Ereignisse der Schlacht von Mojkovac ein vielfaches Echo innerhalb der Guslen-Kunst. Hadži Radovan Bečirović Trebješki, der als freiwilliger der am Weihnachtstag 1916 im winterlich verschneiten Tal der Tara zwischen Montenegrinern und der k.u.k. Armee geschlagenen Schlacht von Mojkovac teilgenommen hatte, schuf aus dem Erlebten auch das dramaturgische und expressive Hauptwerk in der modernen Guslen-Epik, das in der Thematik des Ersten Weltkrieges das serbisch-montenegrinische Nationalepos im 20. Jahrhundert bildet (Bitka na Mojkovcu, 1927). Bečirović hatte seine episch-dichterische Auseinandersetzung noch als österreich-ungarischer Gefangener 1917 im Lager Nađmeđer in der heutigen Slowakei begonnen, war jedoch schon in seiner frühesten Biographie mit der Gusle vertraut gewesen. Durch Bečirović erfuhr der epische Zehnsilber der Südslawen eine Veränderung in Form einer Reimzuführung, die alle Vorgänger noch vermieden hatten.
Die Epen zur Gusle prägten auch noch führende politische und gesellschaftliche Schichten in Montenegro und Serbien nach dem Zweiten Weltkrieg: Milovan Djilas, Radovan Karadžić oder Ratko Mladić zeigten auch öffentlich ihre Affinität zum Guslenspiel. Fürst Njegoš, der in der serbischen Volkssprache im Desterac dichtete, beschrieb im Nationalepos Bergkranz (1847) in den Worten des Bischoffs Stefan eine auch in den späteren Generationen noch anzutreffende Funktion der Gusle als „Überbringerin“ historischer Botschaften; die Gesänge der Guslaren sollten zu Handlungen anregen um in der „Unsterblichkeit“ eines Epos verewigt zu werden:
If man attains an honest name on earth,

his being born then wasn't at all in vain.

But without his honest name – what is he?

Generation which was made to be sung,

muses will vie for many centuries

to weave for you garlands worthy of you.

Your example will teach gusle singers

how one should speak of immortality!

## Soziale Funktion

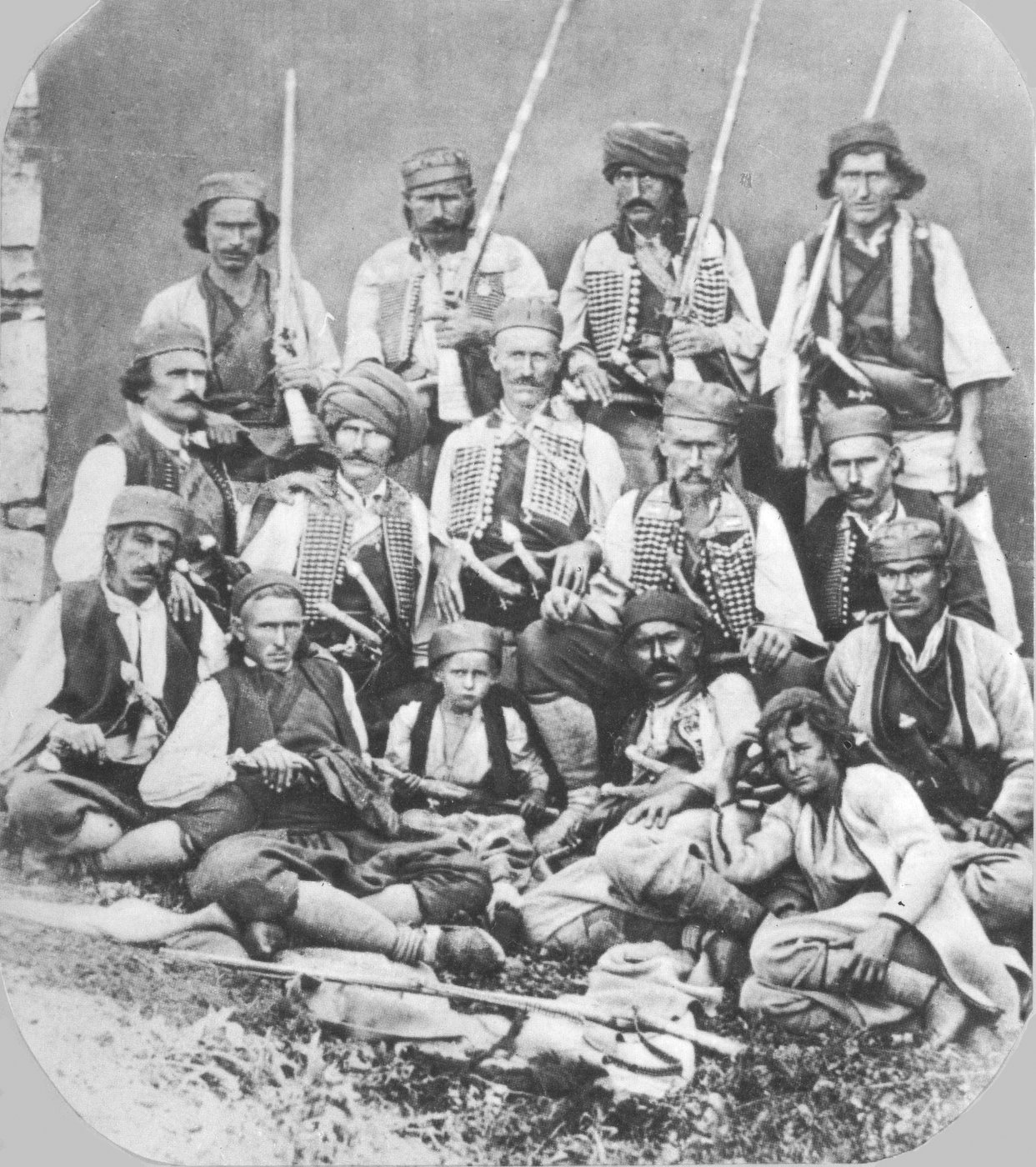
Montenegrinischer Clan aus Banjani, einer Region im Hinterland der Bucht von Kotor, 1860

Sie dient vor allem als Begleitinstrument des Epengesangs der südslawischen Guslaren und war neben der Flinte ein geheiligtes Symbol aller Freiheitskämpfer der dinarischen Gebirge.
Vor der Befreiung der Südslawen und Bulgaren von der osmanischen Herrschaft hatte die Gusle vor allem zwei Funktionen:
- Verherrlichung, Bestärkung und Konservierung des hergebrachten „epischen Menschentypus“ in einer diesem Typus fremden und feindlichen Umwelt
- Lebendigerhaltung des Gedankens an den notwendigen Befreiungskampf.

Das Heldenlied muss heute, nach der Befreiung, nicht mehr zum Freiheitskampf aufrufen. Auch führte die Modernisierung der hergebrachten stark patriarchalischen Gesellschaft zu einer anderen Haltung des Liedes und seines Vortrags. So wird nicht mehr vor Stammverwandten gespielt, was dazu führt, dass die Vortragskunst ganz auf den Eindruck eines allgemeinen Zuhörers eingestellt und sich dessen ästhetischen Anschauungen und künstlerischen Ansprüchen anpassen musste. Aufgrund dessen behandeln die heutigen Heldenlieder oft nationale Themen.
Im sozialen Umfeld der balkanischen Fernweidewirtschaft hatte die Gusle eine herausgestellte Funktion. Insbesondere in den rückständigsten Hochregionen der Südost-Dinariden zwischen dem Maglić, Durmitor und dem Prokletije/Bjeshket e Nemuna, d. H. von der östlichen Herzegowina über Montenegro nach Nordalbanien. In den streng patriarchalischen Gesellschaften der Hochlandbewohner war die Gusle dabei ausschließlich ein Instrument der Männer, junge Frauen waren beim Erscheinen eines Guslaren im Haus angehalten dessen Hand zu küssen und es ist vielfach berichtet worden, das Frauen früher in Montenegro beim Gesang über einen (männlichen) Helden zu stehen hatten. Gegenüber Zorka Milich, die über 100-jährige Frauen in Montenegro interviewte, erzählte Ljubica, eine auf 112 bis 115 Jahre geschätzte Montenegrinerin, wie gängig das Guslenspiel in der entbehrungsreichen Bergwelt einst war: Wir hatten immer viele Gäste, Männer, die umher saßen, aßen und tranken. Sie spielten die Gusle und sangen. Wir hörten ihnen gerne zu. Ich kann mich noch immer an einige der Lieder erinnern. Die jungen Leute machen sich nichts aus diesen alten Dingen. Mir tut das leid. Es ist wichtig, unsere Traditionen zu pflegen. Zu viel Blut wurde dafür vergossen. Zu viel gelitten. Das Land würde nicht Schwarzer Berg genannt werden, wenn es nicht schwarz wäre. Es ist in Blut getränkt, in Armut in Tod. Wir wissen nichts über angenehmes Leben. Wir hatten nie eines.
Dem ähnlichen soziokulturellen Kontext geschuldet ist auch das Verhältnis der Albaner in Nordalbanien dem Verbreitungsgebiet der Rhapsoden (rapsode) der Lahuta. Zumeist wurden sie innerhalb der familiären Umgebung für Besucher oder zu Familienfestlichkeiten als Ehrung der Gäste gegeben. Wir sangen diese Lieder zumeist in den Winternächten, wenn wir uns in den Gasträumen versammelten, wo die "burrat kreshnjake" (tapferen Männer) sich aufhielten und versammelten, aber auch auf den Bergweiden und in den Bergen wo wir mit den Herden wanderten, die im Schatten von eichen oder in der Nähe von Quellen der Bergweiden von Daberdol, Kushetice u. a. grasten.

Hauptthemen der verschiedentlich kange te mocme (Alte Lieder), kange trimash (Heldenlieder), kange kreshnikesh (Lieder der Grenzkrieger), kange te Mujit e Halilit (Lieder von Muji und Halili) genannten Epen, sind Kämpfe um Weideland und deren Verteidigung, Kämpfe mit Ungeheuern, Diebstahl von jungen Frauen der Feinde. Eine vorosmanische Herkunft aus der Themenwahl ist dabei vorgeschlagen worden. In der Tradition der Heldenlieder steht auch Gjergj Fishtas (1871–1940) berühmtes Werk Lahuta e Malcís, das den Freiheitskampf der Albaner zum Thema hat.

Mit Beginn der 1980er Jahre hat sich die Zahl von Epensänger (rapsode) hier drastisch verringert, gleichzeitig hat sich auch die Zahl beherrschter Liedtexte deutlich ausgedünnt. Als Hauptgrund wird die Konkurrenz neuer Liedtypen betont, indem Radio- und Fernsehstationen Lahuta-Vorträge aus dem Programm gestrichen haben.

## Religiöse Botschaft

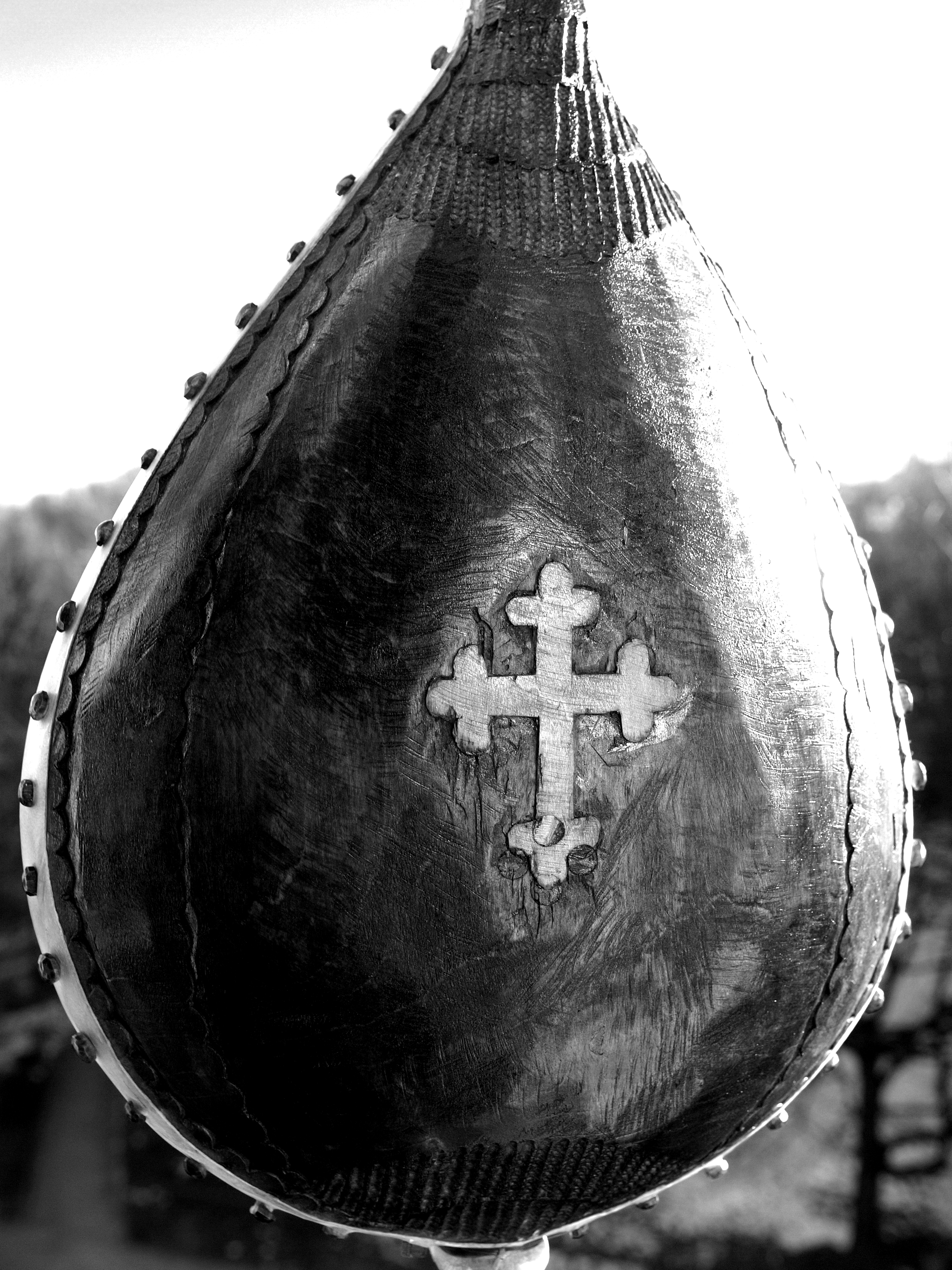
Kreuzsymbol

In ihren älteren Formen wurden die Verzierungen der Gusle als Gegenstand die ihr die Rolle eines Trägers von für das Kollektiv wichtigen Botschaften anvertraut wurde und das unabhängig von den Liedern die gespielt wurden. Dabei sind die ursprünglichen Guslen durch heidnische, die neueren durch Mischung heidnischer, aber oft der nationalen Geschichte verhafteter Symbole geprägt.
Die Gusle sollte nicht nur gehört werden, sie sollte durch ihre aufwendigen Verzierungen auch gesehen werden. Veranstaltungen der Guslaren werden noch heute auch als visuelle Kunst geboten, indem ein großes Augenmerk auf die äußerliche Gestaltung des Vortrages gelegt wird.
Die heidnischen Vorstellungen bedienen sich des Registers von Tierdarstellungen sowie mythologischer Wesen. Hier sind es die Verzierungen des Kopfes mit Pferd, Steinbock, Widder, Schlange, Falke, Adler und Pferd. Diese Tiere sind im magischen und mythischen Denken der Südslawen chthonische Kennzeichen und in der Vorstellung mit dem Reich der Toten und Kontakt zwischen Diesseits und Jenseits erfüllen. Aus der Darstellung der chthonischen Tiere als Verzierungen wird angenommen, dass die Lieder, die unter Begleitung der Gusle gesungen werden, sich auf das Leben nach dem Tode beziehen und rituelle Verbindung zu den toten Vorfahren herstellen sollen. Zu Anfang des 20. Jahrhunderts wurde das Bildprogramm zu den Figuren der Nationalgeschichte erweitert, schon Matija Murko erwähnte während seiner 1930–1932 gemachten Forschungsreisen Darstellungen serbischer Könige und Kaiser wie Zar Dušan, König Peter I. von Jugoslawien, Miloš Obilić oder Kraljević Marko.

## Politische Geschichte
Als symbolträchtiges Instrument bekam die Gusle insbesondere während nationalistischer Bewegungen im 19. und 20. Jahrhundert eine zunehmende politische Funktion.
Diese Aussage galt in Serbien schon für die Befreiungskriege unter Karađorđe sowie für die Regierung von Miloš Obrenović, der selbst Gusle spielte.
Deutlich wird dies in der revolutionären Nationalbewegungen im Zeitalter der serbischen Romantik insbesondere in den Dichtungen Fürstbischofs Petar II. Petrović Njegoš. In dem schon an die Welt der Literatur anknüpfenden frühen epischem Dichtung Njegoš Nova pjesna crnogorska o vojni Rusah i Turaka, početoj u 1828 godu (New Montenegrin song of the War between the Russians and the Turks, Begun in 1828) wird der romantische Kult der Gusle in Assoziation zum Serbischen Nationalismus in den Befreiungskriegen von den Türken durch Anrufung von Gusle und Vila gleich in den Anfangszeilen betont:.
Nova pjesna crnogorska

B'jelo vilo, moja divno drugo,

svedi, drugo, sve u Gusli glase,

tvoje glase a u Gusli jasne,

da ih čuje Koje razumije,

razumije drago aku mu je.

Srbalj brate, ova pjesna za te,

ti češ čuti, ti je razumjeti

ponajprije od ostalih svije.
New Montenegrin song

White vila, my wondrous comrade,

bring together, comrade, all voices into the gusle,

your clear voices into the gusle,

that he who understands may listen,

understands if it pleases him.

Brother Serbs, this song is for you,

you will listen, you will understand

first of all others.
Dabei betraf die politische Gestaltung sowohl das Aussehen der Gusle, als auch der Inhalt der zur Gusle vorgetragenen Lieder. Auch die Guslenverzierungen nahmen in Art und Umfang zu und zusätzliche Medaillons sowie heraldische Symbole führen dazu, dass einige Guslen bald aussehen wie mobile "Ikonostasen".
Nach dem Zweiten Weltkrieg wurden Guslen mit Ehrenzeichen der Jugoslawischen Partisanen und dem Wappen der Sozialistischen Föderativen Republik Jugoslawien verziert. Tito bekam beispielsweise 1961 eine steinerne Gusle, die die Ereignisse der Schlacht an der Sutjeska darstellt, überreicht. Diese stellt noch heute eines der besonderen Exponate im Museum der Geschichte Jugoslawiens dar. Der Ausstellungsort im Alten Museum befindet sich in unmittelbarer Nachbarschaft zum Mausoleum Titos im Haus der Blumen (Kuća cveča).
Als Legitimationssymbol der Macht im Namen des Volkes bekam die Gusle bei führenden Machthabern im sozialistischen Jugoslawien wie Albanien Bedeutung. Milovan Djilas, einstmals dritter Mann im Kader der Funktionäre der Kommunistischen Partei Jugoslawiens, pflegte Gusle zu spielen und Tito als Staatspräsident hörte nicht nur Guslenspielern gerne zu, er lud sie beispielsweise auch zum Staatsbesuch des Ägyptischen Präsidenten Nasser zu einem Vortrag am Gedenkkomplex Tjentište an der Sutjeska ein, bei dem er ein Lied zu Bajo Plivljanin verlangt hatte.
Auch der ehemalige albanische Kommunistenführer Enver Hoxha benutzte die albanische Folklore für die Demonstration von Volksnähe. Mehrere Lahuta-Lieder wurden zudem Hoxha gewidmet wie in der Anthologie Gesund mögest Du sein, Enver Hoxha (Enver Hoxha tungjatjeta) die Guslen-Lieder Enver Hoxha führte uns (Enver Hoxha na ka pri), sowie Über Enver redet man auch oben (Per Enverin malet kuvendjne) belegen.

## Liederkorpus

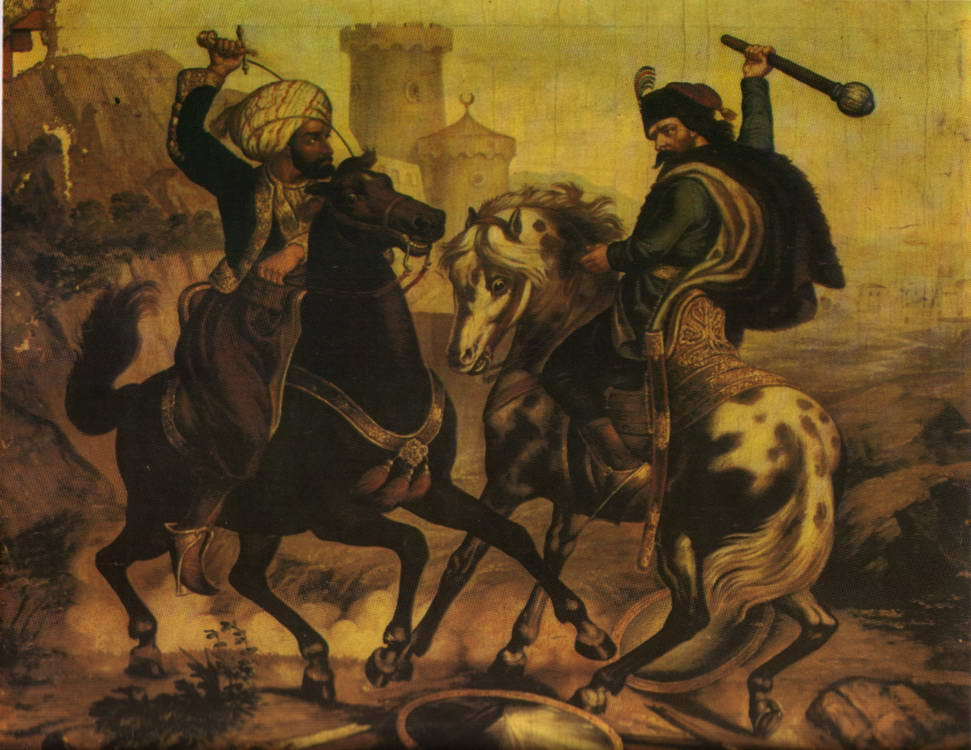
Marko Kraljević und Musa Kesedžija, Vladislav Titelbah, 1900

### Verschriftlichung
Die Verschriftlichung der Südslawischen Epischen Gesänge kann frühestens Ende des 15. Jahrhunderts angesetzt werden. Ein Fragment einer Bugarštice ist 1497 in der italienischen Stadt Giaoia del Colle anlässlich des Besuches der Königin von Neapel Isabella del Balzo am 31. Mai 1497 vom italienischen Hofdichter Rogeri di Pacienzia in der epischen Hofdichtung Lo Balzino notiert worden. Es wurde Anlässlich des Besuches der Königin dort von einer Kolonie slawischer Emigranten zu Tanz und Musik vorgetragen und ist in der Gruppe der sogenannten Despoten-Epen, einem Korpus der Nach-Kosovo-Zyklen, in der das historische Ereignis der Gefangennahme von Janos Hunyadi durch Đurađ Branković thematisiert wurde, einzuordnen:
Schon 50 Jahre danach wurde 1555 durch den kroatischen Dichter Petar Hektorović das bedeutendste epische Werk der Gattung der Bugarštice in einer Aufschrift nach sogenannter „Serbischer Manier“ des Fischers Paskoje Debelja während einer Bootsfahrt auf der Insel Hvar gemacht worden. Makro Kraljević und sein Bruder Andrijaš ist dabei die klassische Erzählung des Brudermordes.
Ein Landsmann Hektorovićs, Andrija Kačić Miošić (1704–1760), ein Franziskaner, veröffentlichte im Zeitalter der Aufklärung 1756 in Venedig ein Geschichtsbuch unter dem Titel Razgovor ugodni naroda slovinskoga, das als Sammlung von Epen verschleiert war. Das Buch wurde so populär, dass 1759 eine zweite Auflage erfolgte und Kačić selbst noch eine dritte plante. Nachdem Kačićs Buch in allen kroatischen Ländern auch über die westlichen Regionen Sloweniens verbreitet worden war, erreichte es bald Böhmen und die Slowakei. Über Serbien und Makedonien wurde es nur zwei Jahre nach dem Erscheinen der zweiten Auflage bis zum Heiligen Berg Athos verbreitet.
Kačićs Idee war, in der Nutzung zehnsilbiger Verse für die einfache slawische Landbevölkerung, die aufgrund ihrer fehlenden Bildung ansonsten keinen Zugang zu gelehrten Büchern hatte, erstmals ein in einer slawischen Sprache geschriebenes Buch über Geschichte in deren eigenen Idiom als Gesangbuch mit in zehnsilbigen Versen verfassten Liedern, zu schreiben. Kačić sah sich zwar selber als Historiker, sein Wirken wird heute aber allgemein als der eines Poeten gesehen. Dennoch waren von den über 100 Eben die in der Zweiten Auflage in Kačićs Buch veröffentlicht wurden nur Drei Volksepen, während einige der Lieder Teile von Volksepen beinhalteten wie das aus der Gegend von Imotski handelnde Familiendrama einer moslemischen Familie, der Hasanaginice.
Ein Deutscher wurde der erste, der eine größere Sammlung der im 18. Jahrhundert schon weitverbreiteten Bugarštice aufschreiben konnte. In kunstvoller kyrillischer habsburger Schrift hatte dieser in der sogenannten "Erlanger Handschrift " um 1720 in Slawonien zehnsilbige epische und heroische Volkslieder aufgeschrieben, war jedoch dazu nur so weit befähigt, dies ohne Unterscheidung von betonten und unbetonten Konsonanten, sowie des Öfteren ohne einzelne Wörter im serbokroatischen richtig unterscheiden zu können. Die erste weithin bekannt gewordene zehnsilbige Dichtung der Südslawen, die international rezipiert wurde, war Die Frau des Hasan Aga (Hasanaginica), die in einer deutschen Übersetzungen der von Alberto Fortis 1774 in Dalmatien in Italienisch aufgezeichneten "Asan-Aginice" durch Johann Wolfgang von Goethe 1775 in Johann Gottfried Herders Volkslieder veröffentlicht wurde. Die Goethesche Übersetzung wurde bald von Walter Scott ins Englische, Prosper Mérimée ins Französische und Alexander Puschkin ins Russische übertragen.
In der damaligen Schwärmerei für das Volksliedschaffen die in den serbo-kroatischen Epen ossianische Bedeutung sah, mit einem damit oftmals verbundenen romantischen Enthusiasmus für die ethnographischen und politischen Verhältnisse des Balkans, ist es auch verständlich das die europäische Literatenszene auf dem Auftauchen ersten Veröffentlichungen von Vuk Stefanović Karađić Sammlung serbo-kroatischer mündlicher epischer Dichtung ab 1814 so überaus wohlwollend reagierte.

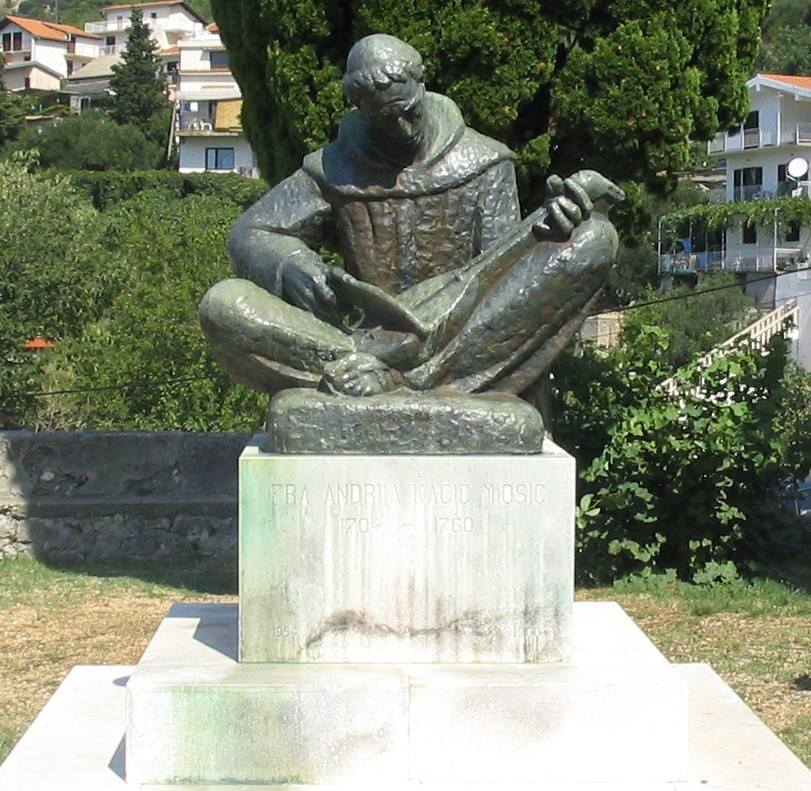
Andrija Kačić Miošić (1704–1760)
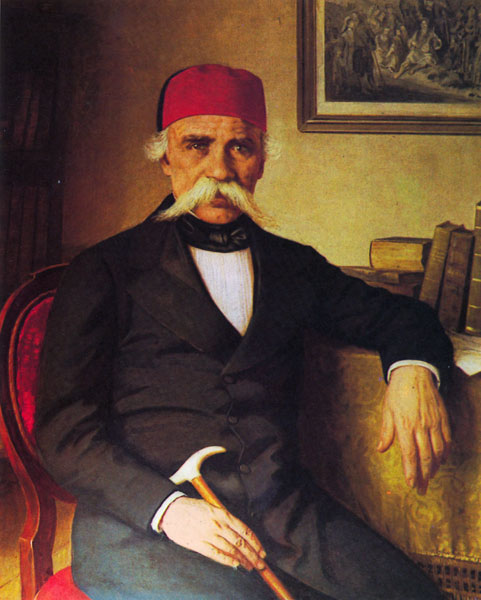
Vuk Karđžić (1787–1864)
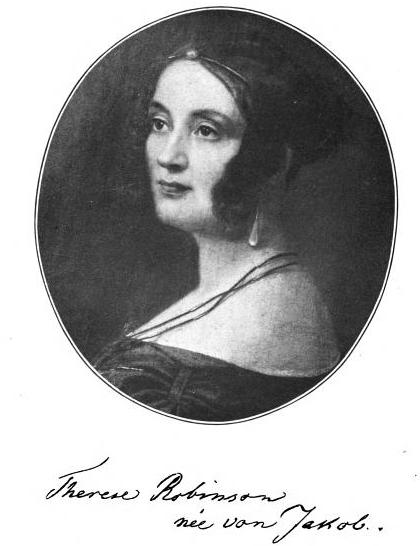
Therese von Jacob (1797–1870)
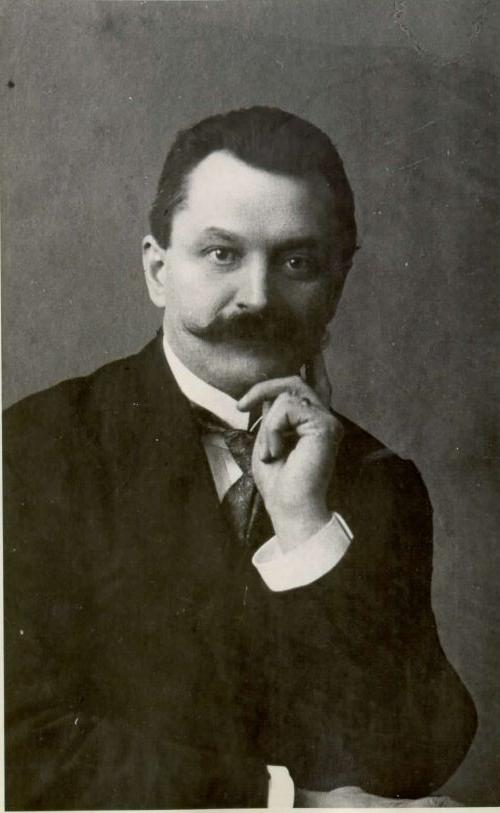
Matija Murko (1861–1952)

#### Vuk Karađićs Sammlung

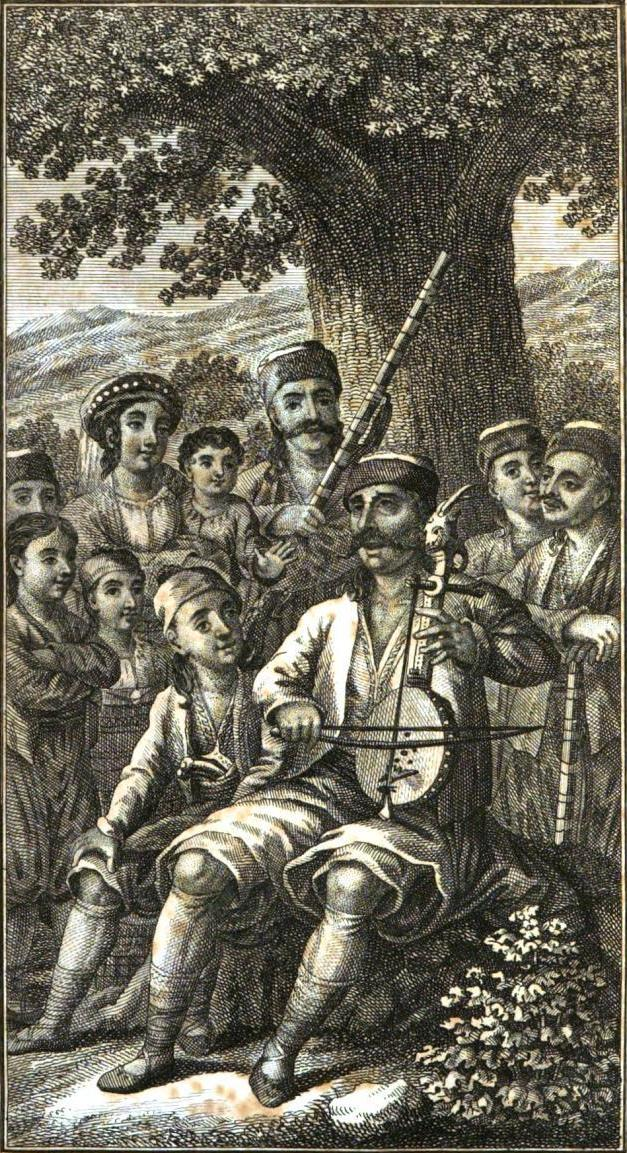
„Ein Herzegowiner singt zur Gusle“, Illustration zu Vuk Stefanović Karadžićs Ausgabe "Serbischer Volkslieder" in Leipzig (1823).

Als Karađićs Sammlung erstmals in gedruckter Form veröffentlicht wurde, verglich Jakob Grimm, der damals bedeutendste deutsche vergleichende Volksliedforscher, serbische- und deutschen Heldenlieder und strich für die ersteren die pure und noble Sprache heraus, und empfahl dabei den deutschen Studenten slawischer Sprachen serbokroatisch für das Lesen der "exzellenten Lieder" zu erlernen. Er überzeugte Therese Albertine Louise von Jacob, eine junge Frau, die etwas russisch sprach und eine große Bewunderin Goethes war, einige der Lieder ins Deutsche zu übersetzen. Ihre Übersetzung, Volkslieder der Serben (1825) wurde sogleich ein kleinerer literarischer Klassiker. Neben Deutschland wurden die Serbischen Volkslieder in Frankreich und England intensiv rezipiert, in Frankreich durch Prosper Mérimée, in England durch den Journalismus der sich mit der Verkörperung im Nationalcharakter der Lieder im Kontext politischer und militärischer Fragen des Vorderen Orients beschäftigte und insbesondere mit der homerischen Bedeutung der serbo-kroatischen Mündlichen Dichtung als Thema der internationalen Gelehrtenschaft. Bis heute stellt diese Sammlung den Hauptteil der südslawischen Heldenepik und die größte Volksliedsammlung der europäischen Literatur. Für Geoffrey N. W. Locke ist Die epische Poesie Serbiens das reichste mündliche epische Material in irgendeiner einzelnen europäischen Sprache. Peter Levi, Dichter, Literaturhistoriker, Kritiker und ehemaliger Professor für Dichtkunst der Universität Oxford, bestätigt das:

„Sie sind eine der mächtigsten und unerkannten Vers-Flüsse in Europa. Sie tragen den eigenen Geschmack ihrer heimatlichen Gebirge, die Kraft ihrer unruhigen Zeiten und die moralische Größe einer oral vermittelten Art der Poesie, die berechtigt heroisch genannt wird.“

##### Gliederung
Vuk Karadzić hat den Korpus der ältesten serbischen Volkslieder in drei Perioden gegliedert:
- den Korpus der Epen, die vor der Amselfeldschlacht entstanden sind (Epen zu Ereignissen in der Zeit Zar Stefan Uroš IV. Dušan und insbesondere der nicht historische Marko-Kraljević-Zyklus)
- den historischen Epen zur Amselfeldschlacht, die den zentralen Teil der epischen Volkslieder ausmachen (Lazar-Zyklus)
- den Epen, die kurz nach der Amselfeldschlacht entstanden und die Despoten thematisieren.

Mit dem Befreiungskampf von der osmanischen Herrschaft treten Epen zu Outlaws (Hajduken- und Uskoken-Zyklus) sowie Beschreibungen von Schlachten hervor (Mali Radojica – Kleiner Radojica, Mijat Tomić, Boj na Mišaru – Schlacht auf dem Mišar u. a.)
Bekannte Epengesänge sind bspw. die Heldenlieder sind:
- aus dem Vor-Kosovo Zyklus: (Zidanje Skadra – der Bau von Skadar/Shkodra, Ženidba Dušanova – Dušans Hochzeit u. a.)
- zu Königsohn Marko: (Marko Kraljević und der Falke, Marko Kraljević und Mina von Kostur, Marko Kraljević und Musa Kesedžija u. a)
- zu Fürst Lazar und der Amselfeldschlacht: (Banović Strahinja, Kosovka devojka – Das Mädchen vom Amselfeld: Car Lazar i carica Milica – Zar Lazar und Zarin Milica: Propast carstva srpskog – Niedergang des serbischen Zarenreichs: Smrt majke Jugovića – Tod der Mutter der Jugović,  u. a.)
- aus dem Nach-Kosovo-Zyklus: (Đurđeva Jerina – Đurads Jerina, Ženidba Đurđa Smederevca – Die Heirat von Đurad aus Smederevo u. a.)

Dem sozialen Lebensumfeld der Menschen und der gesellschaftlichen Ordnung sind die nichthistorischen Epen gewidmet:
- Bog nikom dužan ne ostaje – Gott bleibt niemandem etwas schuldig: Hasanaginica – Klagegesang der Frauen von Hasan Aga u. a.

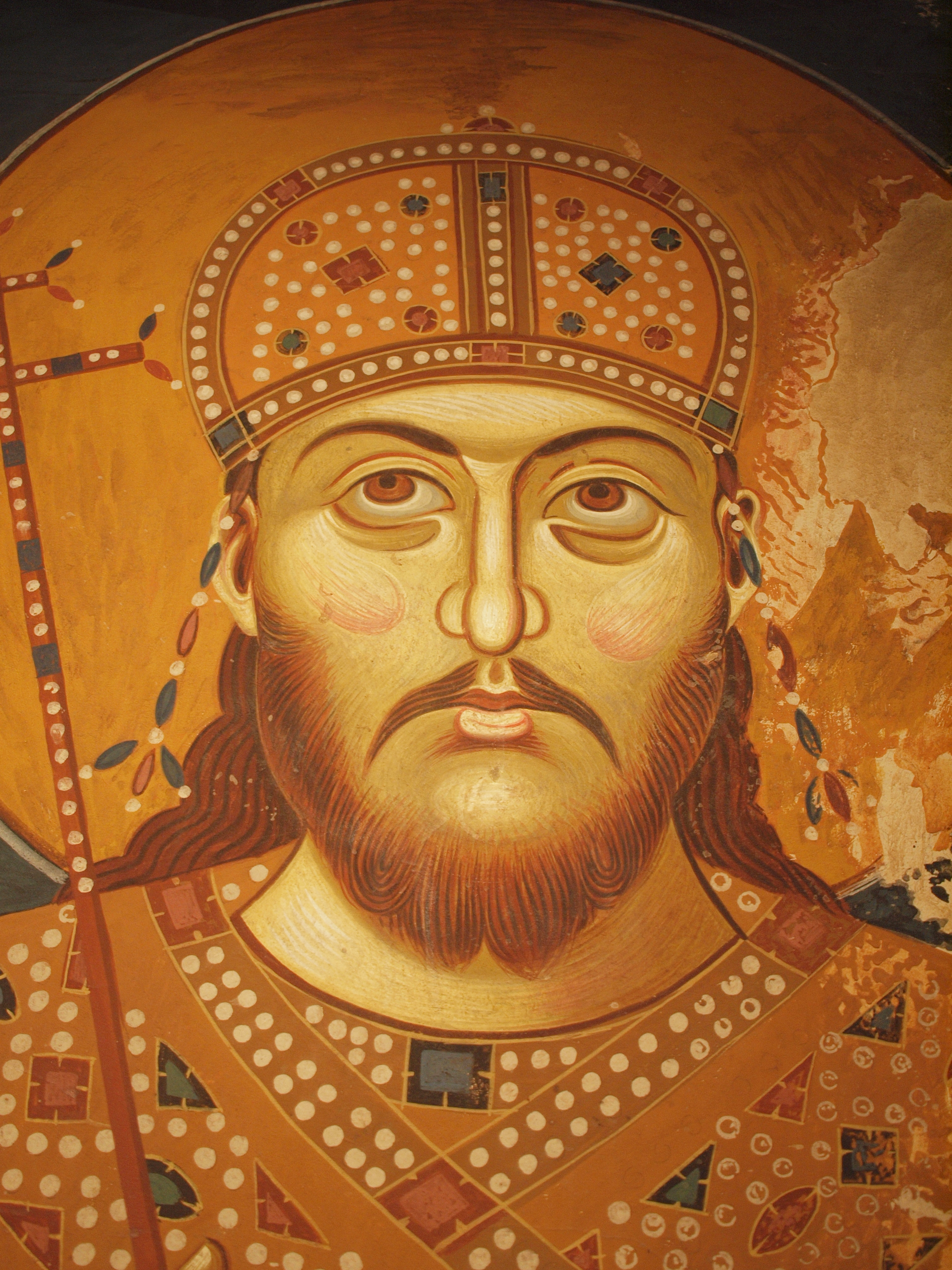
Zar Stefan Dušan, (Kloster Lesnovo, um 1350)
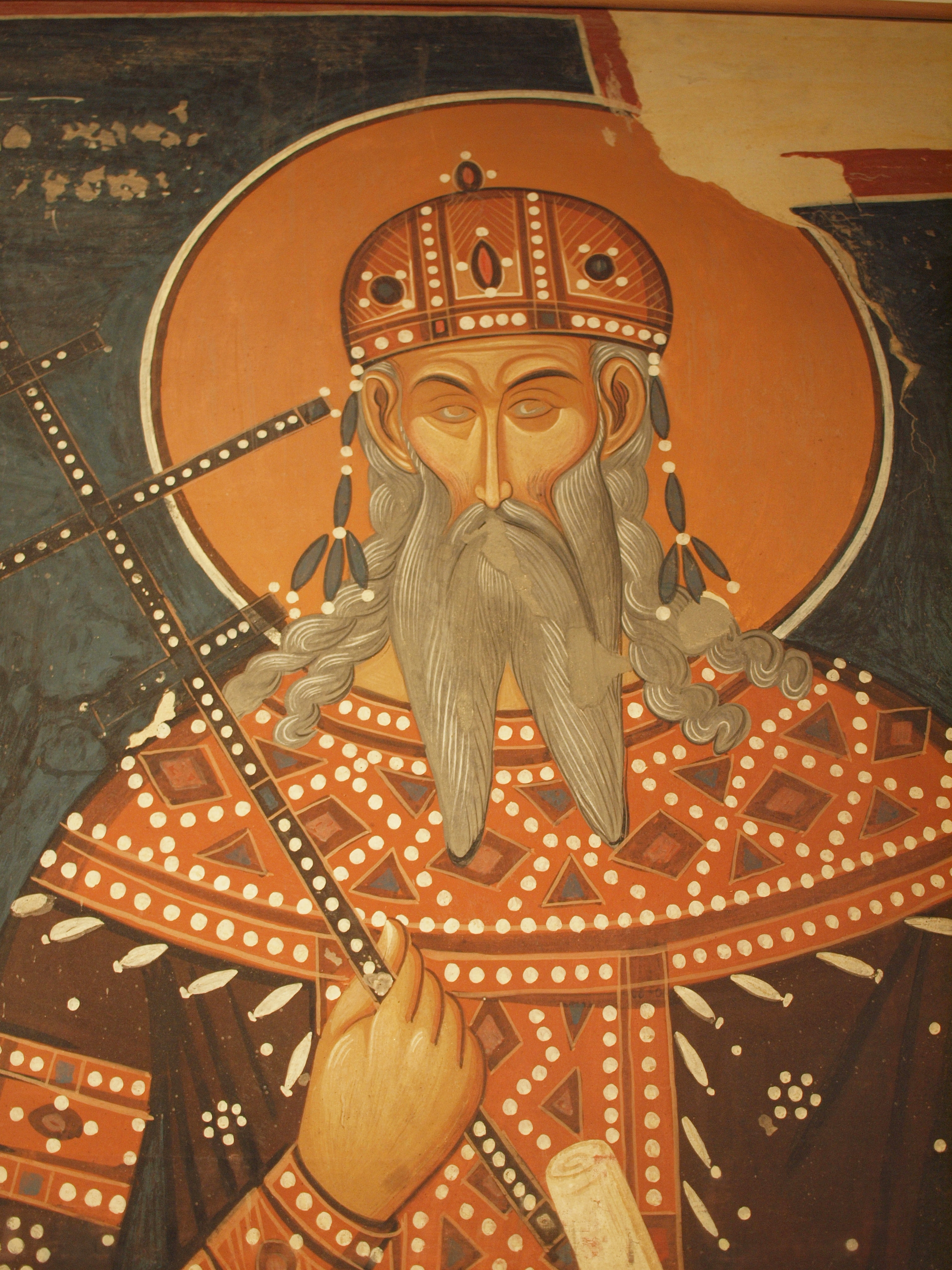
König Vukašin Mrnjavčević (Kloster Psača, um 1365), Antiheld der Epen und Vater Kraljević Markos
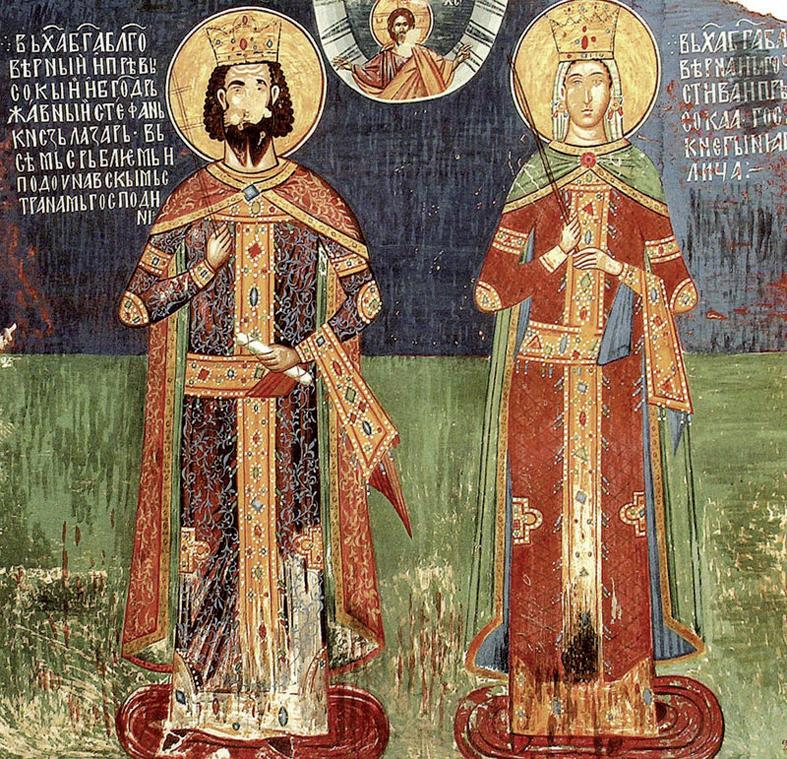
Fürst Lazar und Fürstin Milica (Kloster Ljubostinja, 1410)
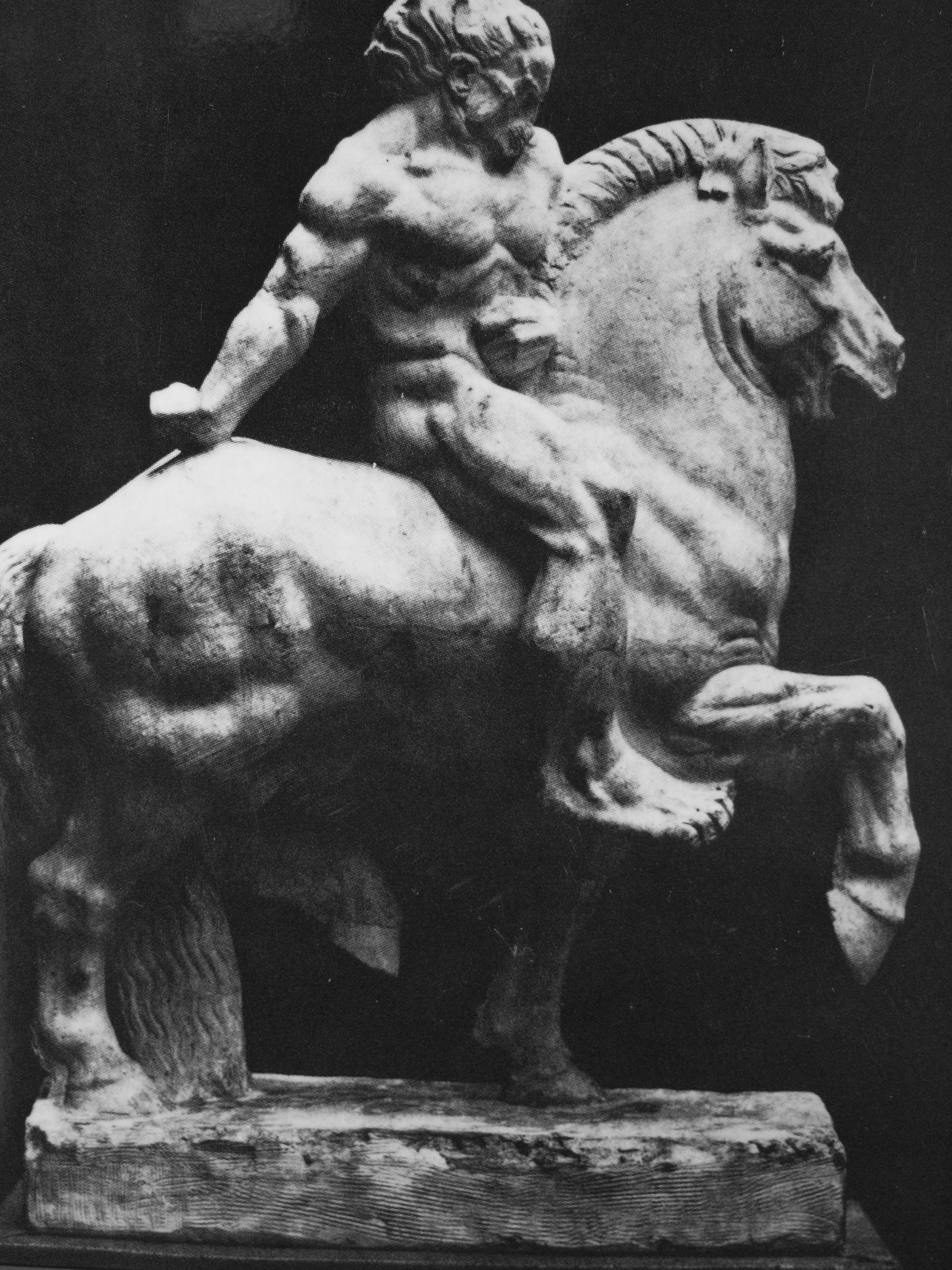
Kraljević Marko, Ivan Meštrović, 1908
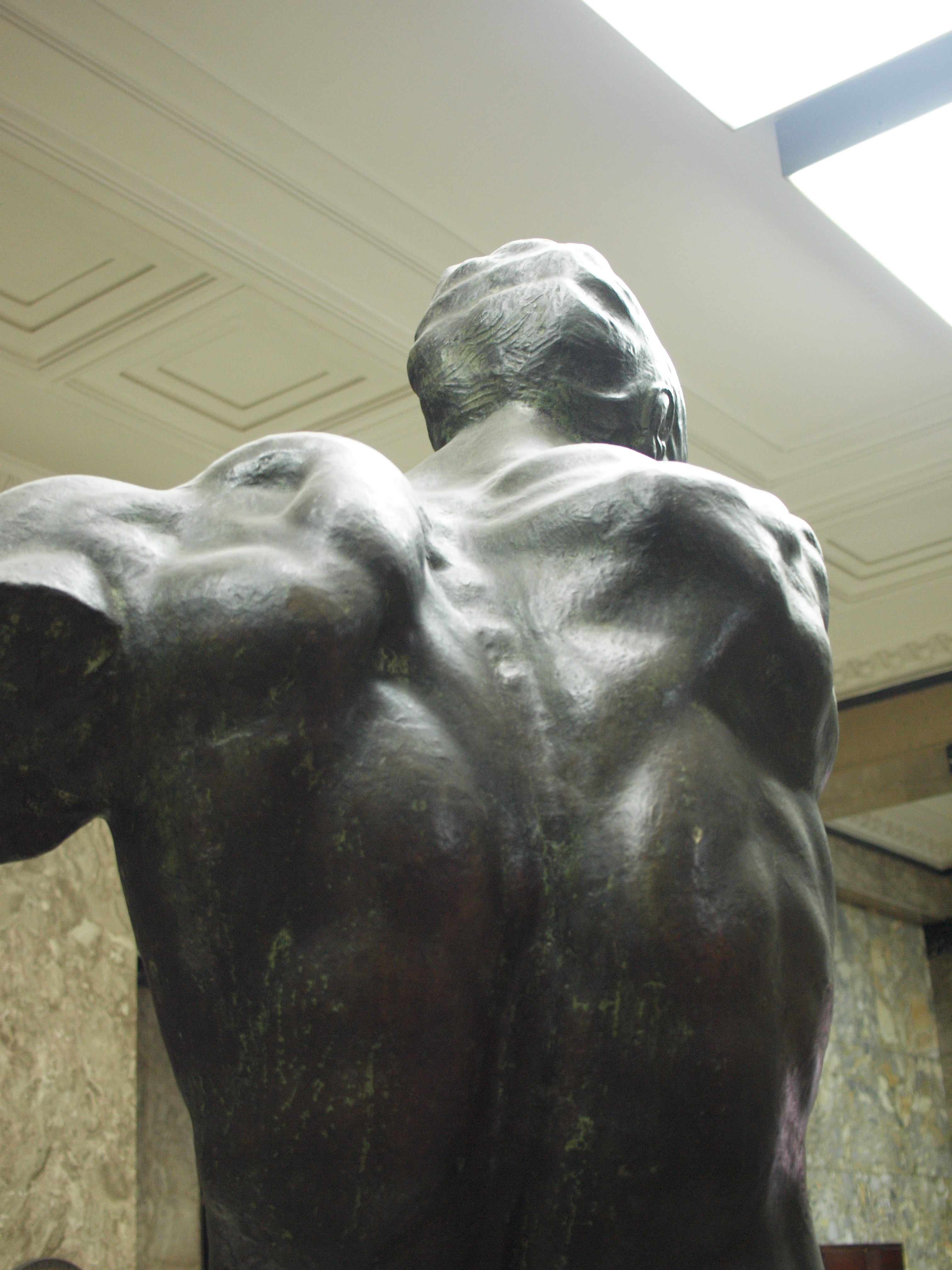
Miloš Obilić, Ivan Meštrović 1908

### Sänger

Petar II. Petrovic-Njegoš verfasste im Bergkranz das Hauptwerk der Epischen Dichtung der südslawischen Sprachen.

Von den ersten Guslaren wird 1415 am polnischen Hofe berichtet, von wo ein serbischer Guslenspieler erwähnt wurde.
Bedeutende historische Guslaren sind Tešan Podrugović (1783–1815), Filip Višnjić (1767–1834) und Ćor-Huso Husović (Ćor bedeutet dabei einäugig), Janko Milić, Ivo Bojčin Jovičević, Petar Perunović (1880–1952), Jevrem Ušćumlić, Tansije Vučić (1883–1937) Hadži Radovan Bećirović Trebješki (1897–1986) und Branko Perović (1944-200?).

#### 20. Jahrhundert
Petar Perunović wurde als erster Guslar auch einer größeren Weltöffentlichkeit bekannt. Als Guslar in Diensten der serbischen Armee im Ersten Weltkrieg, der den Rückzug der Serben über Albanien nach Korfu an die Salonikifront mit begleitete, wurde er unter den Entente-Soldaten eine lokale Berühmtheit. Daher reiste er noch während des Krieges zum Zwecke der Soldaten-Rekrutierung von Emigranten 1916 in die USA und spielte dabei in Amerika auch vor Nikola Tesla und Mihajlo Pupin. Als Guslar bereiste er selbst noch Alaska und war auch der erste Guslar dessen Liedvorträge auf Schallplatte aufgenommen wurden.
Nach dem Ersten Weltkrieg trat der Halbanalphabet Hadži Radovan Bećirović Trebješki aus der oberen Morača und der Moračka Planina hervor. Seine Epen wurden die meistgespielten der neuen Generation und gelten allgemein als die dichterisch bedeutendsten in der serbischen Volksdichtung im 20. Jahrhundert. Mit der epischen Dichtung Mojkovačka bitka (1927) gab er der letzten Schlacht der Montenegriner in der Schlacht von Mojkovac die am 7. Januar 1916 gegen die Invasion der k.u.k. Armee geführt wurde, ihre bis heute gültige epische Form. Der Guslar Boško Vujačić wurde eben mit der Interpretation von Bećirovićs Mojkovačka bitka einer der herausragenden Guslaren. Er trug daher auch auf der zentralen Andachtsveranstaltung vom 18. Januar 2016 zur Hundertjahrfeier der Schlacht von Mojkovac Auszüge des Epos Bečirovićs vor den kirchlichen Würdenträgern der serbisch-orthodoxen Kirche und den politischen und militärischen Repräsentanten Serbiens in der Großen Halle im Sava Kongroßzentrum in Belgrad vor.
Der künstlerisch bedeutendste Guslar in der Periode nach dem Zweiten Weltkrieg wurde Branko Perović. Er gewann 1971 auch den ersten landesweiten Sängerwettstreit unter 143 teilnehmenden Guslaren Jugoslawiens in Sarajewo (sowie ein zweites Mal 1974), nachdem die letztmalige derartige Manifestation noch vor dem Krieg 1933 unter der Jury von König Aleksandar I. stattgefunden hatte. Branko Perović dessen Herkunft aus dem öden Karstland des montenegrinischen Hochkarstes ihn insbesondere zum Interpreten der traditionellen Heldenepen bestimmte, nahm jedoch als professioneller Guslar ein breites Repertoire auch neuerer, teils wenig künstlerische bedeutender Werke auf Schallplatte auf. Seine unter den Guslaren selten gefundene stimmliche Qualität und einer subtilen und expressiven Interpretation, insbesondere der klassischen Amselfeld-Epen wie Smrt majke Jugovića (Tod der Mutter der Jugovići), bestimmten Perović als Orientier der nachfolgenden Guslaren-Generationen. Perovićs Einspielung des moderneren Stücks "Сватовски вијенaц" wird dabei von Danka Lajić-Mihajlović als ein Meilenstein der Interpretation des sich auf dem Höhepunkt seines Schaffens befundenen Sängers bezeichnet.
Historische Persönlichkeiten die die Gusle spielten, waren Fürst Petar II. Petrović-Njegoš, Fürst Miloš Obrenović, Milovan Djilas sowie Ivan Meštrović. Fürst Njegoš markiert als Nationaldichter der serbischen Sprache über die im Deseterac verfassten Gesänge des Bergkranz, Der falsche Zar, Šćepan der Kleine und Die Fackel des Mikrokosmos den Übergang zwischen Volks- und Kunstdichtung im Metier der Epischen Dichtung. Der Bergkranz selbst stellt das eigentliche Hauptwerk der südslawischen Epischen Dichtung.

#### Karadžićs Sänger

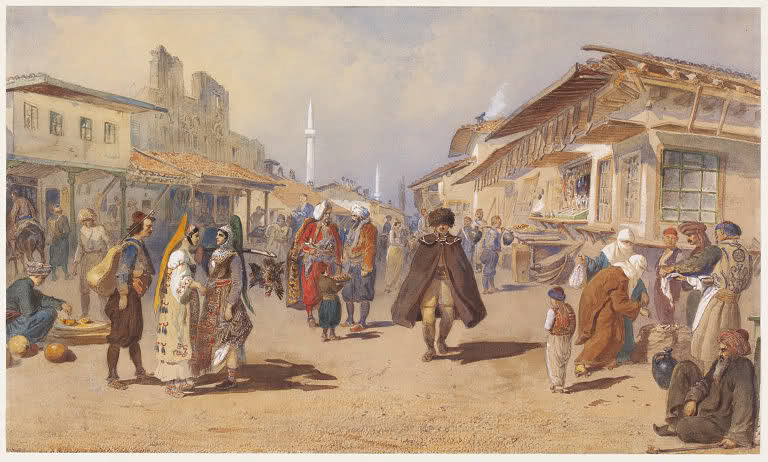
Flair Belgrads mit den Ruinen des ehemaligen Schlosses Prinz Eugens im heutigen Stadtteil Dorćol, Karl Göbel 1865

Karadžić verschriftlichte die mündliche Dichtung der Serbo-Kroatischen Heldenepen in einer Zeit der sozialen- und historischen Umwälzungen der revolutionär Gesinnten serbischen Agrarbevölkerung, die unter den hohen Steuerlasten- und Repressalien der osmanischen Verwaltung zu leiden hatte. In der historischen Zäsur des Aufstandes Karađorđes 1804 wurde die überbrachte soziale Ordnung der Osmanen in Frage gestellt, die eine mittelalterliche feudale Gesellschaft bis zum Ende des 18. Jahrhunderts in großen Teilen der Balkanhalbinsel aufrechterhielten. In den Epen fand sich der soziologische Zusammenbruch der von Dahijas ausgeübten Herrschaft der Janitscharen in der Veränderung traditioneller Themen. Insbesondere da die Serbisch-Orthodoxe Kirche zu Ende des 18. und Anfang des 19. Jahrhunderts wiederbelebt wurde, gingen jetzt Orthodoxe Kirchenlegenden in die Gesänge mit ein. Die sozialen Umwälzungen der "Serbische Revolution", die auch die patriarchalische Ordnung betrafen, werden beispielhaft in Banović Strahinja, einem der Meisterwerke der Epen der Amselfeldlegende, leitmotivisch deutlich. Indem Banović Strahinja die untreue Frau begnadigt, wurde das Epos Bestandteil kritischer Kontroversen.
Die klassischen serbischen Volkslieder die der Volksliedsammler Vuk Karadžić (ab 1814) aufgezeichnet und veröffentlicht hatte, stammten von zwei Gesellschaftsgruppen: einerseits waren dies Outlaws, die zu den Aufständischen gegen die Osmanen gehörten und zumeist aus der Herzegowina stammten, zum anderen von blinden Frauen, die am Rande der Gesellschaft durch den Gesang der Epen ihr Dasein fristeten.

##### Hajduken

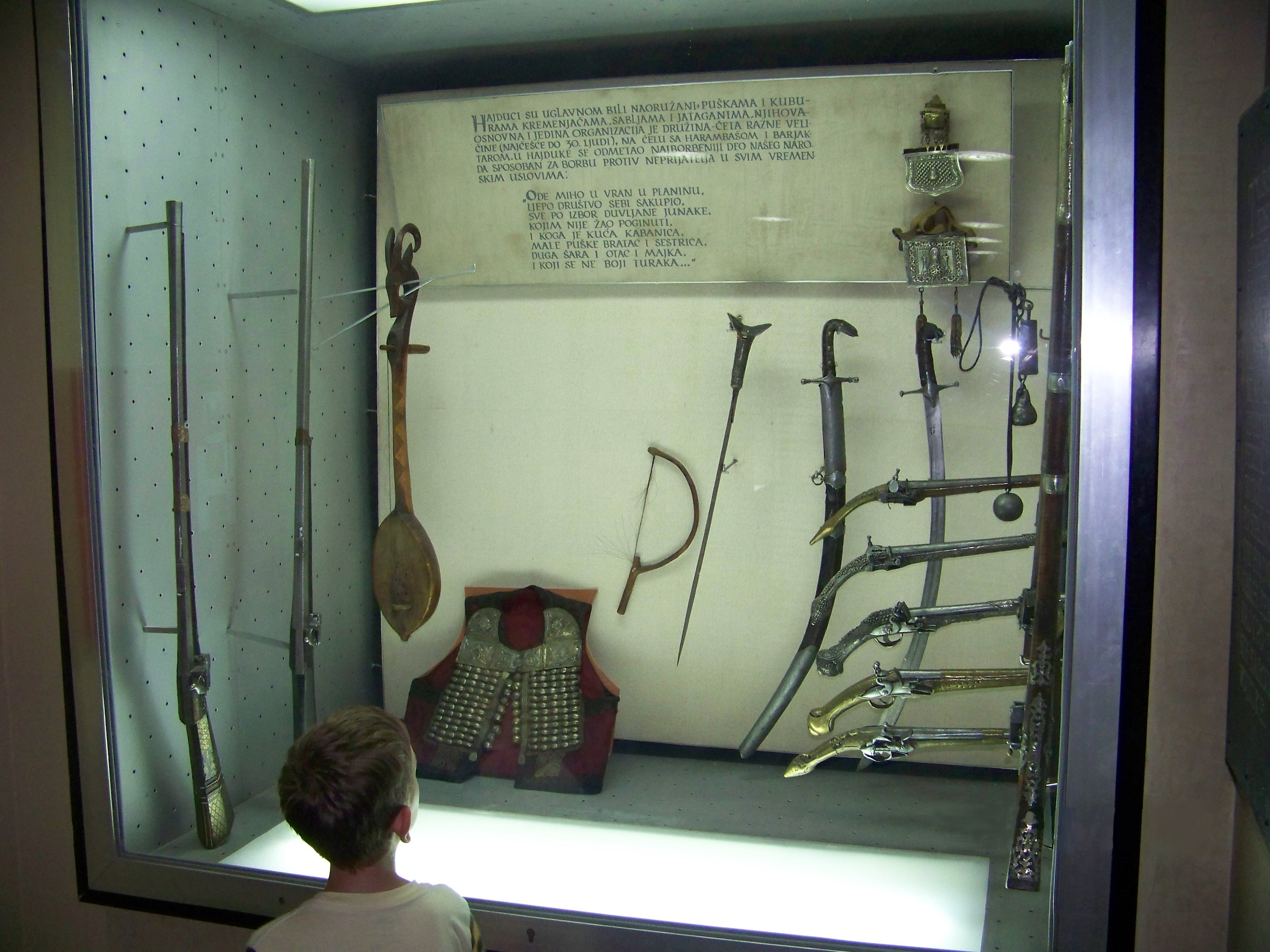
Gusle, Flinten und Säbel – Symbole des Haidukentums. Ausstellungsvitrine im Militärhistorischen Museum Belgrad

Ein wesentlicher Beitrag der Epischen Gesänge entstammte den Hajduken, Gesetzeslosen, die durch biografische Ereignisse aus ihrem sozialen Dorf-Umfeld entwurzelt wurden und ein verstecktes Leben in den Wäldern und Bergen führten. Die biografischen Wege der Haiduken zeichnen sich vielfach in ihren Gesängen zur Gusle nach.
Starac Milija
Auch das Epos Banović Strahinja hatte Vuk Karađić von einem Hajduken, dem 'Starac Milija' (Weisen Milija, Starac ist hier die Ehrenbezeichnung eines weisen Mannes) aufgeschrieben, der am Kopf fürchterlich entstellt, als altersschwacher Mann zur Flucht aus Kolašin in der herzegowinischen Heimat gezwungen wurde und sich aufgrund seiner eigenen Misere ohne reichlich Sliwowitz außerstande und unwillig zur Gusle vorzutragen, zeigte. Dem persönlichen Unglück des Weisen Milija sind die Motive von Zerstörung, Heimatlosigkeit und die breiteren Konzepte aus der dörflichen patriarchalen Lebensform der verlorenen Heimat, geschuldet. Im Verhalten der Heroen in den Epen des Weisen Milija manifestieren sich die Veränderungen eines gewissen Verfalls der patriarchalischen Moralvorstellungen, die seine Zeit charakterisierten.
Starac Raško
Ebenfalls aus Kolašin in der Alten Herzegowina stammte auch der Hajduke Weiser Rashko, von dem das von Jakob Grimm und Johann Wolfgang Goethe kontrovers kritisierte Epos Zidanje Skadra (Der Bau von Skutari) über die, an antike Erzählungen und biblische Anknüpfung der Schilderung schrecklicher menschlicher Opfer bei großen Bauvorhaben, stammte. Goethe war über den Inhalt des Epos: durch abergläubisch-barbarische Gesinnungen in der Schilderung eines Menschenopfers und zwar von der widerwärtigsten Art. Eine junge Frau wird eingemauert, damit die Feste Skutari erbaut werden könne, schockiert, ohne aber die tragischen Obertöne der Handlung analysiert zu haben. In dieser Geschichte erscheint die zweideutige mythologische Figur der Vila, ein Naturgeist, und verlangt ein Zwillingspaar als menschliches Opfer für die Vollendung der Stadt Skutari aufzufinden, doch wird der Pathos der bewegenden Handlung von den patriarchalischen Anschauungen familiärer Bande des Dorflebens bestimmt, in der magische und pathetische Formen zu einer tragischen menschlichen Position in der Geschichte erzählt werden. Das Motiv des bösartigen Plans der Vila in Zidanje Skadra nutzte selbst Ivo Andrić später für den Plot der mythologischen Erschaffung der Višegrader Drina-Brücke im Roman Die Brücke über die Drina.
Stojan der Hajduke
Vom Herzegowiner Stojan der Hajduke stammt die Abschrift das mittelalterliche Epos im Vor-Kosovo Zyklus Ženidba kralja Vukšin (Hochzeit des Königs Vukašin). Stojan saß im Gefängnis, weil er eine Frau als angebliche Hexe, die wie er sicher war, sein Kind gegessen hatte, getötet hatte. Sein Konzept über Hexen und Frauen findet sich im Epos in der Figur der Vidosava in der Hochzeit des Königs Vukašin. einer der negativsten Figuren der serbischen Heldendichtung.
Tešan Podrugović
Karadžić größter Poet war Tešan Podrugović (1783–1815), der zwar die Gusle sehr gut spielte, jedoch nicht dazu sang. Er rezitierte die Epen mit großer Sorgfalt. Podrugović stammte aus Kolašin in der alten Herzegowina (Stara Herzegovina) im heutigen Montenegro und hat vor allem als Epe der Gesänge zu Kraljević Marko diesem Teile seiner eigenen markanten Züge gegeben.
1813 nach Niederschlagung des serbischen Aufstandes nach Syrmien geflohen war und 1815 neuerlich dem Ruf zum Freiheitskampf folgend, nach verschiedenen Scharmützeln zwischen Bosnien und Serbien letztlich ums Leben kam;

##### Blinde
Neben dem ebenfalls blinden Filip Višnjić verdankte Vuk Karadžić zahlreichen Blinden Frauen einige seiner bekanntesten Epen: Živana aus Zemun (gest. 1828), die Blinde Jeca aus Zemun (als Jelisaveta Marković geboren, gest. Zemun 1828), die Blinde Stepanija aus Jadar, sowie die Blinde aus Grgurevci (aus dem Kosovo stammend). Das sich insbesondere das epische Liedgut bei Blinden Frauen so zahlreich fand, hatte mit deren sozialer Stellung zu tun, die im Aberglauben an deren seherische Fähigkeiten mit begründet war. Im Aberglauben Blinde könnten mit der Vergangenheit in Kontakt treten, als auch kommende Geschehnisse vorhersagen, stellen sie in der epischen Forschung eine schwer zu kategorisierende Personengruppe.
Blinde waren dabei die einzige Personengruppe für die historisch eine "akademische" Guslen-Ausbildung belegt ist. So existierte in der syrmischen Kleinstadt Irig nahe Ruma vom 16. bis zu Anfang des 19. Jahrhunderts eine sogenannte "Blindenakademie" (Slepačka akademija) als religiöse Einrichtung und musikologische Institution der professionellen Guslenausbildung.
Blinde wurden dort als Bettel-Wandersänger im Repertoire der Gusle ausgebildet und traten mit verschiedenen Genren vom klassischen Helden-Epos, über Balladen bis zu religiösen Gesängen um die Klöster der Fruška Gora, auf Märkten, während der Klosterfeiern, sowie bei landwirtschaftlichen Messen auf. Diese spezielle folkloristische Erscheinungsform der blinden Bettel-Wandersänger wurde für viele slawische Siedlungsgebiete nachgewiesen. Blinde Bettel-Wandersänger traten als professionelle Sänger in einer religiösen Funktion als Vermittler einer vertikalen- und horizontalen Ebene von Himmel und Erde auf. Sie waren auch keine regelrechten Bettler, sondern besaßen Haus und Familie.
1780 wurde die Arbeit der Akademie auf Dekret des Habsburgerreichs und Intervention katholischer Geistlicher Iloks eingestellt. Trotzdem blieb Irig ein Zentrum im Guslenspiel. Unweit Irig siedelte später in Slankamen an der Donau eine private Schule in deren Nachfolge an, als dessen letzter Vertreter der blinde Pera Dmitrov (1852–1926) gilt. Die Gusle Dmitrovs wurde im Lesesaal Irigs aufbewahrt, verbrannte aber zusammen mit dem Buchfond während der Brandschatzung durch deutsche Besatzung im Zweiten Weltkrieg. Ähnlich Einrichtungen gab es zwar auch in anderen slawischen Ländern, jedoch war die Gusle nur bei Serben und Kroaten, bei Bulgaren beispielsweise dagegen die Gadulka in gebrauch. Die blinden Bettel-Wandersänger hießen daher bei ersteren slepi-guslari (Blinde Guslaren), bei letztern slepi-gadulari (Blinde Gadularen).
Der wichtigste Punkt in der semantischen Charakterisierung blinder Guslaren ist neben ihrer Mobilität die Blindheit, die diese von gewöhnlichen Armen, die aufgrund invalider Behinderung, z. B. bei Lahmen, als Bettler ortsgebunden blieben und keine besondere "Heiligkeit" besaßen. Blinde Guslaren waren praktizierende Sänger, deren Erwerbsform sich in serbischen Redewendungen erhalten hat (hier in russischer Übersetzung): Ohne Kupfer streicht ein Blinder die Gusle nicht («Слиjепац не гуде без мjеди»), Ohne Kupfer spielt ein Blinder die Gusle nicht (Слепой не играет на гуслях без меди), Den Blinden Guslaren – Pflug und Hacke («Гуслеслепцу — плуг и мотика»), Die Gusle dem Blinden – Pflug und Hacke (Гусли слепому — плуг и мотыга).
Filip Višnjić

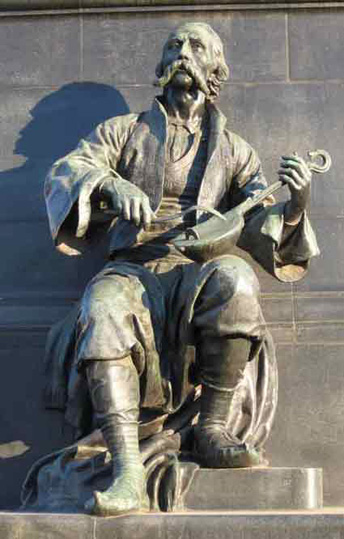
Denkmal von Filip Višnjić im Kruševac, welches Teil eines Monuments ist, das den gefallenen serbischen Kriegern während der Schlacht auf dem Amselfeld von 1389 gewidmet ist, entworfen vom serbischen Bildhauer Đorđe Jovanović, errichtet 1904.

Die klassische Zeit des Epischen Gesangs in der Zeit sozialer Umwälzungen und des Freiheitskampfes im Rahmen des Serbischen Aufstandes und „serbischen Revolution“, prägte der blinde Seher Filip Višnjić (1767–1834), mit dem auch der Schwanengesang der gesamten Gattung des serbo-kroatischen Heldenepik eingeleitet wurde. In der Art der Beherrschung epischer Sprache, einer visionären Begabung und der eigenen historischen Erfahrung konnte er seine Zuhörer tief bewegen.
Višnjić, in Gornja Trnovo in Bosnien geboren, steckt sich als achtjähriger mit Variola vera an. Durch die Pocken-Erkrankung erblindet, war er später Zeuge der allgemeinen Unterdrückung durch die Osmanen. Als er zwanzig war, wurde ein Familienmitglied im Haushalt seines Onkels durch eine Gruppe Türken vergewaltigt, wo er nach dem Tode seines Vaters lebte. Aus Rache tötete die Familie zwei Türken, von denen einer am eigenen Zaumzeug an einen Pflaumenbaum gehängt wurde. In der Konsequenz wurden alle Mitglieder der Familie gefoltert und die meisten ermordet. Was davon überlebte war die Geschichte seines heldenhaften Onkels Marko, wie er singend durch Zvornik zum Galgen gebracht wurde. Heimatlos wanderte er daraufhin über viele Jahre im Osmanischen Reich umher und lebte von der Gusle. Er spielte für die christliche "Rajah" in vielen bosnischen Dörfern und während der Klosterfeiern, jedoch kultivierte Višnjić auch ein Repertoire für die feudalen türkischen Herren, wenn er in den Städten verweilte. 1809 folgte er den nach Bosnien eingefallenen serbischen Aufständischen und schloss sich diesen an. 1810 sang Višnjić bei Loznica vor Karađorđe, dem Führer des Aufstandes, der Višnjić aufsuchte um sich mit diesem zu unterhalten. 1813 floh Višnjić nach Syrmien, wo er bis zu seinem Tode im Dorf Grk am Bosut bei Sremska Mitrovica verblieb.
Višnjić lieferte ein Zeugnis der Geschehnisse im Zentrum einer der wichtigsten historischen nationalen Rebellionen ab, welches mit der tiefen Kenntnis im epischen Gesang, die er sich in den Jahren der Wanderschaft im Herzland des epischen Schaffens aneignen konnte, die in den tradierten mythologischen und historischen Erzählungen, visionärem und übernatürlichem, Höhepunkten der Geschichte und unmittelbaren Ereignissen auch den gesamten Rahmen im Ausdruck der Serbo-Kroatischen Epik umfasste. Nach Svetozar Koljević beherrschte Višnjić von den Gesängen der mittelalterlichen Epen bis zu immanenten Ereignissen der serbischen Revolution, von osmanischen Sultanen und muslimischen Heroen: …ein episches Vokabular, in dem das menschliche Schicksal in der Tragik der Geschichte eine Anerkennung fand.

#### Milman Parrys Sänger
Die amerikanischen Homer-Forscher Milman Parry und sein Assistent Albert Bates Lord reisten auf Empfehlung des slowenischen Volksliedforschers Matija Murko 1933 nach Dubrovnik, um im damaligen Königreich Jugoslawien die Epen der Südslawischen Barden mit den damals modernsten Aufnahmemethoden zu protokollieren. Begleitet wurden sie von dem Guslaren Nikola Vojnović der die Interviews führte. Ziel war es in der Homerischen Frage in situ Vergleiche zu gewinnen. Parrys eigentlicher ursprüngliches Vorhaben diese Feld-Forschung in der Sowjetunion durchzuführen scheiterte an den objektiven Schwierigkeiten, die dort ein amerikanisches Forscherteam damals erwartet hätte.
Parry fand insbesondere in Ćor-Huso Husović und Avdo Međedović zwei programmatische Sänger, die durch die Etikettierung als moderne Äquivalente Homers insbesondere in der amerikanischen Homerforschung bald einen exemplarischen Status erreichten. Ähnlich wie Homer und andere Barden wurde diesen eine besondere Heroisierung zuteil, die sie auch aufgrund der Zuschreibung als "Letzte ihrer Art" zuerkannt bekommen haben.
Ćor-Huso Husović
Ćor-Huso, auch Hasan Ćoso oder Isaak aus Kolašin, wird in der Überlieferung sowohl als eine legendäre Gestalt als auch echte Person gewertet und ist aufgrund seiner enigmatischen Erscheinung der Paratyp des "legendären Sängers", der in vielfältigen Bezügen aus der legendären Überlieferung Vergleiche zu Homer erlaubt. Zu seiner Zeit galt er als der beste Sänger Serbiens, Montenegros und Bosniens, der sogar vor Kaiser Franz Josef II. aufgetreten sein soll. Ćor-Huso ist als bedeutendster Lehrer aller damaligen Guslaren beschrieben worden und wahrscheinlich um die Mitte des 19. Jahrhunderts geboren. Neben Reisen in Montenegro und Serbien wanderte er neunzehn Jahre durch Bosnien.
Legendär ist Ćor-Husos auffällige Erscheinung: besonders füllig, er soll 120 kg gewogen haben, soll er einen riesigen Schnauzbart getragen haben, voll bewaffnet gewesen sein, in einem roten Seidenmantel mit goldgewirkten Ärmeln in kroatischer Folklore geritten sein, mit grünen Hosen, schwarzen Stiefeln, einem Fez, einem Turban, einem langes Messer, das an seinem Gürtel hing und Zwei Sterling Pistolen, wird er in der Überlieferung in der Erscheinung eines Helden, als die eines Guslenspielers beschrieben. Die Legende erzählt auch, das Ćor-Huso von Franz Josef nach einem Auftritt vor dem Kaiser 100 Gold Napoleon und hundert Schafe als Lohn erhalten hatte. Alle Guslaren Milman Parrys haben trotz dieser Legenden jedoch stets behauptet, von Ćor-Huso unterrichtet worden zu sein, ohne dass sie tatsächlich mit ihm je in persönlichen Kontakt getreten sind.
Ćor-Huso ist trotz dieser vielen legendären Ausschmücken und obwohl keiner der zahlreichen Volksliedforscher in der Ersten Hälfte des 20. Jahrhunderts, auch nach großen Bemühungen, je mit Ćor-Huso Bekanntschaft machen konnte (u. a. suchte Alois Schmaus jahrelang nach diesem, jedoch gelang es Schmaus nicht einmal gesicherte biografische Details zu erwerben), eng mit der Milman Parry Kollektion der Südslawischen Heldenlieder in Harvard verbunden. Ćor-Husos Einfluss auf alle Sänger die Parry und Lord in Bosnien, Serbien und Montenegro aufgenommen hatten, wird als exemplarisch für die epische Tradition im Gusle-Spiel gewertet, wie auch die unterschiedlichen legendären Überlieferung und die Übertreibungen im Medium der epischen Überlieferung funktionale Bestandteile sind.
Avdo Međedović
Von den Sängern, die Milman Parry 1935 sowie Albert Lord 1950 und 1951 aufnehmen konnten, war Avdo Međedović (1875–1953) aus Bijelo Polje der bei weitem talentierteste. Das Epos Ženidba Smailagić Meha. (12.323 Zeilen), welches Avdo Međedović auswendig vortragen konnte, erreichte dabei fast die Länge der Ilias (15.690 Zeilen). Die längste Tonaufnahme eines einzelnen Epos von Avdo Međedović beträgt 16 Stunden und nahm 199 Schallplattenseiten in Anspruch. Auf 53 Stunden beläuft sich das in Harvard insgesamt zu Avdo Međedović aufgezeichnete Liedmaterial. Obwohl Avdo einst in der Osmanischen Armee türkisch erlernt hatte, blieb er dennoch illiterat und erlernte in keiner Sprache lesen oder schreiben. Jedoch konnte er ein einmal gehörtes Lied von 2194 Zeilen sofort behalten und erinnerte dieses auch 16 Jahre später, ohne es in der Zwischenzeit jemals wieder vorgetragen zu haben. Aufgrund dieser ausgesprochen Begabung, sowie seiner epischen Schaffenskunst wurde ihm von Parry und Albert Lord der Ehrentitel "Jugoslawischer Homer" verliehen. Er war auch der letzte eigentliche Schöpfer und Epiker in der Tradition.
Im Unterschied zu christlichen Guslensängern, die im familiären und häuslichen Umfeld die Epen vortrugen, traten muslimische Guslaren wie Avdo Međedović überwiegend in Café-Häusern von Städten zum Ramadan während der Dauer der Fastenzeit auf. Da Besitzer von Café-Häusern für die 30-tägigen Festtage früher speziell einen Guslar engagierten, hatten die bosniakischen Epen den vergleichsweise bedeutend größeren Umfang.

## Rezeption

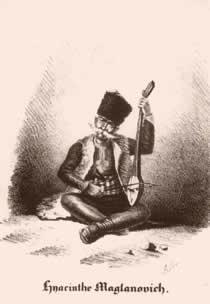
Der angebliche Guslar Hyacinthe Maglanovich, Prosper Mérimées humoristischer Beitrag zur serbischen Heldenepik. Unbeeindruckt der nicht vorhandenen authentischen Abstammung ist La Guzla eine poetische Interpretation eines bedeutenden Dichters mit dem Thema der südslawischen Poesie.

Die Gusle ist in der alten Welt das einzige bis heute überlieferte Instrument in der Begleitung Epischer Gesänge, dessen musikalische Spielweise und Notation bekannt geblieben ist.
Anders als Beowulf, die Rolandssage oder die Homerischen Sagen, bei denen nur die Texte überliefert wurden, können in den Südslawischen Heldenepen aus der Arbeit von Vuk Karadzic, Millman Parry und Béla Bartók epische Dichtung und die dazugehörige Musik zueinander zugeordnet werden.
Als mit der deutschen Übersetzung der Südslawischen Heldenlieder durch Vuk Karadžić (ab 1814) das öffentliche Interesse der europäischen Literaten- und Leserschaft für die Poesie der Balkanhalbinsel einen ungemeinen Aufschwung nahm, wurde neben den mehr oder minder treuen Übersetzungen, literaturkritischen Abhandlungen und historischen Diskursen von Johann Wolfgang Goethe, Jacob Grimm, Alexander Puschkin, Walter Scott und Leopold Ranke, die südslawische Lied-Poesie auch als Inspirationsquelle genommen wie in Prosper Mérimées La Guzla, die eine angebliche Übertragungen angeblicher illyrischer Volkslieder eine bewusste Fälschung eines frei erfundenen Guslaren, Hyacinthe Maglanovich, die dichterische Partizipation am damaligen Faible für die Volksdichtung bezeugt.
Naturgemäß beeinflussten Stil und Korpus der epischen Lieder die moderne Kunstdichtung in den Balkanländern am stärksten, deren maßgebliches modernes klassisches Werk in der serbischen- und montenegrinischen Literatur Der Bergkranz (Gorski vijenac) von Petar II. Petrović-Njegoš wurde.

### Gegenwartskultur
Die Gusle gilt in Kroatien, Bosnien, Montenegro und Serbien immer auch als politisches Medium und hatte als Instrument, das auch primär zum Transportieren politisch-nationaler Inhalte missbraucht wird, eine herausgehobene Stellung in der Kommentierung der Jugoslawienkriege, sowie der Verherrlichung potentieller Kriegs-Helden der letzten Balkankriege. Neukomponierte propagandistische Texte wurden während der kriegerischen Auseinandersetzungen auf nationalistischer Basis geschaffen. Dabei blieb im Guslenspiel die symbolische Bedeutung in der archaischen Darbietungsform konserviert. Anders als weitere typisch balkanische Instrumente wurde und wird das Guslenspiel nicht durch elektronische Mittel oder andere moderne elektrische Instrumente verfremdet. Das in Serbien die Guslenmusik insbesondere in Kreisen von Kriegsvertriebenen aus den zentraldinarischen ehemaligen Heimatgebieten eine besondere Anhängerschaft innehat, sowie in den mehr patriarchalisch geprägten ruraleren Bevölkerungsschichten Tendenzen die jüngere Kriegsgeschichte episch herauszustellen hoch kotiert wird, ist auch in den bedeutenderen Konzerten wie in der Philharmonie Belgrads im "Kolarac" bemerkbar. Als kleinere historische Kuriosität werden dabei selbst Epen die den Russisch-Japanischen Krieg von 1904 besingen gegeben, als Montenegro als treuer Verbündeter Russlands Japan eine Kriegserklärung übersandt hatte, für die auch 110 Jahre nach dem Kriegsausgang zwischen Montenegro und Japan immer noch kein formeller Friedensvertragunterzeichnet wurde. Großes mediales Echo erzeugte dagegen der Kult, den der ehemalige bosnische Serbenführer Radovan Karadžić um die Gusle pflegte. Noch während des Bosnienkrieges trat er als Guslen-Spieler in Erscheinung und während er später mit falscher Identität in Belgrad untergetaucht war, blieb er häufiger Stammgast in einer vom rechtsgesinnten Publikum frequentierten Bar Neu Belgrads, in der neben anderen nationalen Devotionalien das Guslenspiel gepflegt wurde. Dabei illustrierten die Medien vor allem intensiv wie Karadžić unter dem eigenen Porträt zur Gusle gegriffen haben soll.
Das Mantra der Gusle als anachronistisches Medium im Gebrauch nationalistischer Vereinnahmung, nicht nur bei den Serben, sondern gleichfalls bei Kroaten, Montenegrinern, Albanern und Bosniaken, beliefert heute die wesentliche Problematik dieses als wertfreies Element der Tradition der Kultur der Balkanvölker zu sehen. Der Anthropologe Ivan Čolović hat in einem Essay in der Tageszeitung Danas (Sveto ili krivo gudalo – Heiliges oder schuldiges Streichinstrument), sowie daraus später in der Buchveröffentlichung Kulturterror Balkan als Essay (Sve te gusle – Prilog proučavanju političke istorije jednog muzičkog instrumenta – All die Guslen – Beitrag zum Studium der politischen Geschichte eines Musikinstruments) mit der Polemik das "Guslen töten" aufgewartet, wobei Čolović gegenüber dem Journalisten Muharem Bazadulj im Wochenmagazin Vreme den Kontext der gesamten antagonistischen Volkskulturen im Balkan als deren primäres Problemfeld zeichnete: Ich teile dieses Argument. Und ergänze: nicht nur die Gusle tötet, es töten Sprache, Poesie, Geschichte, Mythologie, Religion, es tötet die sogenannte nationale-Volkskultur in seiner Gesamtheit.
Der scharfen neuzeitlichen Kritik und in der intellektuellen Ablehnung, die aus der Wahrnehmung der Verbindung des Nationalismus zur Gusle rührt, waren zeitweise auch die exponiertesten "Guslenbefürworter" unter den Dichtern und insbesondere in der Orthodoxen Kirche ausgesetzt. Bei diesen wird die Gusle insbesondere als wesentlicher Bestandteil des nationalen kulturhistorischen Werdegangs gesehen:

„И не знамо ко је кога довде довео: гусле нас или ми њих. Ни ко је постао споран: ми, гусле или оно што гусле памте и говоре. Немогуће је да ми ваљамо, a гусле не ваљају. Можда би требало да ми останемо y 20. вијеку, a оне нека прођу даље да причају нашу погибију.”

„Und wir wissen nicht wer wen hierher gebracht hat: die Gusle uns, oder wir sie. Und auch nicht wer hier in Frage steht: wir, die Gusle oder das, was die Gusle erinnert und spricht. Es ist nicht möglich, dass wir taugen, die Gusle aber nicht. Vielleicht sollten wir im 20. Jahrhundert verbleiben und sie weiterziehen um von unserem Tod zu berichten.“

Als Symbol der nationalen Identifikation und integraler Part der Volkskultur der Gusle bei Kroaten, Bosniaken, Montenegrinern und Serben versuchte jede Volksschicht mit dem kriegerischen Zusammenbruch Jugoslawiens aus dem Pool des kulturellen Erbes identitätsstiftende Merkmale für sich zu gewinnen. In der Abgrenzung wurden aber wiederum selbst irrationale Muster bedient, so wurde für den einer albanischen Herkunft entstammenden bedeutenden Epen Avdo Međedović in bestimmten Schichten eine bosniakische Zugehörigkeit angedichtet.
Die Gusle als Emblem nationalistischer Tendenzen der Volkskultur in den 1980er und 1990er Jahren wurde und wird in satirischer Weise kommentiert. So hatte Rambo Amadeus 1989 ein Album Hoćemo Gusle genannt, dessen satirisches Cover Rambo mit einer Gusle bewaffnet, einen Drachen über dem Lovćen reitend darstellt. Nach einem der bizarren Ereignisse während der Antibürokratischen Revolution in Montenegro benannt, als die protestierenden Exponenten der Parole Hoćemo Ruse (Bringt uns die Russen) nach einer öffentlichen Medienkritik zurückruderten und behaupteten sie hätten in Wahrheit Hoćemo Gusle (Bringt uns Guslen) gerufen, bedient es sich der allgemeinen Parodie über die neue "Volkskultur" mit den charakteristischen Ausprägungen im Neo- und Turbo-Folk Genre, in denen Rambo Amadeus die Gusle in Video-Clips, sowie deren Metrum und den Stil heroischer epischer Poesie in Riffs von Rap-Songs veralberte. Dabei schwingt jedoch beim Künstler immer ein echtes Anliegen und der Respekt gegenüber der Volkspoesie mit. Aus Rambo Amadeus plakativer Nutzung der Gusle in der Funktion des identifikationsstiftenden Merkmals der Folklore und Volkspoesie, sowie im gleichzeitigen parodistischen Verspotten der Turbo-Folk Szene, kondensiert sich nach Marko Živković die Idee, das in der ablehnenden Haltung der modernistischen urbanen Elite im neuen Serbien gegenüber der „traditionellen Szene“ oftmals nicht die Ironie des Genres wahrgenommen wurde.
In seiner doppeldeutigen Lesung von Folklore und Volkskultur hatte Rambo Amadeus auch die Narration der epischen Dichtung im Versmaß des osmerac (Achtsilbler) Smrt Popa Mila Jovovića von Božo Đuranović (1975), das schnell ein montenegrinisches Standardstück im Gusle-Repertoire wurde, im Antikriegs-Album Psihološko propagandni komplet M-91 (1991) für sein gleichlautendes, im Hip-Hop Genre angesiedeltes Stück genutzt. Rambo Amadeus hatte die Gusle in der montenegrinischen Dichtung Đuranovićs zum Tod des Popen Jovović in den Türkenkriegen prominent in ein modernes Lied-Medium, das einen eindrücklichen Ausdruck zur Vorkriegsstimmung Jugoslawiens 1991 bietet, eingearbeitet. Im zugehörigen Video-Clip, der durch Szenen aus Sergei Eisensteins Film-Epos Alexander Newski geprägt wird, ist über die eigentliche propagandistische Wirkung von Eisensteins Bildern in der intensiven bildliche Anspielung nationalsozialistischer Emblematik wiederum eine schwer zu deutende doppeldeutige Botschaft hinterlegt.
Parodistische Darbietungen von angeblichen Guslaren und ironisch vorgetragene „epische“ Textdichtungen, wie beispielhaft zur Feier des 89-jährigen Bestehens der Belgrader Philharmonie, gehören dagegen heute allgemein zur Alltagskultur in Serbien.
Auf ein spezielles Problem der Weiterentwicklung des epischen Gesangs hat Walther Wünsch hingewiesen. Der altererbte Epische Gesang der mit der Gusle begleitet wird, kann zwar durch neue Motive oder Historien erweitert werden, die tradierte Technik des Vortrages aber nicht. Damit beschränkt sich auch die Verwendung der Gusle als Gestaltfaktor zum epischen Gesang. Damit verbunden ist die Gestalt der Gusle, deren Materialien Holz, Rosshaar und Tierhaut, sowie der stilisierte Tierkopf am Ende des Halses der Hirtenkultur entstammen.
Eine Erweiterung des Ausschmückungsspektrums hin zu kostbarer Ausstattung weist in jüngerer Zeit auf die Volksgeschichte hin. Porträts regionaler Machthaber oder mythologischer Figuren von den Heroen des Mittelalters, über die Fürsten des 19. Jh. bis zu den kommunistischen Führern des 20. Jh. finden sich neben Insignien von Staats- und Volkssymbolen auf Guslen. Damit verbunden ist der Nachklang der Funktion der Epik, in der die Gusle symbolisch Wahrerin von Volksgeschichte und Volkssprache ist.
Zu Beginn des Kroatienkriegs wurde von kroatischen Soldaten – vor und parallel zur Einführung von einheitlichen Militärabzeichen – Stoff- und Metallabzeichen getragen, auf denen ein Adler mit einer Gusle in den Fängen abgebildet war. Oft war dieses Freiheitssymbol zusammen mit den kroatischen Nationalfarben und den Worten CRO ARMY kombiniert.

### Musikpädagogische Ausbildung
Der musikpädagogischen Ausbildung folkloristischer Instrumentendarbietungen im Guslenspiel widmen sich in Serbien separate Abteilungen der Musikhochschulen Stevan Mokranjac in Belgrad sowie die Musikhochschule Stevan Mokrajnac in Kraljevo. Aus der Jugendarbeit der Musikhochschulen etablierte sich u. a. die junge Guslarin Bojana Peković (Jhrg. 1998), die nach dem Gewinn des serbischen Version von X-Factor sich über die nachfolgende Arbeit mit der Regisseurin Ivana Žigon als professionelle Guslarin auch in den staatlichen Kulturinstitutionen des Landes bewiesen hat.

### Folklore und Vereinstätigkeit, Guslen in der Massenkultur
Guslenlieder und Guslaren sind heute ein Massenphänomen der Musikkultur der serbo-kroatischen Sprachregion. Neben den Guslenkonzerten, Guslaren-Wettkämpfen werden über die Publikation von Liedern auf Audio- und Videoträgern breite Bevölkerungsschichten erreicht. Nach D. Golemović „gefährdet“ das Guslenphänomen selbst die Neo-Folkmusik. Dieses Phänomen wird durch die in 37 Serbien, 22 in Bosnien in der Republika Srpska und 19 in Montenegro existenten Guslen-Verbände, deren Hauptverband auch die Zeitschrift <Gusle> herausgibt und nahe 4.000 Mitglieder stellt, illustriert. Nachdem 1961 in Sarajevo der erste Guslenverband gegründet worden war, verbreitete sich diese Praxis in alle jugoslawischen Republiken.
Seit den 1980ern erreichten Schallplatten- und Kassetten-Einspielungen 100.000 oder sogar 500.000 Ausgaben. Dabei dominierte von Anfang an ein aus dem montenegrinisch-herzegowinischen Bereich herrührender Kern von Guslaren, die sowohl stilistisch, als auch quantitativ dominierend blieben. Als Ergebnis stellt sich die heutige zeitgenössische Guslen-Darbietung als Massenphänomen aus der Hybridisierung von dörflichen- und urbanen Tradition dar, die im Kern aus der herzegowinisch-montenegrinischen Praxis herrührt. Ältere Guslen-Einspielungen zeigen dagegen einen weniger auffälligen virtuosen Gesang und stärker textbezogene, auf die Erzählung ausgerichtete Vortragsstilmittel.
1928 wurde im damaligen Königreich der Serben, Kroaten und Slowen der erste landesweite Guslaren-Wettbewerb ausgetragen. Dieser wurde nach längerer Pause 1971 wieder eingeführt. Seit 2006 werden die Wettbewerbe auch vom Kultusministerium Serbiens gefördert.

## Museale Sammlungen
Guslen finden sich in zahlreichen ethnologischen- und musikologischen Sammlungen, sowohl in den eigentlichen Verbreitungsländern, als auch in bedeutenden Sammlungen der Welt, wie im Germanischen Nationalmuseum in Nürnberg, dem Metropolitan Museum in New York oder dem Ethnographischen Museum in Belgrad. Eine mit den sozialistischen Symbolen des ehemaligen Jugoslawiens und Motiven der Schlacht an der Sutjeska im Befreiungskampf von der Okkupation im Zweiten Weltkrieg besonderes aufwendig gestaltete und gänzlich aus Stein gefertigte Gusle von Pero Zečević wird im Militärmuseum in Belgrad ausgestellt.
Anlässlich des 100. Jahrestages des Beginns des Ersten Weltkrieges und der vielfachen Nutzung der Gusle durch Soldaten innerhalb der Serbischen Armee in den Balkankriegen und im Ersten Weltkrieg, stellte das Ethnographische Museum Belgrad vom 20. September bis zum 16. November 2014 seine Guslen-Sammlung unter dem Titel: Где сви ћуте оне говоре: гусле Етнографског музеја у Београду (Wo alle schweigen, da sprechen sie: die Guslen des Ethnographischen Museums) aus. Nach der ersten, am selben Ort abgehaltenen Ausstellung in Belgrad 1904, war es erst die zweite derartige Ausstellung, die den Guslen als Volksmusikinstrumenten der Balkanhalbinsel galt. Autor der Ausstellung war der Kustos des Museums, Miroslav Mitrović. Neben der Darstellung der Entwicklung der Guslen zwischen 1850 und der Zwischenkriegszeit des 20. Jahrhunderts, wurde die traditionelle Technik der Guslen-Herstellung und Spielweise, sowie zu einem Termin am Ende der Ausstellung Bedeutung, Korpus und Charakter der Epischen Kunst in der Begleitung der Gusle von der Universität Belgrad thematisiert. Begleitend fanden im Museum Darbietungen im Guslenspiel statt.
Im Museum selbst wurde dabei auch eine Werkstatt eingerichtet, in der die Herstellung einer Gusle durch den bekannten Gusleninstrumentenbaumeister Slobodan Benderać „erlernt“ werden konnte, sowie eine „Schule“ des Guslenspiels eingerichtet. Benderać stellte selbst 25 Guslen aus seinem Œuvre vor; ein virtueller Rundgang durch die Ausstellung mit allen ausgestellten Guslen ist interessierten über das Web ebenso ermöglicht worden.
Guslen aus der Hand von Slobodan Benderać sind neben ihrer handwerklichen Qualität auch nachgesuchte Instrumente professioneller Guslaren. Unter anderen stammt auch das Instrument von Bojana Peković aus Benderaćs Werkstatt.

## Immaterielles Kulturerbe der Menschheit
Am 29. November 2018 wurde der „Gesang zur Begleitung der Gusle“ auf Antrag Serbiens in die Repräsentative Liste des immateriellen Kulturerbes der Menschheit der UNESCO aufgenommen.